# Boala virală Ebola
     Focare în 1976
     Focare în 1977- 2012
     Focare în 2014

Principalele focare de febră virală hemoragică Ebola în Africa în perioada 1976-2014
Focare în 1976
Focare în 1977- 2012
Focare în 2014

Boala virală Ebola sau febra hemoragică Ebola este o boală infecțioasă virală severă, adesea fatală, provocată de virusul Ebola (Ebolavirus), care se manifestă prin hemoragii severe la oameni, primate și antilopele duiker, cu focare epidemice în Africa Centrală și Africa de Vest și, cu o rată de letalitate la om de până la 90% (cea mai mare mortalitate la o boală infecțioasă, cu excepția rabiei). Se presupune că liliecii frugivori din familia Pteropodidae sunt gazdele naturale ale virusului Ebola. Infecția se peoduce la oameni după un contact cu sângele, secrețiile, organele sau fluidele biologice ale animalelor infectate: cimpanzei, gorile, lilieci frugivori, antilope de pădure duiker și porci spinoși și prin transmitere interumană, ca urmare a contactului direct (piele lezată sau mucoase) cu sângele, organele, secrețiile sau lichidele biologice (urina, saliva etc.) ale persoanelor infectate sau prin contact indirect prin intermediul mediilor contaminate cu aceste lichide. Ritualurile funerare în care rudele și prietenii celor decedați se află în contact direct cu corpul decedatului pot juca, de asemenea, un rol în transmiterea virusului. Sperma poate continua transmiterea virusului până la șapte săptămâni după însănătoșirea clinică.
Virusul Ebola a fost identificat pentru prima dată în 1976, în două focare simultane: în Nzara (Sudan) și Yambuku (Republica Democrată Congo), situat în apropiere de râul Ebola, de unde vine numele bolii.
Perioada de incubație este în medie de 8 zile, cu extreme de 2-21 de zile. Debutul bolii este brusc, cu febră înaltă, frison, cefalee, mialgii, anorexie, asociată cu erupții cutanate (exanteme). În următoarele 2-3 zile se adaugă greață, vome, diaree, faringită și fenomene hemoragice: hematemeză, melenă, echimoze și peteșii. Sunt afectate funcțiile renale și hepatice. Apar și tulburări nervoase, prostrație, anxietate, confuzie, pierderi de memorie, instabilitate. Moartea poate surveni la 6-9 zile de la debut, prin șoc hipovolemic și hemoragii extinse generalizate. Rata de letalitate este estimată a fi între 50-90%, cu mici diferențe în funcție de speciile de virus Ebola.
În epidemia de febră hemoragică Ebola din Africa din 2014, până la data de 1 februarie 2015 s-au înregistrat 22.495 cazuri de îmbolnăviri, din care 8.981 au fost decese.
Pe 30 septembrie 2014 a fost diagnosticat primul caz de infectare cu virusul Ebola în Statele Unite, pacientul fiind spitalizat în Texas. Bolnavul era un bărbat, care a călătorit în Liberia. Fără intervenții suplimentare sau modificări ale comportamentului comunităților băștinașe,  Center for Disease Control and Prevention - USA estimează că până la 20 ianuarie 2015, va exista un total de aproximativ 550.000 de cazuri de febră hemoragică Ebola în Liberia și Sierra Leone sau 1,4 milioane de cazuri dacă se fac corecții pentru subraportarea cazurilor.
Rehidratarea suportivă pe cale orală sau intravenoasă și tratamentul simptomatic specific cresc ratele de supraviețuire. Nu există încă nici un tratament specific disponibil împotriva febrei hemoragice Ebola. Cu toate acestea, o serie de tratamente potențiale, inclusiv produse din sânge (seroterapia cu IgG anti-EBOV), terapii imunitare (ZMapp, Zmab) și tratamente medicamentoasă (oligonucleotide morfolino-fosforodiamidate, ARN interferenți mici, analogi nucleotidici/nucleozidici etc.) sunt în curs de evaluare. Până în prezent, nu există încă un vaccin omologat disponibil, dar se evaluează în prezent inocuitatea a două vaccinuri potențiale (ChAd3-ZEBOV și rVSV-ZEBOV) la om.
Există și un tratament care deocamdată e sub experiment și ar putea fi folosit acesta conține două antiviral specializate
[1] Ebrovil 

## Istoric

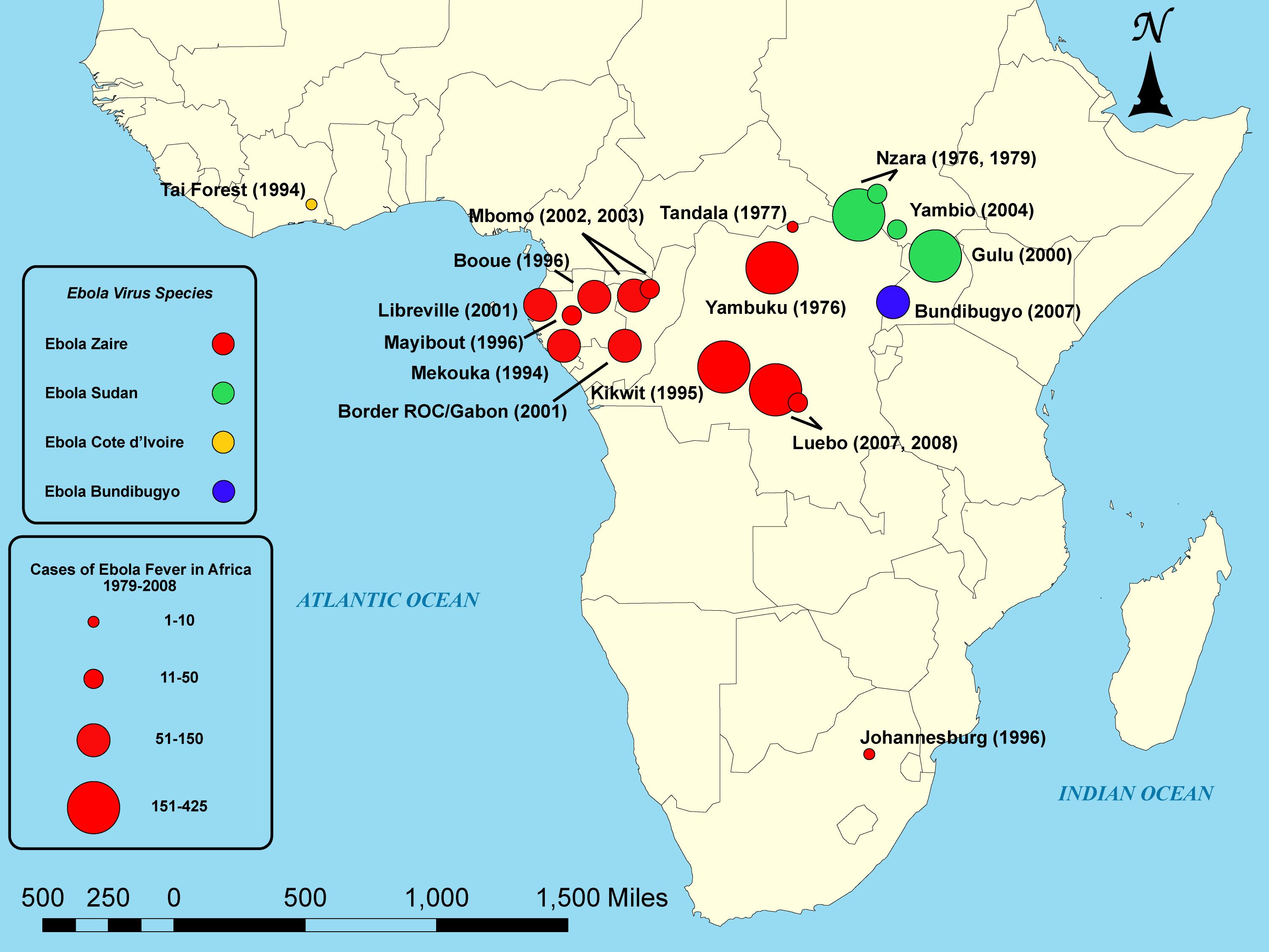
Cazurile de febră hemoragică Ebola în Africa în 1979-2008.

Virusul Ebola a fost identificat pentru prima dată în 1976, în două epidemii concomitente, una în Zair (Republica Democrată Congo), cauzată de specia Zair a virusului Ebola, și alta în Sudan, cauzată de specia Sudan. Epidemia din Sudan a atins în principal orașele Nzara și Maridi, în apropiere de granița cu Republica Democrată Congo, și a provocat 284 de cazuri de îmbolnăviri cu o rată a mortalității de 53%. Epicentrul epidemiei din Zair (Republica Democrată Congo) a fost în orașul Yambuku, situat în apropiere de râul Ebola, care a dat numele noului virus. Această epidemie, cu un grad de mortalitate mai mare decât cea din Sudan, a provocat decesul a 284 de persoane dintr-un total de 318 de bolnavi identificați. Rata de mortalitate de 89%, asociată cu specia Zair, denotă o patogenicitate mai mare față de cea a speciei Sudan.
După un caz izolat survenit în 1977 în satul Tandala din Zair, o nouă epidemie cu specia Sudan a fost localizată în orașul Nzara, în 1979, cu 34 de cazuri de îmbolnăviri și 22 decese.
După o perioadă silențioasă de cincisprezece ani, în care nu a fost notificat niciun caz, virusul Ebola a reapărut aproape simultan în trei țări, mai întâi în iunie 1994, când un etolog elvețian s-a contaminat făcând autopsia unui cimpanzeu infectat, găsit mort în pădurea Taï din Coasta de Fildeș. Determinarea genomică a virusului la pacient și la animal a permis identificarea unei noi specii de virus, specia pădurii Taï (specia Coastei de Fildeș). Acest pacient este singurul caz cunoscut de infecție cu specia pădurii Taï.. O mare epidemie cu specia Zair s-a propagat în orașul Kikwit și regiunea înconjurătoare în 1995, din sud-vestul Republicii Democratice Congo. Această epidemie, care a provocat decesul a 256 de oameni dintr-un total de 315 de bolnavi (mortalitate 81%), a afectat în principal personalul spitalicesc (transmisie nozocomială).. Alte trei epidemii cu specia Zair au afectat în mod succesiv nord-estul Gabonului, între 1994 și 1997. Cea din 1994 a avut loc într-o tabără de mineri din minele de aur din Mekouka, a doua, în 1996 în satul Mayibout, în care cele mai multe victime au fost copii, care au tăiat și transportat un cimpanzeu găsit mort, iar a treia între 1996 și 1997, mai la sud, în regiunea Booué. Această ultimă epidemie, care a provocat 60 de cazuri de îmbolnăviri cu 45 de decese, a produs un focar secundar cu 15 cazuri de îmbolnăviri, din care 11 decese în capitala Libreville și, un caz în Africa de Sud, la o asistentă contaminată de un pacient gabonez provenit din Libreville.
Perioada 2000-2008 a fost marcată de epidemii care au avut loc în mai multe țări din Africa Centrală. Mai întâi, cinci epidemii cu specia Zair au afectat regiunea de frontieră dintre nord-estul Gabonului și nord-vestul Republicii Congo. Prima, responsabilă de 143 de cazuri de îmbolnăviri, din care 128 decese, s-a extins din Gabon la Republica Congo, de-a lungul drumului care leagă Mekambo și Mbomo. Această epidemie a fost de fapt subdivizată în mai multe lanțuri epidemice independente, fiecare având originea în surse de diferite animale, care erau cadavrele infectate de gorile, cimpanzei și antilope.
Apoi, Republica Congo a fost atinsă de trei ori de epidemia cu specia Zair între 2003 și 2005: regiunea Mbomo și Kelle la începutul anului 2003 (143 de îmbolnăviri din care 128 de decese), din nou regiunea Mbomo la sfârșitul anului 2003 (35 de cazuri de îmbolnăviri, din care 29 de decese), apoi Etoumbi (11 cazuri de îmbolnăviri, cu 9 decese).
Simultan, specia Sudan a fost responsabilă de două epidemii, una mai mare în Uganda, în 2000, când au fost înregistrate 425 de cazuri de îmbolnăviri, din care 173 mortale, și o alta înregistrată în Yambio din Sudan în 2004, aproape de Nzara, cu 17 cazuri de îmbolnăviri din care 7 decese.
În anul 2007, o nouă specie de virus Ebola, specia Bundibugyo, a fost identificată și caracterizată în Uganda în timpul unei epidemii care a cauzat moartea a 30 de persoane din 116 cazuri de îmbolnăviri, cu o rată de mortalitate de 26%.
Cea mai mare epidemie de febră hemoragică Ebola determinată de virusul Zair (tulpina Makon ), care este în curs de desfășurare, a izbucnit la începutul lunii februarie 2014 în Guineea și nordul Liberiei și s-a extins în Sierra Leone și Nigeria, fiind înregistrate 22495 cazuri de îmbolnăviri până la 1 februarie 2015, din care 8981 decese.
Pe lângă aceste patru specii care circulă în Africa și care, la diferite nivele, sunt toate patogene pentru om, o altă specie de virus Ebola, specia Reston, nepatogenă pentru oameni, a fost identificată în 1989 la maimuțele macac (Macaca fascicularis) provenite din Filipine. Aceste maimuțe au dezvoltat o boală mortală de tip hemoragic în timpul aflării lor în carantină într-un laborator din orașul Reston (Virginia, Statele Unite ale Americii). Același virus a fost găsit în 1996 și la alte maimuțe macac bolnave în laboratoarele situate în Austin (Texas, Statele Unite ale Americii), Siena (Italia) și Filipine. Cu toate că niciun caz clinic la om nu a fost înregistrat, mai mulți îngrijitori de animale au dezvoltat anticorpi IgG specifici pentru specia Reston. Specia Reston a fost din nou identificată în 2009 în Filipine în timpul unei epidemii de sindrom respirator care a afectat porcii domestici din mai multe ferme.

### Cronologia epidemiei de febră hemoragică Ebola
| Anul                                                                  | Țara                                                                               | Specia de virus Ebola                           | Numărul raportat de cazuri umane | Numărul raportat de decese în rândul cazurilor | Mortalitate (%) | Observații |
| --------------------------------------------------------------------- | ---------------------------------------------------------------------------------- | ----------------------------------------------- | -------------------------------- | ---------------------------------------------- | --------------- | --- |
| 1976                                                                  | Zair (Republica Democrată Congo)                                                   | Ebolavirusul Zair                               | 318                              | 280                                            | 88%             | Epidemie în Yambuku și zona înconjurătoare. Boala a fost răspândită prin contact personal apropiat și prin utilizarea de ace și seringi contaminate în spitale sau clinici. Acestă epidemie a fost primul caz a febrei hemoragice Ebola. |
| 1976                                                                  | Sudan (Sudanul de Sud)                                                             | Ebolavirusul Sudan                              | 284                              | 151                                            | 53%             | Epidemie în Nzara, Maridi și zona înconjurătoare. Boala a fost răspândită în principal prin contact personal apropiat în spitale. Majoritatea personalului medical a fost infectat. |
| 1976                                                                  | Marea Britanie                                                                     | Ebolavirusul Sudan                              | 1                                | 0                                              | 0               | Infecție de laborator prin înțepătură accidentală cu un ac contaminat. |
| 1977                                                                  | Zair                                                                               | Ebolavirusul Zair                               | 1                                | 1                                              | 100%            | Confirmare retrospectivă a unui caz în satul Tandala. |
| 1979                                                                  | Sudan (Sudanul de Sud)                                                             | Ebolavirusul Sudan                              | 34                               | 22                                             | 65%             | Focar în Nzara, Maridi. A fost un focar recurent în același loc ca și în 1976 a epidemiei din Sudan. |
| 1989                                                                  | SUA                                                                                | Ebolavirusul Reston                             | 0                                | 0                                              | 0               | Virusul Ebola Reston a fost identificat la maimuțele importate din Filipine și au fost luate măsuri de carantină a lor în Virginia și Pennsylvania. |
| 1990                                                                  | SUA                                                                                | Ebolavirusul Reston                             | 4 (asimptomatic)                 | 0                                              | 0               | Virusul Ebola Reston a fost identificat din nou la maimuțele importate din Filipine și au fost luate măsuri de carantină în Virginia și Texas. La 4 oameni au apărut anticorpi, dar ei nu s-au îmbolnăvit. |
| 1989-1990                                                             | Filipine                                                                           | Ebolavirusul Reston                             | 3 (asimptomatic)                 | 0                                              | 0               | Mortalitate ridicată în rândul macacilor cynomolgus în unitățile de export a primatelor pentru SUA. La 3 muncitori din aceste unități au apărut anticorpi, dar ei nu s-au îmbolnăvit. |
| 1992                                                                  | Italia                                                                             | Ebolavirusul Reston                             | 0                                | 0                                              | 0               | Virusul Ebola Reston a fost identificat în Sienna la maimuțele importate din aceleași unități de export din Filipine, care au fost implicate în episoadele din Statele Unite și a fost instituită carantina . Oamenii nu s-au infectat. |
| 1994                                                                  | Gabon                                                                              | Ebolavirusul Zair                               | 52                               | 31                                             | 60%             | Focar în Mékouka și alte locuri de extracție de aur aflate în mijlocul pădurilor tropicale. Inițial a fost considerată că este febra galbenă; dar în 1995 a fost identificată ca fiind febra hemoragică Ebola. |
| 1994                                                                  | Coasta de Fildeș                                                                   | Ebolavirusul pădurii Taï                        | 1                                | 0                                              | 0               | Un om de știință s-a îmbolnăvit după efectuarea autopsiei unui cimpanzeu sălbatic în pădurea Taï. Pacientul a fost tratat în Elveția. |
| 1995                                                                  | Republica Democratică Congo (fostul Zair)                                          | Ebolavirusul Zair                               | 315                              | 250                                            | 81%             | Epidemie în Kikwit și zona înconjurătoare. Sursa a fost un pacient care a lucrat în pădurea învecinată orașului. Epidemia s-a răspândit în familii și spitale. |
| 1996 (ianuarie-aprilie)                                               | Gabon                                                                              | Ebolavirusul Zair                               | 37                               | 21                                             | 57%             | Focar în zona Mayibout. Un cimpanzeu găsit mort în pădure a fost mâncat de oameni care vânau animale. 19 persoane care au fost implicate în măcelăritul animalului s-au îmbolnăvit; alte cazuri au avut loc la membrii familiilor. |
| 1996-1997 (iulie-ianuarie)                                            | Gabon                                                                              | Ebolavirusul Zair                               | 60                               | 45                                             | 74%             | Focar în zona Booué, pacienții au fost transportați în Libreville. Primului caz a fost un vânător care a trăit într-o tabără de pădure. Boala s-a răspândit prin contactul apropiat cu persoanele infectate. Un cimpanzeu mort a fost găsit în pădure și a fost stabilit că era infectat. |
| 1996                                                                  | Africa de Sud                                                                      | Ebolavirusul Zair                               | 2                                | 1                                              | 50%             | Un profesionist medical a călătorit din Gabon în Johannesburg, Africa de Sud, după ce a tratat pacienți infectați cu virusul Ebola și, astfel, a fost expus la virus. El a fost internat într-un spital, iar o asistenta medicală care a avut grijă de el s-a infectat și a murit. |
| 1996                                                                  | SUA                                                                                | Ebolavirusul Reston                             | 0                                | 0                                              | 0               | Virusul Ebola Reston a fost introdus într-o unitate de carantină din Texas de maimuțele importate din Filipine. Nu au fost identificate infecții umane. |
| 1996                                                                  | Filipine                                                                           | Ebolavirusul Reston                             | 0                                | 0                                              | 0               | Virusul Ebola Reston a fost identificat într-o unitate de export a maimuțelor în Filipine. Nu au fost identificate infecții umane. |
| 1996                                                                  | Rusia                                                                              | Ebolavirusul Zair                               | 1                                | 1                                              | 100%            | Contaminare de laborator |
| 2000-2001                                                             | Uganda                                                                             | Ebolavirusul Sudan                              | 425                              | 224                                            | 53%             | O epidemie a avut loc în districtele Gulu, Masindi și Mbarara din Uganda. Cele mai importante trei riscuri asociate cu transmiterea infecției cu virusul Ebola au fost participarea la ritualurile funerare a pacienților decedați atinși de febra hemoragică Ebola, contactul cu familiile infectate și furnizarea de asistență medicală a pacienților infectați cu virusul Ebola fără utilizarea metodelor adecvate de protecție individuală. |
| Octombrie 2001-Martie 2002                                            | Gabon                                                                              | Ebolavirusul Zair                               | 65                               | 53                                             | 82%             | Un focar la frontiera dintre Gabon și Republica Congo. |
| Octombrie 2001-Martie 2002                                            | Republica Congo                                                                    | Ebolavirusul Zair                               | 57                               | 43                                             | 75%             | Focar la frontiera dintre Gabon și Republica Congo. Aceasta a fost prima dată când febra hemoragică Ebola a fost raportată în Republica Congo. |
| Decembrie 2002-Aprilie 2003                                           | Republica Congo                                                                    | Ebolavirusul Zair                               | 143                              | 128                                            | 89%             | Epidemia în districtele Mbomo și Kéllé din departamentul Cuvette Ouest. |
| Noiembrie-Decembrie 2003                                              | Republica Congo                                                                    | Ebolavirusul Zair                               | 35                               | 29                                             | 83%             | Focar în satele Mbomo și Mbandza situate în districtul Mbomo, din departamentul Cuvette Ouest. |
| 2004                                                                  | Sudan (Sudanul de Sud)                                                             | Ebolavirusul Sudan                              | 17                               | 7                                              | 41%             | Focar în districtul Yambio din sudul Sudanului. Acest focar a fost concomitent cu o epidemie de rujeolă în aceeași zonă și mai multe cazuri suspecte de febra hemoragică Ebola au fost ulterior reclasificate ca cazuri de rujeolă. |
| 2004                                                                  | Rusia                                                                              | Ebolavirusul Zair                               | 1                                | 1                                              | 100%            | Contaminare de laborator. |
| 2007                                                                  | Republica Democrată Congo                                                          | Ebolavirusul Zair                               | 264                              | 187                                            | 71%             | Epidemia în provincia Kasaï-Occidental. Epidemia a fost declarată după 20 noiembrie. Ultimul caz confirmat a fost pe 4 octombrie și ultimul deces pe 10 octombrie. |
| Decembrie 2007 - Ianuarie 2008                                        | Uganda                                                                             | Ebolavirusul Bundibugyo                         | 149                              | 37                                             | 25%             | Epidemia în districtul Bundibugyo din vestul Ugandei. Prima apariție raportată a unei specii noi, Bundibugyo. |
| Noiembrie 2008                                                        | Filipine                                                                           | Ebolavirusul Reston                             | 6 (asimptomatic)                 | 0                                              | 0               | Prima apariție cunoscută a virusului Ebola Reston la porci. Tulpina era foarte asemănătoare cu tulpinile anterioare. Șase muncitori de la ferma de porci și de la abator au dezvoltat anticorpi, dar nu s-au îmbolnăvit. |
| Decembrie 2008-Februarie 2009                                         | Republica Democrată Congo                                                          | Ebolavirusul Zair                               | 32                               | 15                                             | 47%             | Focar în zonele de sănătate Mweka și Luebo din provincia Kasai-Occidental . |
| Mai 2011                                                              | Uganda                                                                             | Ebolavirusul Sudan                              | 1                                | 1                                              | 100%            | Ministerul Ugandez al Sănătății a informat publicul că un pacient cu suspiciune de febră hemoragică Ebola a decedat pe 6 mai 2011, în districtul Luwero, Uganda. |
| Iunie-Octombrie 2012                                                  | Uganda                                                                             | Ebolavirusul Sudan                              | 11                               | 4                                              | 36.4%           | Un focar în districtul Kibaale din Uganda. |
| Iunie-Noiembrie 2012                                                  | Republica Democrată Congo                                                          | Ebolavirusul Bundibugyo                         | 36                               | 13                                             | 36.1%           | Focar în provincia Orientale, Republica Democrată Congo. Focarul din Republica Democrată Congo nu a avut nici o legătură epidemiologică cu focarul de Ebola din 2012 din districtul Kibaale din Uganda. |
| Noiembrie 2012-Ianuarie 2013                                          | Uganda                                                                             | Ebolavirusul Sudan                              | 6                                | 3                                              | 50%             | Focar în districtul Luwero. |
| Martie 2014-Prezent (Epidemia de Ebola din Africa de Vest, 2014-2015) | Guinea, Liberia, Sierra Leone, Nigeria, Mali, Senegal, SUA, Spania, Marea Britanie | Tulpina Makona a ebolavirusului Zair (EBOV/Mak) | 22495 (1 febr. 2015)             | 8981 (1 febr. 2015)                            | 40%             | O epidemie în curs de desfășurare a izbucnit în Guineea și nordul Liberiei, și s-a extins în Sierra Leone și Nigeria. Numărul de pacienți este în continuă evaluare ca urmare a anchetei în curs. |
| Iulie 2014 - Octombrie 2014                                           | Republica Democrată Congo                                                          | Ebolavirusul Zair                               | 66                               | 49                                             | 74%             | O epidemie circumscrisă de Ebola, fără legătură cu cea din Africa de Vest, a izbucnit în august 2014 în Districtul Boende, o regiune izolată a provinciei Equateur din Republica Democrată Congo. Această epidemie a debutat pe 26 iulie 2014, când o femeie s-a îmbolnăvit la câteva zile după ce a tranșat o maimuță găsită moartă în pădure. Datorită măsurilor de protecție puse în aplicare de către autoritățile de sănătate congoleze - izolarea pacienților, protecția personalului medical, sensibilizarea populației pentru a evita orice contact corporal - epidemia a fost stăvilită. Această epidemie a fost provocată de o tulpină locală a ebolavirusului Zair, diferită de cea care bântuie în vestul continentului african. |

### Epidemia de Ebola din Africa de Vest, 2014-2015
Epidemia actuală de Ebola din Africa de Vest (primele cazuri au fost notificate în martie 2014) este cea mai importantă și cea mai complexă  de la descoperirea virusului în 1976. Ea a cauzat mai multe cazuri de îmbolnăviri și decese decât toate epidemiile precedente însumate. Această epidemie s-a extins de la o țară la alta, izbucnind inițial în Guineea, apoi răspândindu-se în Sierra Leone și Liberia (traversând frontierele terestre), Nigeria (printr-o persoană care călătorea cu avionul) și Senegal (prin intermediul unui călător sosit pe uscat). Țările cele mai afectate (Guineea, Sierra Leone și Liberia) au sisteme de sănătate foarte fragile, nu dispun de resurse umane și infrastructuri și au ieșit cu greu din lungile perioade de conflicte și instabilitate. La 8 august 2014, directorul general al OMS a declarat că această epidemie constituie o urgență de sănătate publică de interes internațional. OMS a anunțat încheierea epidemiei de Ebola în Liberia pe 9 mai 2015. OMS a declarat oficial că epidemia de Ebola în Sierra Leone s-a încheiat pe 7 noiembrie 2015 și că țara va mai fi monitorizată 90 de zile. În Sierra Leone s-au înregistrat circa 14000 de cazuri de Ebola, aproape jumătate din cazurile din Africa occidentală și au decedat 3955 de persoane.
Un focar separat de Ebola, fără legătură cu cel din Africa de Vest, a izbucnit în august 2014 în Districtul Boende, o regiune izolată a provinciei Equateur din Republica Democrată Congo.
| Data              | Cazuri | Decese | Guineea (Cazuri / Decese) | Liberia (Cazuri / Decese) | Sierra Leone (Cazuri / Decese) | Mali (Cazuri / Decese) | Nigeria (Cazuri / Decese) | Senegal (Cazuri / Decese) | SUA (Cazuri / Decese) | Spania (Cazuri / Decese) | Marea Britanie (Cazuri / Decese) | Italia (Cazuri / Decese) |
| ----------------- | ------ | ------ | ------------------------- | ------------------------- | ------------------------------ | ---------------------- | ------------------------- | ------------------------- | --------------------- | ------------------------ | -------------------------------- | ------------------------ |
| 27 martie 2016    | 28 646 | 11 323 | 3 811 / 2 543             | 10 675 / 4 809            | 14 124 / 3 956                 | 8 / 6                  | 20 / 8                    | 1 / 0                     | 4 / 1                 | 1 / 0                    | 1 / 0                            | 1 / 0                    |
| 13 martie 2016    | 28 639 | 11 316 | 3 804 / 2 536             | 10 675 / 4 809            | 14 124 / 3 956                 | 8 / 6                  | 20 / 8                    | 1 / 0                     | 4 / 1                 | 1 / 0                    | 1 / 0                            | 1 / 0                    |
| 28 februarie 2016 | 28 639 | 11 316 | 3 804 / 2 536             | 10 675 / 4 809            | 14 124 / 3 956                 | 8 / 6                  | 20 / 8                    | 1 / 0                     | 4 / 1                 | 1 / 0                    | 1 / 0                            | 1 / 0                    |
| 14 februarie 2016 | 28 639 | 11 316 | 3 804 / 2 536             | 10 675 / 4 809            | 14 124 / 3 956                 | 8 / 6                  | 20 / 8                    | 1 / 0                     | 4 / 1                 | 1 / 0                    | 1 / 0                            | 1 / 0                    |
| 31 ianuarie 2016  | 28 639 | 11 316 | 3 804 / 2 536             | 10 675 / 4 809            | 14 124 / 3 956                 | 8 / 6                  | 20 / 8                    | 1 / 0                     | 4 / 1                 | 1 / 0                    | 1 / 0                            | 1 / 0                    |
| 17 ianuarie 2016  | 28 638 | 11 316 | 3 804 / 2 536             | 10 675 / 4 809            | 14 123 / 3 956                 | 8 / 6                  | 20 / 8                    | 1 / 0                     | 4 / 1                 | 1 / 0                    | 1 / 0                            | 1 / 0                    |
| 3 ianuarie 2016   | 28 637 | 11 315 | 3 804 / 2 536             | 10 675 / 4 809            | 14 122 / 3 955                 | 8 / 6                  | 20 / 8                    | 1 / 0                     | 4 / 1                 | 1 / 0                    | 1 / 0                            | 1 / 0                    |
| 27 dec. 2015      | 28 637 | 11 315 | 3 804 / 2 536             | 10 675 / 4 809            | 14 122 / 3 955                 | 8 / 6                  | 20 / 8                    | 1 / 0                     | 4 / 1                 | 1 / 0                    | 1 / 0                            | 1 / 0                    |
| 20 dec. 2015      | 28 637 | 11 315 | 3 804 / 2 536             | 10 675 / 4 809            | 14 122 / 3 955                 | 8 / 6                  | 20 / 8                    | 1 / 0                     | 4 / 1                 | 1 / 0                    | 1 / 0                            | 1 / 0                    |
| 13 dec. 2015      | 28 640 | 11 315 | 3 807 / 2 536             | 10 675 / 4 809            | 14 122 / 3 955                 | 8 / 6                  | 20 / 8                    | 1 / 0                     | 4 / 1                 | 1 / 0                    | 1 / 0                            | 1 / 0                    |
| 6 dec. 2015       | 28 637 | 11 315 | 3 804 / 2 536             | 10 675 / 4 809            | 14 122 / 3 955                 | 8 / 6                  | 20 / 8                    | 1 / 0                     | 4 / 1                 | 1 / 0                    | 1 / 0                            | 1 / 0                    |
| 29 noiembr. 2015  | 28 637 | 11 315 | 3 804 / 2 536             | 10 675 / 4 809            | 14 122 / 3 955                 | 8 / 6                  | 20 / 8                    | 1 / 0                     | 4 / 1                 | 1 / 0                    | 1 / 0                            | 1 / 0                    |
| 22 noiembr. 2015  | 28 637 | 11 314 | 3 804 / 2 536             | 10 675 / 4 808            | 14 122 / 3 955                 | 8 / 6                  | 20 / 8                    | 1 / 0                     | 4 / 1                 | 1 / 0                    | 1 / 0                            | 1 / 0                    |
| 15 noiembr. 2015  | 28 634 | 11 314 | 3 804 / 2 536             | 10 672 / 4 808            | 14 122 / 3 955                 | 8 / 6                  | 20 / 8                    | 1 / 0                     | 4 / 1                 | 1 / 0                    | 1 / 0                            | 1 / 0                    |
| 8 noiembr. 2015   | 28 635 | 11 314 | 3 805 / 2 536             | 10 672 / 4 808            | 14 122 / 3 955                 | 8 / 6                  | 20 / 8                    | 1 / 0                     | 4 / 1                 | 1 / 0                    | 1 / 0                            | 1 / 0                    |
| 1 noiembr. 2015   | 28 607 | 11 314 | 3 810 / 2 536             | 10 672 / 4 808            | 14 089 / 3 955                 | 8 / 6                  | 20 / 8                    | 1 / 0                     | 4 / 1                 | 1 / 0                    | 1 / 0                            | 1 / 0                    |
| 25 octombr. 2015  | 28 575 | 11 313 | 3 806 / 2 535             | 10 672 / 4 808            | 14 061 / 3 955                 | 8 / 6                  | 20 / 8                    | 1 / 0                     | 4 / 1                 | 1 / 0                    | 1 / 0                            | 1 / 0                    |
| 18 octombr. 2015  | 28 512 | 11 313 | 3 803 / 2 535             | 10 672 / 4 808            | 14 001 / 3 955                 | 8 / 6                  | 20 / 8                    | 1 / 0                     | 4 / 1                 | 1 / 0                    | 1 / 0                            | 1 / 0                    |
| 11 octombr. 2015  | 28 490 | 11 312 | 3 800 / 2 534             | 10 672 / 4 808            | 13 982 / 3 955                 | 8 / 6                  | 20 / 8                    | 1 / 0                     | 4 / 1                 | 1 / 0                    | 1 / 0                            | 1 / 0                    |
| 4 octombr. 2015   | 28 457 | 11 312 | 3 804 / 2 534             | 10 672 / 4 808            | 13 945 / 3 955                 | 8 / 6                  | 20 / 8                    | 1 / 0                     | 4 / 1                 | 1 / 0                    | 1 / 0                            | 1 / 0                    |
| 27 sept. 2015     | 28 424 | 11 311 | 3 805 / 2 533             | 10 672 / 4 808            | 13 911 / 3 955                 | 8 / 6                  | 20 / 8                    | 1 / 0                     | 4 / 1                 | 1 / 0                    | 1 / 0                            | 1 / 0                    |
| 20 sept. 2015     | 28 331 | 11 310 | 3 800 / 2 532             | 10 672 / 4 808            | 13 823 / 3 955                 | 8 / 6                  | 20 / 8                    | 1 / 0                     | 4 / 1                 | 1 / 0                    | 1 / 0                            | 1 / 0                    |
| 13 sept. 2015     | 28 256 | 11 306 | 3 792 / 2 530             | 10 672 / 4 808            | 13 756 / 3 953                 | 8 / 6                  | 20 / 8                    | 1 / 0                     | 4 / 1                 | 1 / 0                    | 1 / 0                            | 1 / 0                    |
| 6 sept. 2015      | 28 183 | 11 306 | 3 792 / 2 530             | 10 672 / 4 808            | 13 683 / 3 953                 | 8 / 6                  | 20 / 8                    | 1 / 0                     | 4 / 1                 | 1 / 0                    | 1 / 0                            | 1 / 0                    |
| 30 august 2015    | 28 109 | 11 305 | 3 792 / 2 529             | 10 672 / 4 808            | 13 609 / 3 953                 | 8 / 6                  | 20 / 8                    | 1 / 0                     | 4 / 1                 | 1 / 0                    | 1 / 0                            | 1 / 0                    |
| 23 august 2015    | 28 041 | 11 302 | 3 792 / 2 527             | 10 672 / 4 808            | 13 541 / 3 952                 | 8 / 6                  | 20 / 8                    | 1 / 0                     | 4 / 1                 | 1 / 0                    | 1 / 0                            | 1 / 0                    |
| 16 august 2015    | 27 988 | 11 299 | 3 786 / 2 524             | 10 672 / 4 808            | 13 494 / 3 952                 | 8 / 6                  | 20 / 8                    | 1 / 0                     | 4 / 1                 | 1 / 0                    | 1 / 0                            | 1 / 0                    |
| 9 august 2015     | 27 965 | 11 298 | 3 787 / 2 524             | 10 672 / 4 808            | 13 470 / 3 951                 | 8 / 6                  | 20 / 8                    | 1 / 0                     | 4 / 1                 | 1 / 0                    | 1 / 0                            | 1 / 0                    |
| 2 august 2015     | 27 898 | 11 296 | 3 784 / 2 522             | 10 672 / 4 808            | 13 406 / 3 951                 | 8 / 6                  | 20 / 8                    | 1 / 0                     | 4 / 1                 | 1 / 0                    | 1 / 0                            | 1 / 0                    |
| 26 iulie 2015     | 27 784 | 11 294 | 3 786 / 2 520             | 10 672 / 4 808            | 13 290 / 3 951                 | 8 / 6                  | 20 / 8                    | 1 / 0                     | 4 / 1                 | 1 / 0                    | 1 / 0                            | 1 / 0                    |
| 19 iulie 2015     | 27 741 | 11 284 | 3 783 / 2 512             | 10 672 / 4 808            | 13 250 / 3 949                 | 8 / 6                  | 20 / 8                    | 1 / 0                     | 4 / 1                 | 1 / 0                    | 1 / 0                            | 1 / 0                    |
| 12 iulie 2015     | 27 678 | 11 276 | 3 760 / 2 506             | 10 673 / 4 808            | 13 209 / 3 947                 | 8 / 6                  | 20 / 8                    | 1 / 0                     | 4 / 1                 | 1 / 0                    | 1 / 0                            | 1 / 0                    |
| 5 iulie 2015      | 27 609 | 11 261 | 3 748 / 2 499             | 10 670 / 4 807            | 13 155 / 3 940                 | 8 / 6                  | 20 / 8                    | 1 / 0                     | 4 / 1                 | 1 / 0                    | 1 / 0                            | 1 / 0                    |
| 28 iunie 2015     | 27 550 | 11 235 | 3 729 / 2 482             | 10 666 / 4 806            | 13 119 / 3 932                 | 8 / 6                  | 20 / 8                    | 1 / 0                     | 4 / 1                 | 1 / 0                    | 1 / 0                            | 1 / 0                    |
| 21 iunie 2015     | 27 479 | 11 222 | 3 718 / 2 473             | 10 666 / 4 806            | 13 059 / 3 928                 | 8 / 6                  | 20 / 8                    | 1 / 0                     | 4 / 1                 | 1 / 0                    | 1 / 0                            | 1 / 0                    |
| 14 iunie 2015     | 27 341 | 11 184 | 3 674 / 2 444             | 10 666 / 4 806            | 12 965 / 3 919                 | 8 / 6                  | 20 / 8                    | 1 / 0                     | 4 / 1                 | 1 / 0                    | 1 / 0                            | 1 / 0                    |
| 7 iunie 2015      | 27 273 | 11 173 | 3 670 / 2 437             | 10 666 / 4 806            | 12 901 / 3 915                 | 8 / 6                  | 20 / 8                    | 1 / 0                     | 4 / 1                 | 1 / 0                    | 1 / 0                            | 1 / 0                    |
| 31 mai 2015       | 27 181 | 11 162 | 3 652 / 2 429             | 10 666 / 4 806            | 12 827 / 3 912                 | 8 / 6                  | 20 / 8                    | 1 / 0                     | 4 / 1                 | 1 / 0                    | 1 / 0                            | 1 / 0                    |
| 24 mai 2015       | 27 049 | 11 149 | 3 641 / 2 420             | 10 666 / 4 806            | 12 706 / 3 908                 | 8 / 6                  | 20 / 8                    | 1 / 0                     | 4 / 1                 | 1 / 0                    | 1 / 0                            | 1 / 0                    |
| 17 mai 2015       | 26 969 | 11 135 | 3 635 / 2 407             | 10 666 / 4 806            | 12 632 / 3 907                 | 8 / 6                  | 20 / 8                    | 1 / 0                     | 4 / 1                 | 1 / 0                    | 1 / 0                            | 1 / 0                    |
| 10 mai 2015       | 26 759 | 11 080 | 3 597 / 2 392             | 10 604 / 4 769            | 12 523 / 3 904                 | 8 / 6                  | 20 / 8                    | 1 / 0                     | 4 / 1                 | 1 / 0                    | 1 / 0                            | -                        |
| 3 mai 2015        | 26 628 | 11 020 | 3 589 / 2 386             | 10 564 / 4 716            | 12 440 / 3 903                 | 8 / 6                  | 20 / 8                    | 1 / 0                     | 4 / 1                 | 1 / 0                    | 1 / 0                            | -                        |
| 26 aprilie 2015   | 26 312 | 10 899 | 3 584 / 2 377             | 10 322 / 4 608            | 12 371 / 3 899                 | 8 / 6                  | 20 / 8                    | 1 / 0                     | 4 / 1                 | 1 / 0                    | 1 / 0                            | -                        |
| 19 aprilie 2015   | 26 079 | 10 823 | 3 565 / 2 358             | 10 212 / 4 573            | 12 267 / 3 877                 | 8 / 6                  | 20 / 8                    | 1 / 0                     | 4 / 1                 | 1 / 0                    | 1 / 0                            | -                        |
| 12 aprilie 2015   | 25 826 | 10 704 | 3 548 / 2 346             | 10 042 / 4 486            | 12 201 / 3 857                 | 8 / 6                  | 20 / 8                    | 1 / 0                     | 4 / 1                 | 1 / 0                    | 1 / 0                            | -                        |
| 5 aprilie 2015    | 25 550 | 10 587 | 3 515 / 2 333             | 9 862 / 4 408             | 12 138 / 3 831                 | 8 / 6                  | 20 / 8                    | 1 / 0                     | 4 / 1                 | 1 / 0                    | 1 / 0                            | -                        |
| 29 martie 2015    | 25 213 | 10 460 | 3 492 / 2 314             | 9 712 / 4 332             | 11 974 / 3 799                 | 8 / 6                  | 20 / 8                    | 1 / 0                     | 4 / 1                 | 1 / 0                    | 1 / 0                            | -                        |
| 22 martie 2015    | 24 907 | 10 326 | 3 429 / 2 263             | 9 602 / 4 301             | 11 841 / 3 747                 | 8 / 6                  | 20 / 8                    | 1 / 0                     | 4 / 1                 | 1 / 0                    | 1 / 0                            | -                        |
| 15 martie 2015    | 24 701 | 10 194 | 3 389 / 2 224             | 9 526 / 4 264             | 11 751 / 3 691                 | 8 / 6                  | 20 / 8                    | 1 / 0                     | 4 / 1                 | 1 / 0                    | 1 / 0                            | -                        |
| 8 martie 2015     | 24 282 | 9 976  | 3 285 / 2 170             | 9 343 / 4 162             | 11 619 / 3 629                 | 8 / 6                  | 20 / 8                    | 1 / 0                     | 4 / 1                 | 1 / 0                    | 1 / 0                            | -                        |
| 1 martie 2015     | 23 969 | 9 807  | 3 219 / 2 129             | 9 249 / 4 117             | 11 466 / 3 546                 | 8 / 6                  | 20 / 8                    | 1 / 0                     | 4 / 1                 | 1 / 0                    | 1 / 0                            | -                        |
| 22 februarie 2015 | 23 729 | 9 604  | 3 155 / 2 091             | 9 238 / 4 037             | 11 301 / 3 461                 | 8 / 6                  | 20 / 8                    | 1 / 0                     | 4 / 1                 | 1 / 0                    | 1 / 0                            | -                        |
| 15 februarie 2015 | 23 253 | 9 380  | 3 108 / 2 057             | 9 007 / 3 900             | 11 103 / 3 408                 | 8 / 6                  | 20 / 8                    | 1 / 0                     | 4 / 1                 | 1 / 0                    | 1 / 0                            | -                        |
| 8 februarie 2015  | 22 894 | 9 177  | 3 044 / 1 995             | 8 881 / 3 826             | 10 934 / 3 341                 | 8 / 6                  | 20 / 8                    | 1 / 0                     | 4 / 1                 | 1 / 0                    | 1 / 0                            | -                        |
| 1 februarie 2015  | 22 495 | 8 981  | 2 975 / 1 944             | 8 745 / 3 746             | 10 740 / 3 276                 | 8 / 6                  | 20 / 8                    | 1 / 0                     | 4 / 1                 | 1 / 0                    | 1 / 0                            | -                        |
| 25 ianuarie 2015  | 22 092 | 8 810  | 2 917 / 1 910             | 8 622 / 3 686             | 10 518 / 3 199                 | 8 / 6                  | 20 / 8                    | 1 / 0                     | 4 / 1                 | 1 / 0                    | 1 / 0                            | -                        |
| 18 ianuarie 2015  | 21 724 | 8 641  | 2 871 / 1 876             | 8 478 / 3 605             | 10 340 / 3 145                 | 8 / 6                  | 20 / 8                    | 1 / 0                     | 4 / 1                 | 1 / 0                    | 1 / 0                            | -                        |
| 11 ianuarie 2015  | 21 296 | 8 429  | 2 806 / 1 814             | 8 331 / 3 538             | 10 124 / 3 062                 | 8 / 6                  | 20 / 8                    | 1 / 0                     | 4 / 1                 | 1 / 0                    | 1 / 0                            | -                        |
| 4 ianuarie 2015   | 20 747 | 8 235  | 2 775 / 1 781             | 8 157 / 3 496             | 9 780 / 2 943                  | 8 / 6                  | 20 / 8                    | 1 / 0                     | 4 / 1                 | 1 / 0                    | 1 / 0                            | -                        |
| 28 dec. 2014      | 20 206 | 7 905  | 2 707 / 1 708             | 8 018 / 3 423             | 9 446 / 2 758                  | 8 / 6                  | 20 / 8                    | 1 / 0                     | 4 / 1                 | 1 / 0                    | 1 / 0                            | -                        |
| 21 dec. 2014      | 19 497 | 7 588  | 2 597 / 1 607             | 7 862 / 3 384             | 9 004 / 2 582                  | 8 / 6                  | 20 / 8                    | 1 / 0                     | 4 / 1                 | 1 / 0                    | -                                | -                        |
| 14 dec. 2014      | 18 603 | 6 915  | 2 416 / 1 525             | 7 797 / 3 290             | 8 356 / 2 085                  | 8 / 6                  | 20 / 8                    | 1 / 0                     | 4 / 1                 | 1 / 0                    | -                                | -                        |
| 7 dec. 2014       | 17 942 | 6 388  | 2 292 / 1 428             | 7 719 / 3 177             | 7 897 / 1 768                  | 8 / 6                  | 20 / 8                    | 1 / 0                     | 4 / 1                 | 1 / 0                    | -                                | -                        |
| 30 noiembr. 2014  | 17 145 | 6 070  | 2 164 / 1 327             | 7 635 / 3 145             | 7 312 / 1 583                  | 8 / 6                  | 20 / 8                    | 1 / 0                     | 4 / 1                 | 1 / 0                    | -                                | -                        |
| 23 noiembr. 2014  | 15 935 | 5 689  | 2 134 / 1 260             | 7 168 / 3 016             | 6 599 / 1 398                  | 8 / 6                  | 20 / 8                    | 1 / 0                     | 4 / 1                 | 1 / 0                    | -                                | -                        |
| 18 noiembr. 2014  | 15 351 | 5 459  | 2 047 / 1 214             | 7 082 / 2 963             | 6 190 / 1 267                  | 6 / 6                  | 20 / 8                    | 1 / 0                     | 4 / 1                 | 1 / 0                    | -                                | -                        |
| 16 noiembr. 2014  | 15 145 | 5 420  | 1 971 / 1 192             | 7 069 / 2 964             | 6 073 / 1 250                  | 6 / 5                  | 20 / 8                    | 1 / 0                     | 4 / 1                 | 1 / 0                    | -                                | -                        |
| 11 noiembr. 2014  | 14 413 | 5 177  | 1 919 / 1 166             | 6 878 / 2 812             | 5 586 / 1 187                  | 4 / 3                  | 20 / 8                    | 1 / 0                     | 4 / 1                 | 1 / 0                    | -                                | -                        |
| 9 noiembr. 2014   | 14 098 | 5 160  | 1 878 / 1 142             | 6 822 / 2 836             | 5 368 / 1 169                  | 4 / 4                  | 20 / 8                    | 1 / 0                     | 4 / 1                 | 1 / 0                    | -                                | -                        |
| 4 noiembr. 2014   | 13 268 | 4 960  | 1 760 / 1 054             | 6 619 / 2 766             | 4 862 / 1 130                  | 1 / 1                  | 20 / 8                    | 1 / 0                     | 4 / 1                 | 1 / 0                    | -                                | -                        |
| 2 noiembr. 2014   | 13 042 | 4 818  | 1 731 / 1 041             | 6 525 / 2 697             | 4 759 / 1 070                  | 1 / 1                  | 20 / 8                    | 1 / 0                     | 4 / 1                 | 1 / 0                    | -                                | -                        |
| 29 octombr. 2014  | 13 567 | 4 951  | 1 667 / 1 018             | 6 535 / 2 413             | 5 338 / 1 510                  | 1 / 1                  | 20 / 8                    | 1 / 0                     | 4 / 1                 | 1 / 0                    | -                                | -                        |
| 27 octombr. 2014  | 13 703 | 4 922  | 1 906 / 997               | 6 535 / 2 413             | 5 235 / 1 500                  | 1 / 1                  | 20 / 8                    | 1 / 0                     | 4 / 1                 | 1 / 0                    | -                                | -                        |
| 24 octombr. 2014  | 10 141 | 4 922  | 1 553 / 926               | 4 665 / 2 705             | 3 896 / 1 281                  | 1 / 1                  | 20 / 8                    | 1 / 0                     | 4 / 1                 | 1 / 0                    | -                                | -                        |
| 19 octombr. 2014  | 9 936  | 4 877  | 1 540 / 904               | 4 665 / 2 705             | 3 706 / 1 259                  | -                      | 20 / 8                    | 1 / 0                     | 3 / 1                 | 1 / 0                    | -                                | -                        |
| 14 octombr. 2014  | 9 216  | 4 555  | 1 519 / 862               | 4 262 / 2 484             | 3 410 / 1 200                  | -                      | 20 / 8                    | 1 / 0                     | 3 / 1                 | 1 / 0                    | -                                | -                        |
| 12 octombr. 2014  | 8 997  | 4 493  | 1 472 / 843               | 4 249 / 2 458             | 3 252 / 1 183                  | -                      | 20 / 8                    | 1 / 0                     | 2 / 1                 | 1 / 0                    | -                                | -                        |
| 8 octombr. 2014   | 8 399  | 4 033  | 1 350 / 778               | 4 076 / 2 316             | 2 950 / 930                    | -                      | 20 / 8                    | 1 / 0                     | 1 / 1                 | 1 / 0                    | -                                | -                        |
| 5 octombr. 2014   | 8 033  | 3 879  | 1 298 / 768               | 3 924 / 2 210             | 2 789 / 879                    | -                      | 20 / 8                    | 1 / 0                     | 1 / 0                 | -                        | -                                | -                        |
| 1 octombr. 2014   | 7 492  | 3 439  | 1 199 / 739               | 3 834 / 2 069             | 2 437 / 623                    | -                      | 20 / 8                    | 1 / 0                     | 1 / 0                 | -                        | -                                | -                        |
| 28 sept. 2014     | 7 178  | 3 338  | 1 157 / 710               | 3 696 / 1 998             | 2 304 / 622                    | -                      | 20 / 8                    | 1 / 0                     | 1 / 0                 | -                        | -                                | -                        |
| 23 sept. 2014     | 6 574  | 3 091  | 1 074 / 648               | 3 458 / 1 830             | 2 021 / 605                    | -                      | 20 / 8                    | 1 / 0                     | -                     | -                        | -                                | -                        |
| 20 sept. 2014     | 5 843  | 2 803  | 1 008 / 632               | 3 022 / 1 578             | 1 813 / 593                    | -                      | 20 / 8                    | 1 / 0                     | -                     | -                        | -                                | -                        |
| 14 sept. 2014     | 5 335  | 2 622  | 942 / 601                 | 2 701 / 1 459             | 1 673 / 562                    | -                      | 21 / 8                    | 1 / 0                     | -                     | -                        | -                                | -                        |
| 13 sept. 2014     | 4 985  | 2 461  | 936 / 595                 | 2 407 / 1 296             | 1 620 / 562                    | -                      | 21 / 8                    | 1 / 0                     | -                     | -                        | -                                | -                        |
| 10 sept. 2014     | 4 806  | 2 408  | 899 / 568                 | 2 407 / 1 296             | 1 478 / 536                    | -                      | 21 / 8                    | 1 / 0                     | -                     | -                        | -                                | -                        |
| 6 sept. 2014      | 4 293  | 2 296  | 862 / 555                 | 2 046 / 1 224             | 1 361 / 509                    | -                      | 21 / 8                    | 1 / 0                     | -                     | -                        | -                                | -                        |
| 5 sept. 2014      | 3 967  | 2 105  | 812 / 517                 | 1 871 / 1 089             | 1 261 / 491                    | -                      | 22 / 8                    | 1 / 0                     | -                     | -                        | -                                | -                        |
| 31 august 2014    | 3 707  | 1 848  | 771 / 494                 | 1 698 / 871               | 1 216 / 476                    | -                      | 21 / 7                    | 1 / 0                     | -                     | -                        | -                                | -                        |
| 26 august 2014    | 3 069  | 1 552  | 648 / 430                 | 1 378 / 694               | 1 026 / 422                    | -                      | 17 / 6                    | 1 / 0                     | -                     | -                        | -                                | -                        |
| 20 august 2014    | 2 615  | 1 427  | 607 / 406                 | 1 082 / 624               | 910 / 392                      | -                      | 16 / 5                    | -                         | -                     | -                        | -                                | -                        |
| 18 august 2014    | 2 473  | 1 350  | 579 / 396                 | 972 / 576                 | 907 / 374                      | -                      | 15 / 4                    | -                         | -                     | -                        | -                                | -                        |
| 16 august 2014    | 2 240  | 1 229  | 543 / 394                 | 834 / 466                 | 848 / 365                      | -                      | 15 / 4                    | -                         | -                     | -                        | -                                | -                        |
| 13 august 2014    | 2 127  | 1 145  | 519 / 380                 | 786 / 413                 | 810 / 348                      | -                      | 12 / 4                    | -                         | -                     | -                        | -                                | -                        |
| 11 august 2014    | 1 975  | 1 069  | 510 / 377                 | 670 / 355                 | 783 / 334                      | -                      | 12 / 3                    | -                         | -                     | -                        | -                                | -                        |
| 9 august 2014     | 1 848  | 1 013  | 506 / 373                 | 599 / 323                 | 730 / 315                      | -                      | 13 / 2                    | -                         | -                     | -                        | -                                | -                        |
| 6 august 2014     | 1 779  | 961    | 495 / 367                 | 554 / 294                 | 717 / 298                      | -                      | 13 / 2                    | -                         | -                     | -                        | -                                | -                        |
| 4 august 2014     | 1 711  | 932    | 495 / 363                 | 516 / 282                 | 691 / 286                      | -                      | 9 / 1                     | -                         | -                     | -                        | -                                | -                        |
| 1 august 2014     | 1 603  | 887    | 485 / 358                 | 468 / 255                 | 656 / 273                      | -                      | 4 / 1                     | -                         | -                     | -                        | -                                | -                        |
| 30 iulie 2014     | 1 440  | 826    | 472 / 346                 | 391 / 227                 | 574 / 252                      | -                      | 3 / 1                     | -                         | -                     | -                        | -                                | -                        |
| 27 iulie 2014     | 1 323  | 729    | 460 / 339                 | 329 / 156                 | 533 / 233                      | -                      | 1 / 1                     | -                         | -                     | -                        | -                                | -                        |
| 23 iulie 2014     | 1 201  | 672    | 427 / 319                 | 249 / 129                 | 525 / 224                      | -                      | -                         | -                         | -                     | -                        | -                                | -                        |
| 17 iulie 2014     | 1 048  | 632    | 410 / 310                 | 196 / 116                 | 442 / 206                      | -                      | -                         | -                         | -                     | -                        | -                                | -                        |
| 12 iulie 2014     | 964    | 603    | 406 / 304                 | 172 / 105                 | 386 / 194                      | -                      | -                         | -                         | -                     | -                        | -                                | -                        |
| 2 iulie 2014      | 759    | 467    | 413 / 303                 | 107 / 65                  | 239 / 99                       | -                      | -                         | -                         | -                     | -                        | -                                | -                        |
| 24 iunie 2014     | 599    | 362    | 390 / 270                 | 51 / 34                   | 158 / 58                       | -                      | -                         | -                         | -                     | -                        | -                                | -                        |
| 17 iunie 2014     | 528    | 337    | 398 / 264                 | 33 / 24                   | 97 / 49                        | -                      | -                         | -                         | -                     | -                        | -                                | -                        |
| 10 iunie 2014     | 474    | 252    | 372 / 236                 | 13 / 9                    | 89 / 7                         | -                      | -                         | -                         | -                     | -                        | -                                | -                        |
| 5 iunie 2014      | 438    | 231    | 344 / 215                 | 13 / 9                    | 81 / 7                         | -                      | -                         | -                         | -                     | -                        | -                                | -                        |
| 2 iunie 2014      | 354    | 208    | 291 / 193                 | 13 / 9                    | 50 / 6                         | -                      | -                         | -                         | -                     | -                        | -                                | -                        |
| 27 mai 2014       | 309    | 200    | 281 / 186                 | 12 / 9                    | 16 / 5                         | -                      | -                         | -                         | -                     | -                        | -                                | -                        |
| 23 mai 2014       | 270    | 183    | 258 / 174                 | 12 / 9                    | -                              | -                      | -                         | -                         | -                     | -                        | -                                | -                        |
| 14 mai 2014       | 245    | 166    | 233 / 157                 | 12 / 9                    | -                              | -                      | -                         | -                         | -                     | -                        | -                                | -                        |
| 5 mai 2014        | 243    | 164    | 231 / 155                 | 12 / 9                    | -                              | -                      | -                         | -                         | -                     | -                        | -                                | -                        |
| 30 aprilie 2014   | 233    | 155    | 221 / 146                 | 12 / 9                    | -                              | -                      | -                         | -                         | -                     | -                        | -                                | -                        |
| 23 aprilie 2014   | 220    | 145    | 208 / 136                 | 12 / 9                    | -                              | -                      | -                         | -                         | -                     | -                        | -                                | -                        |
| 21 aprilie 2014   | 215    | 138    | 203 / 129                 | 12 / 9                    | -                              | -                      | -                         | -                         | -                     | -                        | -                                | -                        |
| 17 aprilie 2014   | 209    | 131    | 197 / 122                 | 12 / 9                    | -                              | -                      | -                         | -                         | -                     | -                        | -                                | -                        |
| 10 aprilie 2014   | 169    | 110    | 157 / 101                 | 12 / 9                    | -                              | -                      | -                         | -                         | -                     | -                        | -                                | -                        |
| 7 aprilie 2014    | 163    | 102    | 151 / 95                  | 12 / 7                    | -                              | -                      | -                         | -                         | -                     | -                        | -                                | -                        |
| 2 aprilie 2014    | 135    | 88     | 127 / 83                  | 8 / 5                     | -                              | -                      | -                         | -                         | -                     | -                        | -                                | -                        |
| 1 aprilie 2014    | 130    | 82     | 122 / 80                  | 8 / 2                     | -                              | -                      | -                         | -                         | -                     | -                        | -                                | -                        |
| 31 martie 2014    | 114    | 70     | 112 / 70                  | 2 / 0                     | -                              | -                      | -                         | -                         | -                     | -                        | -                                | -                        |
| 27 martie 2014    | 103    | 66     | 103 / 66                  | -                         | -                              | -                      | -                         | -                         | -                     | -                        | -                                | -                        |
| 26 martie 2014    | 86     | 60     | 86 / 60                   | -                         | -                              | -                      | -                         | -                         | -                     | -                        | -                                | -                        |
| 25 martie 2014    | 86     | 59     | 86 / 59                   | -                         | -                              | -                      | -                         | -                         | -                     | -                        | -                                | -                        |
| 23 martie 2014    | 49     | 29     | 49 / 29                   | -                         | -                              | -                      | -                         | -                         | -                     | -                        | -                                | -                        |

## Etiologie - Virusurile Ebola

### Taxonomie

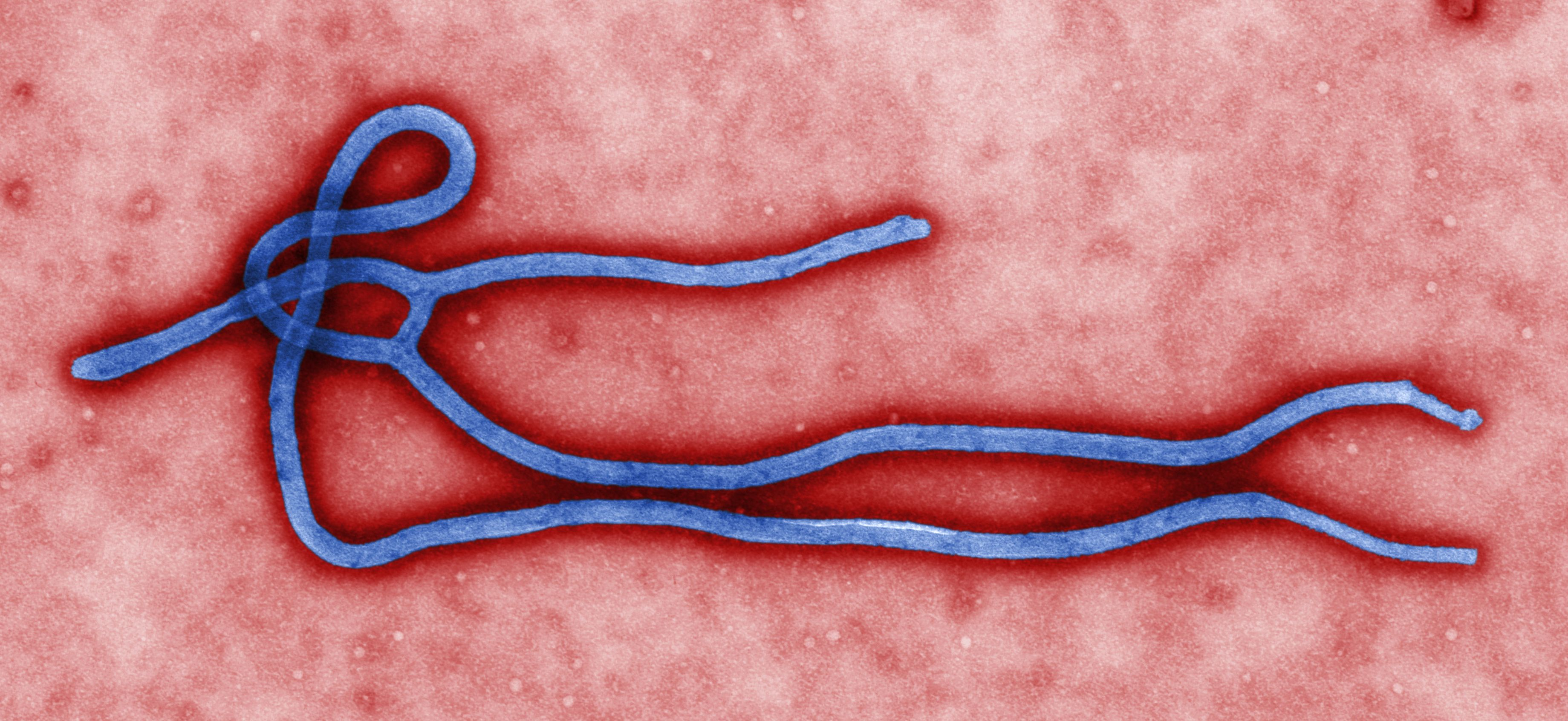
Virion al virusului Ebola

Virusurile Ebola se numără astăzi printre cei mai virulenți agenții patogeni pentru specia umană.
Genurile Ebolavirus și Virusul Marburg sunt incluse în familia filoviride - din latină filum = fir, filament - denumită astfel datorită aspectului filamentos al acestor virusuri la microscopul electronic. Asemănările structurii genomului și mecanismele comparabile ale expresiei genetice sugerează că filovirusurile au o origine evoluționistă comună cu familiile Paramyxoviridae (care include virusul rujeolei și virusul urlian) și Rhabdoviridae (care include virusul rabiei). Aceste trei familii au fost grupate în ordinul Mononegavirales, un grup de virusuri care posedă un genom cu ARN monocatenar, linear, nesegmentat și de polaritate negativă (= de sens negativ)  
Genul ebolavirus este subdivizat în cinci specii diferite, din care patru circulă în mod specific în Africa subsahariană, în timp ce ebolavirusul Reston circulă în Filipine și China.
- Ebolavirusul Bundibugyo (BDBV, BEBOV)
- Ebolavirusul Zair, denumit în prezent virusul Ebola (EBOV, ZEBOV)
- Ebolavirusul Reston (RESTV, REBOV)
- Ebolavirusul Sudan (SUDV, SEBOV)
- Ebolavirusul pădurii Taï (TAFV) sau Ebolavirusul Coastei de Fildeș (CIEBOV)

Genomul acestor cinci specii de ebolavirusuri diferă genetic cu 32-41% la nivel de nucleotide. Spre deosebire de ebolavirusurile Reston și pădurii Taï, ebolavirusurile Bundibugyo, Zaire și Sudan sunt asociate cu focare importante de febră hemoragică Ebola în Africa. Specia Ebolavirusul Reston, găsită în Filipine și Republica Populară Chineză, poate infecta oameni, dar nu au fost semnalate până acum cazuri de boală sau deces cauzate de acest virus.

### Morfologie

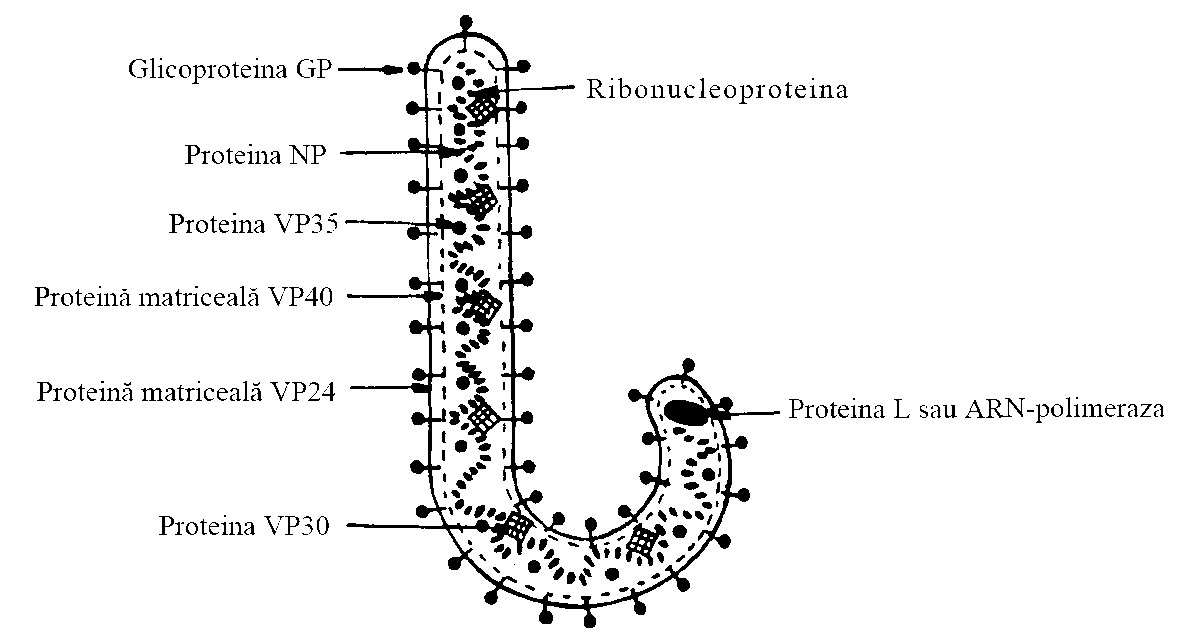
Structura virusului Ebola

Virionii virusurilor Ebola și Marburg la microscopia electronică au o formă unică în lumea virusurilor, cea a unui filament. Cu toate acestea, numeroase configurații, cum ar fi forme în "6", forme circulare, forme în "U" sau în "ac de păr" și forme ramificate sunt frecvent observate atât în culturile de linii celulare, cât și în secțiunile histologice ale organelor infectate. Virusul Marburg are adesea o formă circulară, în timp ce virusul Ebola are mai frecvent o formă de filament lung în formă de "U" sau "6". Virusurile Ebola și Marburg au aproximativ 80 nm (nanometri) în diametru și o lungime variind de la 600 nm  până la 1000-1500 nm. Deși virusul Ebola este foarte pleomorf, adesea fiind întâlnite structuri cu lungimi diferite, cu anse, ramificații și alte neregularități, există dovezi că particulele infecțioase sunt reprezentate în principal de formele simple, lineare, cu lungime de aproximativ 1 μm. Virionii au o densitate de 1,14 g/ml în gradient de densitate de tartrat de K și o greutate moleculară de 3,6 x 108.

Examenul la microscopul electronic arată că virionii au la exterior un înveliș lipidic extern, provenit din membrana celulei gazdă infectată, pe care se află niște proeminențe numite  peplomere (spiculi), de aspect globular cu diametrul de 7 nm, dispuse la intervale de 10 nm, care sunt în totalitate formate din proteine glicozilate - glicoproteine (GP), regrupate în macromolecule trimerice responsabile de aspectul granulat vizibil la microscopia electronică. În interior este situată nucleocapsida (ribonucleocapsida sau ribonucleoparticula, RNP) de simetrie helicoidală, cu diametrul de 40-50 nm și pasul helixului de 5 nm, având în interior un spațiu axial, vizualizat ca o zonă clară de 20 nm.

### Nucleocapsida
Nucleocapsida este un complex ribonucleoproteic, constituit din ARN genomic viral și nucleoproteinele asociate acestuia.

##### Genomul

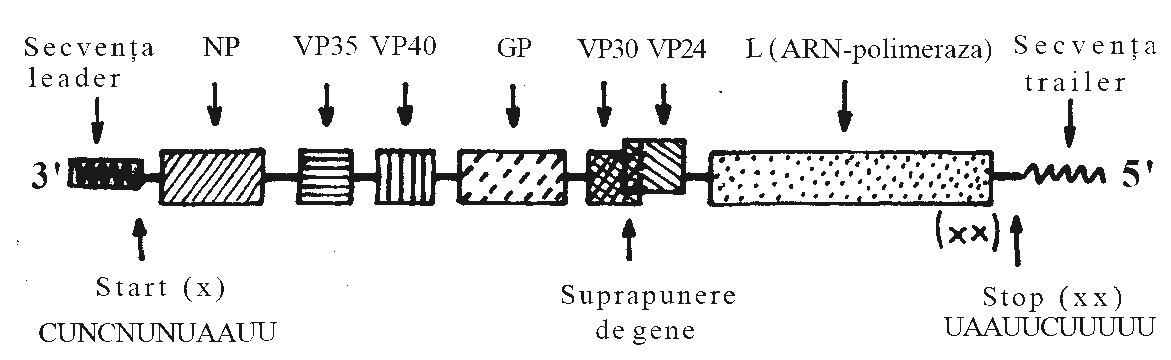
Genomul virusului Ebola

Genomul este de tip ARN, liniar, monocatenar, de sens negativ, cu o greutate moleculară de aproximativ 4 x 106 Da. Constituie 1,1% din întreaga masă virală. Genomul este constituit dintr-o singură catenă de ARN liniar cu aproximativ 19000 nucleotide (19 kb), de polaritate negativă (sens negativ) și are 7 gene transcrise în șapte ARN mesageri care codifică șapte proteine structurale: extremitatea 3' (cu o secvență leader necodificantă),  nucleoproteina (NP sau N), proteina virale VP35, VP40, GP, VP30, VP24, ARN-polimeraza (L), extremitatea 5 ' (cu o secvență terminală trailer necodificantă). Partea centrală a virionului este ocupată de un complex ribonucleoproteic (RNP) care este constituit dintr-o catenă ARN înconjurată de nucleoproteină (NP) ea însăși fiind legată de proteinele matricei VP30 și VP35 și de ARN polimerază. Acest complex este implicat în transcripția și replicarea virionilor.
Compararea acestor secvențe ale genomului cu genomul altor mononegavirale a arătat o organizare genomică foarte apropiată de cea a Paramyxoviridae și Rhabdoviridae și sugerează mecanisme de transcripție și replicare similare.  Compus de aproximativ 19000 de baze, genomul filovirusurilor posedă dimensiunea genomică cea mai importantă în ordinul Mononegavirales.
Genele virusului Ebola și funcțiile lor:
| Ordinea genelor | Gena / Proteina codificată | Funcția |
| --------------- | -------------------------- | --- |
| –               | Secvența Leader            | Conține prima parte a promotorului de inițiere a transcripției ARNm. |
| 1               | Nucleoproteina (NP)        | Nucleoproteină majoră; încapsidarea ARN-ului în timpul etapelor de transcriere și replicare a virusului Ebola |
| 2               | Proteina virală VP35       | Cofactor al complexului polimerazic; antagonist al răspunsului interferonului (inhibă producția de interferon α / β blocând fosforilarea factorului de reglare IRF-3 în celulele infectate)                                                                                              |
| 3               | Proteina virală VP40       | Proteină matriceală; participă în procesul de asamblare și înmugurire a virionului; antagonist al răspunsului interferonului |
| 4               | Glicoproteina (GP)         | Formează peplomere (spiculi) la suprafața virionului; intrarea virionului în celula țintă; atașarea virionului la receptorii celulari și fuziunea învelișului virionului cu membrana celulară. Glicoproteina solubilă (sGP) și glicoproteina solubilă mică (ssGP) au funcții necunoscute |
| 5               | Proteina virală VP30       | Nucleoproteină minoră; încapsidarea ARN-ului și activare transcripției |
| 6               | Proteina virală VP24       | Proteină matriceală minoră; asamblarea virionului; antagonist al răspunsului interferonului |
| 7               | Polimeraza (L)             | ARN polimerază -ARN dependentă; componentă enzimatică a complexului polimerazic |
| –               | Secvența Trailer           | Include semnale necesare pentru sinteza de noi genoame în timpul replicării virale. |

Genomul are succesiv genele nucleoproteinelor NP, VP35, VP40, glicoproteinelor GP, VP30, VP24 și polimerazei L. Secvențele codante ale virusurilor Marburg și Ebola sunt separate de regiuni intergenice (secvențe separatoare) de 3-7 nucleotide, cu excepția regiunilor dintre genele VP30 și VP24 a virusului Ebola care sunt constituite din 142 și 97 nucleotide, în funcție de specie. În mod similar, genele GP și VP30 ale virusului Marburg au o secvență intergenică de 126 nucleotide.
Genele alăturate, VP35-VP40, GP-VP30 și VP24-L, pot fi suprapuse în funcție de tipul de virus. Prezența a trei regiuni scurte suprapuse de cinci nucleotide între genele VP35-VP40, GP-VP30 și VP24-L caracterizează genomul ebolavirusurilor Zair și Sudan, în timp ce genomul ebolavirusului Reston diferă prin absența acestui tip de regiuni între genele GP și VP30. La virusul Marburg, există o singură zonă suprapusă între genele VP30 și VP24. Poziția acestor zone suprapuse a fost utilizată ca un criteriu în clasificarea diferitelor specii din familia Filoviridae. Diferența localizării acestor regiuni la ebolavirusul Reston în comparație cu ebolavirusurile Zair și Sudan ar putea fi un indicator a unei divergențe evolutive de la un strămoș comun.
Genele virusurilor Marburg și Ebola sunt delimitate prin secvențe consens (3'-5') - CUNCNUNUAAUU și (3'-5') - UAAUUCUUUUUN care au fost desemnate, prin analogie cu genomurilor altor mononegavirale, ca semnale de inițiere și întrerupere a transcripției. Pentamerul foarte conservat -UAAUU- la fiecare extremitate a regiunilor transcrise caracterizează genomului filovirusurilor. Au fost descrise secvențe complementare în regiunea de inițiere a transcripției care permite formarea unei structuri secundare în "ac de păr" la extremitatea 5' a ARNm a virusului Marburg și Ebola. Structura secundară prezisă diferă în funcție de secvența nucleotidică în aval de situsul de inițiere. Apariția mutațiilor compensatorii în secvența de inițiere modificată prin mutageneză demonstrează importanța acestei structuri secundare.
Secvența de terminare a transcripției conține o serie de cinci (la virusul Marburg) sau șase (la virusul Ebola) reziduri de uridină.  Situsurile de poliadenilare (polyA), similare cu cele observate la virusurile din genurile Paramyxovirus și Morbillivirus, funcționează ca o matrice pentru adăugarea unui cozi poliadenilate la extremitatea 3' a ARNm viral prin mașinăria celulară.
Regiunea Leader, alcătuită din 55 de nucleotide la virusul Ebola și 48 de nucleotide la virusul Marburg, începe de la prima nucleotidă a genomului viral și se extinde până la semnalul de inițiere a transcripției nucleoproteinei NP. Ea conține prima parte a promotorului de inițiere a transcripției ARNm. Regiunea Trailer (5') are o lungime variabilă la filovirusuri. Ea este constituită din 677 și 381 nucleotide la ebolavirusurile Zair și Sudan, 25 de nucleotide la ebolavirusul Reston și 76 de nucleotide la virusul Marburg. Această regiune include semnale necesare pentru sinteza de noi genoame în timpul replicării virale. Extremitățile genomice Leader și Trailer ale filovirusurilor au un grad ridicat de complementaritate între ele.

##### Nucleoproteine
Complexul ribonucleoproteic (nucleocapsida) conține 4 proteine: NP, VP30, VP35 și L, codificate de genele cu aceleași denumiri. Proteinele NP, VP35 și L sunt suficiente pentru procesele de transcripție și de replicare a virusului Marburg, iar proteina VP30 este necesară în etapa de transcripție a genomului ebolavirusului Zair.
- Proteina NP (104 kDa) este o fosfoproteină strâns legată de ARN, fosforilarea ei permițând menținerea stabilității complexului. Funcțiile sunt similare celorlalte proteine NP ale mononegaviralelor care fac parte din complexul polimerazic.
- Proteina VP35 (35 kDa) este analoagă proteinei P a paramixovirusurilor și rabdovirusurilor, fără să fie fosforilată. În apropiere de N-terminal posedă un domeniu hidrofil, cu rol probabil în atașarea de ARN genomic. Legăturile cu acesta sunt mai slabe decât cele ale proteinei N.
- Proteina VP30 (30 kDa) este o fosfoproteină minoră, activă probabil în încapsidare sau cofactor al complexului polimerazic.
- Proteina L sau ARN-polimeraza (270 kDa) este o proteină mare, având în segmentul N-terminal omologii importante cu proteinele L ale celorlalte mononegavirale. Are un rol de ARN polimerază -ARN dependentă, replicază și transcriptază, posedă la C-terminal segmentul peptidic înalt conservat, GDNQ, încadrat de aminoacizi hidrofobi, care este probabil situsul catalitic.

### Învelișul viral

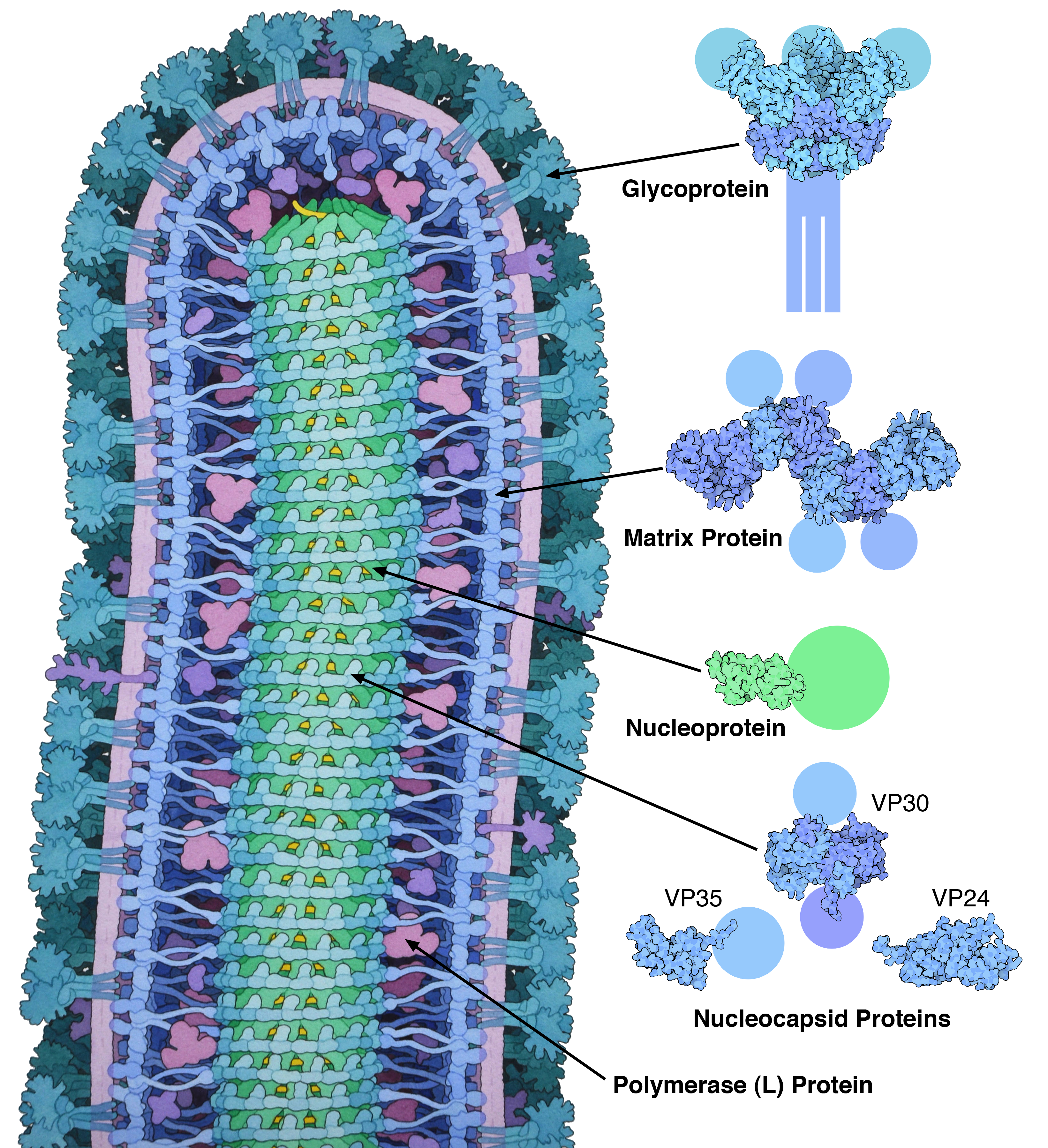
Proteinele virale ale virusului Ebola

Învelișul viral este format dintr-un dublu strat lipidic derivat din membrana plasmatică a celulei-gazdă, are inserate peplomere globulare, proeminente la suprafață, alcătuite din glicoproteina GP codificată de virus. Proteinele învelișului viral includ glicoproteina unică de suprafață (GP), glicoproteina GP solubilă (GPS), proteina matriceală VP40 asociată membranei, proteina matriceală VP24 asociată membranei.

#### Glicoproteina GP
Glicoproteina GP (130-170 kDa), singura glicoproteină structurală constitutivă a învelișului viral, este formată din două fragmente legate printr-o punte disulfurică, una extracelulară, GP1, și alta ancorată în membrană, GP2.
Glicoproteina GP, care se leagă preferențial de celulele endoteliale și celulele liniei monocitare prin GP1, permite intrarea virionului în celula țintă, și este responsabilă de disjuncția celulelor endoteliale și de citotoxicitatea față de vasele sanguine observate in vitro; ea are în plus o acțiune imunosupresivă prin intermediul unei secvențe peptidice omoloagă cu o secvență imunosupresivă a retrovirusurilor.

#### Glicoproteina GP solubilă
Glicoproteina GP solubilă (GPS sau sGP) (50-70 kDa) este o proteină nestructurală. Are activități distincte de cele ale glicoproteinei GP structurală: 1) probabil de inhibiție la nivel efector umoral, blocând Ac (anticorpii) dirijați anti GP; 2) induce energie la nivel efector celular; 3) activitate imunosupresoare corelată cu concentrații mari, la pacienții cu sfârșit letal și absență a răspunsurilor imune; 4) inhibă activarea timpurie a neutrofilelor, prin atașare la CD16b.

#### Proteinele VP40 și VP24
Proteinele VP40 și VP24 sunt considerate proteine matriceale, datorită poziției în genom, caracterului hidrofob și faptului că nu sunt asociate cu ribonucleoproteina, iar prin tratare cu detergenți neionici rămân legate de membrană. Proteinele VP40 și VP24 sunt legate de complexul RNP, pe de o parte, și pe suprafața internă a bistratului lipidic al învelișului virionului, pe de altă parte. Aceste proteine sunt implicate în formarea complexului RNP, asamblarea și înmugurirea virionilor pe suprafața celulelor infectate și selectarea celulelor țintă.
Proteinele VP35 și VP24 joacă un rol major în patogenitatea virusului neutralizând răspunsurile antivirale ale celulelor infectate printr-o activitate inhibitoare specifică a sintezei IFN (interferon uman) de tip I.

## Epidemiologie

### Rezervorul natural al virusului Ebola

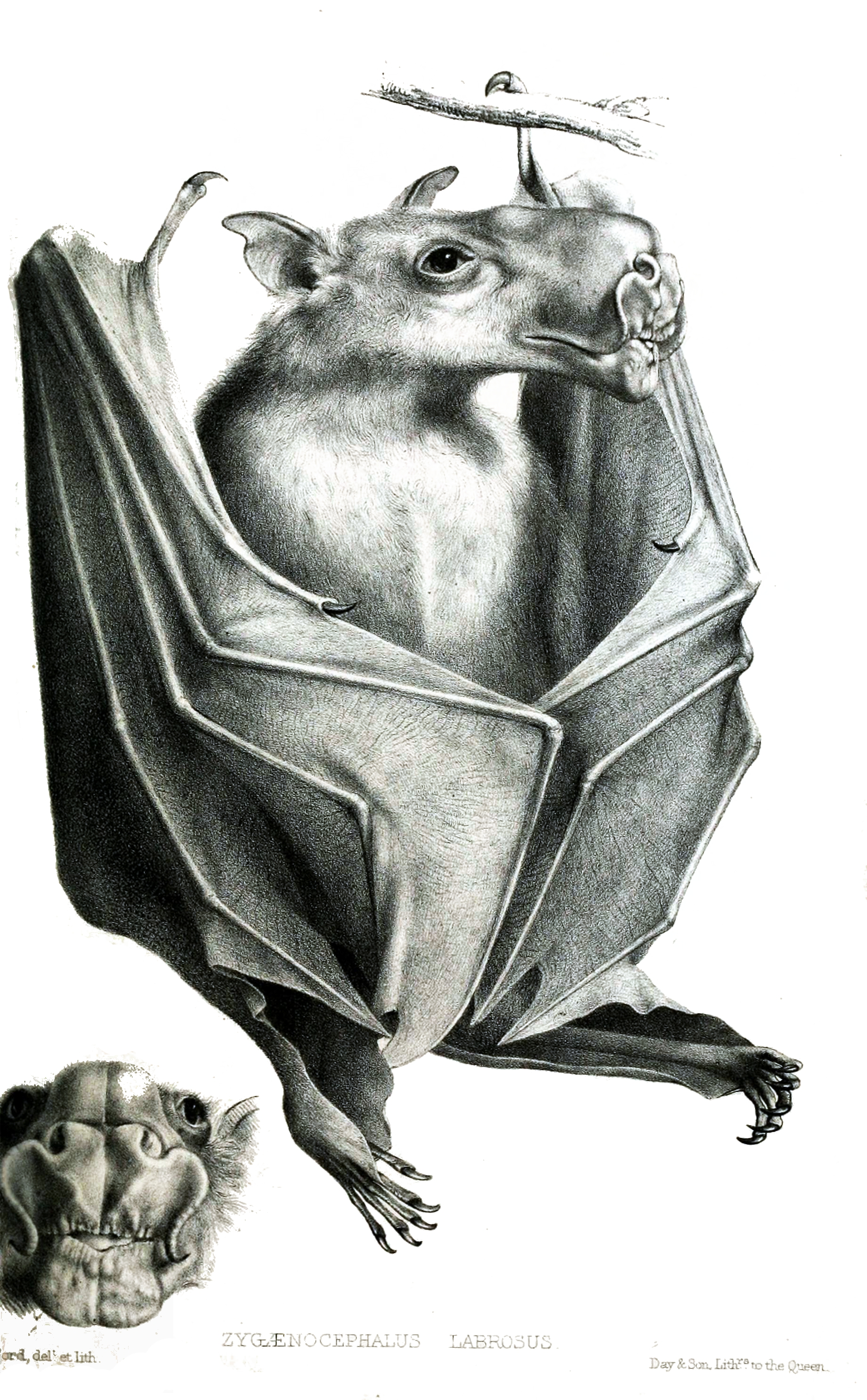
Liliacul cu cap de ciocan (Hypsignathus monstrosus) rezervor natural al virusului Ebola

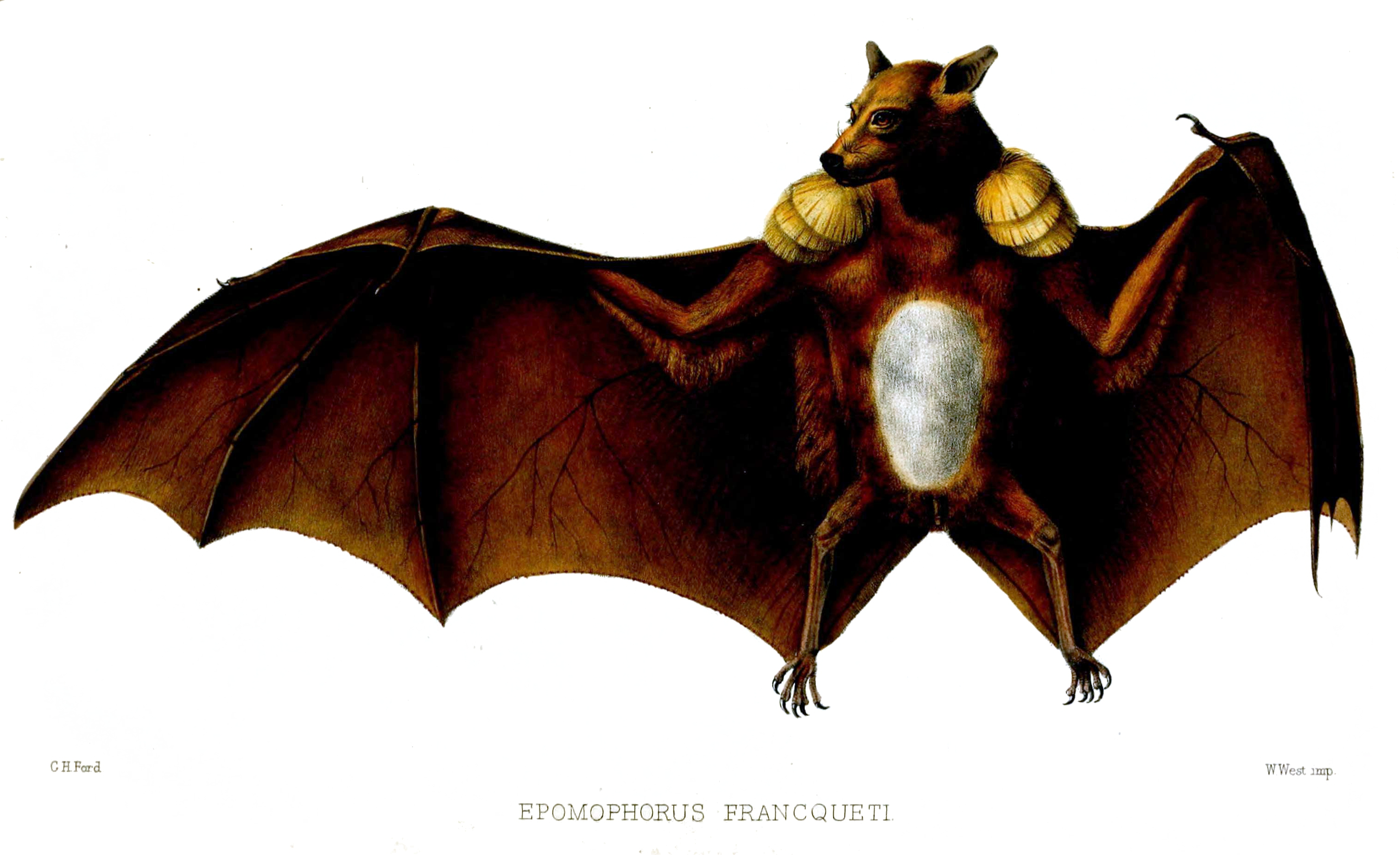
Liliacul cu epoleți al lui Franquet (Epomops franqueti) rezervor natural al virusului Ebola

Infecția cu virusul Ebola este o zoonoză (boală infecțioasă transmisibilă de la animale la om și invers).
Rezervorul natural al virusului Ebola nu este încă clar identificat. În Africa, se crede că liliecii frugivori, mai ales cei care aparțin speciilor Hypsignathus monstrosus, Epomops franqueti și Myonycteris torquata, sunt posibile gazde naturale (rezervor natural) ale virusului Ebola. Prin urmare, distribuția geografică a virusului Ebola se poate suprapune cu cea a liliecilor. Această ipoteză se bazează pe mai multe argumente:
- Mai multe cazuri de infectare cu virusul Marburg (virus asemănător cu virusul Ebola) au survenit după vizitele unor peșteri sau mine în care se aflau lilieci infectați. Liliecii trăiau în fabrica de bumbac la care erau angajați cazurile index de Ebola în epidemiile din 1976 și 1979.
- În laborator, liliecii frugivori pot fi infectați cu virusul Ebola și în ei are loc replicarea și eliminarea virusului prin scaune fără semne clinice de boală. Absența semnelor clinice de boală la acești liliecii infectați este caracteristică pentru speciile care servesc ca rezervor. Din 24 de specii de plante și 19 specii de vertebrate inoculate experimental cu Ebolavirus, numai liliecii s-au infectat.[186] Liliecii pot susține replicarea și circulația unor concentrații mari de virus Ebola.
- În zonele epidemice din Gabon și Congo au fost identificate secvențe genetice ale virusurilor Ebola prin amplificarea genomică RT-PCR și au fost observate numeroase seroconversii la liliecii aflați în aceleași zone unde au fost găsite carcasele maimuțelor moarte infectate.

Rezervorul natural al virusului Ebola a fost identificat numai după investigarea a mii de specii din pădurile tropicale umede de pe continentul african.
Virusul a fost detectat în carcasele de gorile, cimpanzei și antilope de pădure (subfamilia  Cephalophinae) în timpul epidemiilor din 2001 și 2003, care mai târziu au devenit sursă de infecții umane. Primatele antropoide, cu toate că sunt la originea mai multor epidemii, nu pot reprezenta rezervorul virusului Ebola, deoarece mortalitatea ridicată a acestor specii infectate cu acest virus le face puțin probabil să fie un rezervor natural. Virusul Ebola pare a fi un pericol real de extincție a speciilor de maimuțe antropoide. Populațiile de primate antropoide (maimuțele mari și maimuțele mici) au fost decimate în zonele în care au avut loc epidemiile recente din Africa (Gabon și Republica Democrată Congo) cu Ebolavirusul Zair. Maimuțele par să joace un rol amplificator al virusului și de gazdă intermediară pentru om.
Numeroase studii de teren, bazate pe capturarea animalelor sălbatice (vertebrate și nevertebrate), s-au desfășurat între 1976-1998 în diferite țări pentru a încerca să se identifice speciile potențial rezervoare ale virusurilor Ebola și Marburg. Virusurile au fost cercetate inițial prin izolare, apoi prin tehnici de biologie moleculară. În total, printre aproape 7.000 de vertebrate (mamifere, mai ales rozătoare, păsări, reptile, amfibieni) și 30.000 de nevertebrate (artropode) analizate în regiunile epidemice pentru determinarea rezervorul natural al fiolovirusurilor, au fost detectate numai secvențe nucleotidice de ebolavirus Zair în organele a șase rozătoare (Mus musculus și Praomys sp.) și a unui chițcan de pădure (Sylvisorex ollula) colectate în Republica Centrafricană în 1999. Din păcate, aceste rezultate nu au fost confirmate și nici o concluzie nu a putut fi trasă. În mod similar, numeroase inoculări experimentale cu virusul Ebola au fost încercate pe rozătoare, lilieci, păsări, reptile, moluște, artropode și plante,  dar toate au eșuat.
Cu toate acestea, unii lilieci aparținând genurilor Epomophorus și Tadarida au dezvoltat o viremie tranzitorie de circa 4 săptămâni, dar din nou  fără dovezi concludente asupra rolului liliecilor ca gazde naturale ale filoviridelor. Datorită epidemiilor care au avut loc începând cu 2001, s-au făcut noi colecții în 2002 și 2003 în Gabon și Republica Congo pentru virusul Ebola pe de o parte, și în 2002 în Republica Democrată Congo, în 2005 în Gabon și în 2007 în Uganda pentru virusul Marburg, pe de altă parte, în zonele afectate de epidemii.
În 2005, trei specii de lilieci frugivori (Hypsignathus monstrosus, Epomops franqueti și Myonycteris torquata) au fost identificate ca purtătoare ale virusului, în timp ce restul erau asimptomatice. În organele acestor 3 lilieci au fost detectate fragmente de ARN ale ebolavirusului Zair. Secvențializarea fragmentelor amplificate au confirmat specificitatea secvențelor. În plus, anticorpi IgG anti-EBOV au fost detectați în serul a 16 exemplare de lilieci: 4 exemplare de Hypsignathus monstrosus, 8 de  Epomops franqueti și 4 de Myonycteris torquata, însă ei nu au fost găsiți la alte specii de lilieci și la alte specii de animale.
Aceste rezultate au fost confirmate ulterior prin studii de seroprevalență efectuate pe 2.147 de animale colectate în Gabon și Republica Congo între 2003 și 2007. Niveluri ridicate și constante au fost obținute pe parcursul celor patru ani de capturi a celor trei specii, Hypsignathus monstrosus (7%), Epomops franqueti (4%) și Myonycteris torquata (3%). În plus, un studiu a arătat ca epidemia din Luebo din 2007 în Republica Democrată Congo a fost legată de migrația masivă a liliecilor frugivori, sugerând cu tărie că oamenii pot fi infectați de lilieci.
În mod similar, anticorpi și secvențe nucleotidice ale virusului Marburg au fost găsite în organele indivizilor unei specii de lilieci frugivori (Rousettus aegyptiacus) în Gabon, Republica Democrată Congo și Uganda și la alte două specii de lilieci insectivori în Republica Democrată Congo: (Rhinolophus eloquens și Miniopterus inflatus). Studiile din 2007 a liliecilor frugivori egipteni (Rousettus aegyptiacus) cavernicoli care trăiesc în peștera Kitaka din Uganda au izolat ARN virusului Marburg din țesuturi și au demonstrat anticorpi specifici virusului. Până în prezent, Gabon este singura țară în care liliacul Rousettus aegyptiacus s-a dovedit a fi rezervorul pentru ambele virusuri, Ebola și Marburg. Deși se știe că maimuțele au introdus virusul Marburg în Europa și virusul Ebola în Statele Unite și Italia, ele nu sunt privite ca fiind rezervorul natural al virusurilor.
Ebolavirusul Reston spre deosebire de omologii săi africani este nepatogen pentru om. Marea mortalitate în rândul maimuțelor și apariția sa recentă la porci îl face un rezervor natural improbabil. Liliecii au fost implicați în infecțiile cu virus Marburg din 1975 și 1980.
Ansamblul acestor date arată că unele specii de lilieci frugivori din Africa Centrală sunt rezervoarele (gazdele naturale) ale filovirusurilor.

### Virusul Ebola la primate
Cu toate că primatele au fost sursa de infecție la om, ele nu sunt considerate a fi rezervorul, ci mai degrabă gazde accidentale ale virusului, ca și ființele umane. Începând cu 1994, s-au observat la cimpanzei și gorile focare de infecție cu 2 specii ale virusului Ebola: ebolavirusul Zair și ebolavirusul pădurii Taï. Ebolavirusul Reston a fost cauza focarelor severe de febră hemoragică Ebola la macaci crabivori (Macaca fascicularis) crescuți în Filipine și el a fost detectat la maimuțele importate în Statele Unite ale Americii în 1989, 1990 și 1996, precum și la maimuțele importate în Italia în 1992, provenite din Filipine. Din 2008, ebolavirusul Reston a fost identificat în timpul mai multor focare de o boală mortală la porcii din Filipine și China.
Virusul Ebola are un impact important asupra faunei sălbatice. Mai multe studii au arătat că virusul Ebola a fost responsabil între 1995 și 2005 de marile epidemii printre cimpanzei, gorile și antilope în Gabon și Republica Congo și a fost cauza unui declin brusc și rapid a populațiilor de maimuțe mari care trăiau în aceste țări. Astfel, numărul de cimpanzei a scăzut cu aproape 80% în nord-estul Gabonului în ultimul deceniu și sute de mii de gorile au pierit în nord-vest Republicii Congo.
Un studiu serologic, efectuat pe 790 prelevări de la douăzeci de specii de primate din Camerun, Gabon și Republica Congo a arătat de asemenea că 12,9% dintre cimpanzei sălbatici aveau anticorpi IgG anti-Ebola, unele dintre eșantioane pozitive fiind prelevate înainte de primele epidemii din aceste regiuni. Pe de altă parte, un studiu efectuat în pădurea Taï din Coasta de Fildeș a arătat dispariția a 11 membri ai unui grup de 43 de cimpanzei (sau a 26% din grup) într-o singură lună de noiembrie 1994. Analiza imunohistochimică pozitivă a unui țesut provenit de la un cadavru de cimpanzeu sugerează că virusul Ebola (Ebolavirusul pădurii Taï) este responsabil de dispariția unei parți a acestui grup. Ansamblul rezultatelor epidemiologice și serologice sugerează că maimuțele mari care populează aceste regiuni sunt în mod regulat în contact cu virusul Ebola, care este probabil prezent de foarte multă vreme în blocul forestier din Africa Centrală.
Pentru a înțelege modurile de contaminare a maimuțelor mari, partea codantă a GP (gena cea mai variabilă) a genomului viral, extrasă din țesuturile carcaselor gorilelor și cimpanzeilor, a fost sistematic amplificată apoi secvențată. Diferite secvențe virale au fost obținute pentru fiecare carcasă, inclusiv la două carcase de gorile găsite în aceeași zi la câțiva metri una de alta. Prin urmare, această diversitate genetică exclude o transmisie a virusului de la un individ la altul, deoarece ea ar fi fost asociată în acest caz cu secvențe identice. Ea indică, din contră, că infecția maimuțelor mari rezultă din contaminare simultană și independentă din surse animale diferite, probabil din rezervorul natural al virusului Ebola. În acest model de "multiemergență" trecerea virusului din rezervor la maimuțele mari se produce datorită unor condiții particulare ale mediului înconjurător.
În afară de aceasta, existența a două linii evolutive distincte în interiorul speciei Zair, care s-au separat înainte de prima epidemie din 1976, și apariția unei recombinări genetice între virusurile acestor două linii, consolidează nu numai modelul de "multi-emergență", dar și ipoteza potrivit căreia virusul Ebola este prezent de mult timp în pădurile tropicale umede din Africa Centrală. Această recombinare a dus la geneza virusurilor Ebola recombinante între 1996 și 2001, care au provocat epidemiile de Ebola între 2001 și 2003 în Gabon și Republica Congo.

### Transmiterea

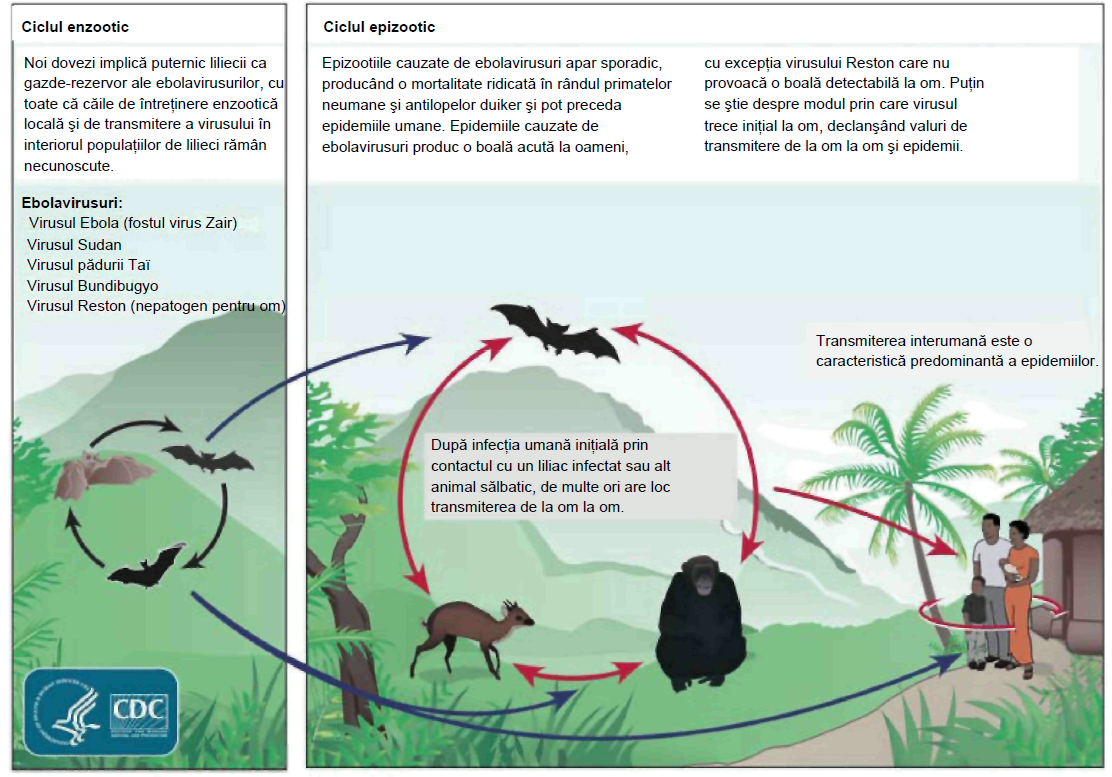
Ciclul de viață a virusului Ebola (CDC)

Noi dovezi demonstrează că liliecii frugivori (Hypsignathus monstrosus, Epomops franqueti și Myonycteris torquata), care sunt în mod natural rezistenți la infecție, sunt gazdele-rezervor ale ebolavirusurilor, cu toate că căile de întreținere enzootică locală și de transmitere a virusului Ebola în interiorul populațiilor de lilieci rămân necunoscute. Mai mult decât atât, acești lilieci se află în număr mare în arbori și consumă fructele acestora, în special în interiorul și în jurul satelor din Africa Centrală. Astfel, este posibil ca sătenii să se infecteze când manipulează sau consumă fructele contaminate cu saliva liliecilor care poate conține virusul Ebola. În mod similar se infectează și primatele. Epizootiile animalelor cauzate de ebolavirusuri apar sporadic, producând o mortalitate ridicată în rândul primatelor neumane și antilopelor duiker (din subfamilia Cephalophinae) și pot preceda epidemiile umane. Transmiterea interumană este o caracteristică predominantă a epidemiilor. După infecția umană inițială prin contactul cu un liliac infectat sau alt animal sălbatic, de multe ori are loc transmiterea interumană de la om la om.
Transmisia interumană este asociată în principal cu reutilizarea echipamentelor de injectare (acelor de seringă, seringilor) sau prin contact direct și neprotejat cu sângele, secrețiile sau excrețiile. În Kikwitt, nici o persoană care trăia sub același acoperiș cu bolnavii, dar neexpusă la contactele menționate mai sus, nu a fost infectată. Riscul de transmitere interumană este maxim în stadiile tardive ale afecțiunii. La transmiterea interumană și răspândirea infecției contribuie și ritualurile de înmormântare din Africa Centrală și Africa de Vest când decedatul este spălat de membrii familiei, care apoi își clătesc mâinile, împreună cu toți participanții la ritual, membrii familiei și prietenii, într-un vas cu apă. Nu a fost comunicată infectarea persoanelor care au avut contact cu pacientul în timpul perioadei de incubație.
Transmiterea aerogenă posibilă în laborator se poate face doar prin aerosolizarea picăturilor de sânge și nu prin clasicele picături Flügge, și nu joaca nici un rol în practică în transmisia interumană.
| Transmiterea virusului Ebola la om se realizează pe mai multe căi: |
| --- |
| - Contact direct interuman apropiat sau prelungit mai ales în familii, cel mai probabil prin contactul cu sângele, fluidele (secrețiile sau excrețiile: urina, dar mai ales cu saliva) persoanei infectate. |
| - Transmiterea nozocomială prin refolosirea acelor de seringă, seringilor pentru inoculări sau altor materiale contaminate sau prin înțepături accidentale. |
| - Prin ritualurile funerare în care rudele și prietenii celor decedați se află în contact direct cu corpul decedatului în timpul pregătirilor de înmormântare. |
| - Prin manipularea unor țesuturi și organe infectate provenite de la cei decedați în timpul autopsiei. |
| - Prin contact direct cu sângele, secrețiile, organele sau fluidele biologice ale primatelor nonhumanoide (cimpanzei, gorile), antilopelor de pădure duiker și porcilor spinoși găsiți bolnavi sau morți în pădurea tropicală sau prin contactul mucoasei bucale și conjunctivei cu picături infecțioase (exemplu, infecție experimental indusă la maimuță) sau prin consumul de carne crudă provenită de la aceste animale. |
| - Prin manipularea și consumul fructelor contaminate cu saliva liliecilor frugivori infectați asimptomatic. |
| - Posibil pe cale sexuală (virusurile persistă în spermă timp de 3 luni de la remiterea simptomatologiei). |

Printre persoanele care lucrează în contact cu maimuțele sau porcii infectați cu ebolavirusul Reston, au existat mai multe cazuri de infecții umane asimptomatice clinic. Ebolavirusul Reston pare mai puțin patogen pentru om decât alte specii de virus Ebola. Totuși, datele disponibile se referă numai pentru persoane adulte sănătoase. Ar fi prematur să se tragă concluzii cu privire la efectele acestui virus asupra sănătății în toate grupurile de populație, mai ales a pacienților imunodeprimați, la cei cu probleme medicale preexistente, la femeile gravide sau la copii. Vor fi necesare noii studii asupra ebolavirusului Reston înainte de a se putea trage concluzii definitive cu privire la patogenitatea și virulența acestuia pentru oameni.
Personalul medical poate fi frecvent infectat ca urmare a utilizării acelor și seringilor contaminate sau neutilizării măsurilor de barieră, mănușilor, măștilor sau a dezinfectantelor. Epidemia din 1976 din Maridi a fost dramatic amplificată de infecțiile intraspitalicești (213 cazuri), ca urmare a internării unui pacient din Nazara. Nouăzeci și trei de cazuri (46%) au contractat boala în spital și 105 (52%) în comunitate. Din personalul medical de 230 oameni al spitalului din Maridi, 72 s-au infectat, 41 decedând. Rata maximă a infecțiilor a fost asociată cu îngrijirea pacienților cu hemoragii, care, în vârful epidemiei, ocupau majoritatea saloanelor. În epidemia din septembrie și octombrie 1976 din nordul Zairului după ce 13 oameni din personalul medical din 17 au contractat boala și 11 pacienți au decedat, spitalul a fost închis. Principalul factor de risc s-a dovedit a fi reutilizarea acelor nesterilizate, care erau în cantitate insuficiență. În 1995, în epidemia din Kikwit o echipă de resuscitare a fost infectată după ce a tratat un pacient greșit diagnosticat cu febră tifoidă. S-a produs transmiterea rapidă la personalul sanitar neprotejat și la alți pacienți, din care mulți au reintrodus boala în comunitate.

### Circulația virusului Ebola între epidemii
Caracterizarea zonelor de circulație ale filovirusurilor se bazează în principal pe evenimentele epidemice. Aceste informații sunt în mod inevitabil incomplete, deoarece ele nu iau în considerație circulația naturală a virusului printre speciile animale asimptomatic infectate, nici circulația virusului la persoanele care au numai forme clinice ușoare care trec neobservate deoarece sunt puțin caracteristice. În consecință, au fost folosite mai multe metode pentru a determina zonele de circulație a virusurilor Ebola și Marburg în afară de orice context epidemic. Metodele de teledetecție și calculele indicelui de vegetație ar putea sugera indirect că ariile de circulație sunt mult mai vaste decât cele delimitate de epidemii. În mod similar, cercetarea anticorpilor specifici (IgG) în mijlocul diferitelor populații umane a permis identificarea cu mai multă precizie a zonelor de circulație a acestor virusuri precum și  a factorilor de expunere la virusuri.
Un studiu serologic efectuat pe 4300 de persoane din 220 de sate răspândite în tot Gabonul a arătat o prevalență totală de 15,3% a anticorpilor IgG anti-ZEBOV,  fără nici o diferență între satele epidemice și satele neepidemice. Cu toate acestea, valorile prevalenței (morbidității totale) a fost semnificativ mai mari în zonele de pădure (19,4%) decât în zonele de câmpie (12,4%), de savane (10,5%) sau în zonele mlăștinoase (2,7%). Nici un alt factor de risc nu a fost pus în evidență. Aceste rezultate corespund cu cele obținute în anii '80 în mai multe țări din Africa Centrală, unde nici un caz clinic nu a fost înregistrat, cum ar fi Camerun sau Republica Centrafricană, unde s-au găsit că valorile prevalenței variază de la 2% la 21%. Aceste rezultate, bazate pe o metodă puțin specifică (imunofluorescența) au fost confirmate ulterior prin ELISA, mai sensibilă și mai specifică. Un nivelul al prevalenței de 9,3% a fost într-adevăr găsit în mai multe sate indemne din Republica Democrată Congo în jurul orașului Kikwit după epidemia din 1995 și niveluri de 13,2% au fost obținute în mai multe sate de pigmei din Republica Centrafricană. Rezultatele obținute în Gabon au identificat prevalențe surprinzător de mari incompatibile cu epidemiologia virusului Ebola, caracterizate printr-un număr redus de epidemii, epidemii de mică anvergură (mai puțin de 100 de cazuri) și o letalitate ridicată (80%), care lasă puțini supraviețuitori după fiecare epidemie. Prin urmare, aceste valori ridicate exclud ipoteza după care aceste persoane IgG+ nu sunt decât niște supraviețuitori a unei infecții cu virusul Ebola și sugerează din contra o expunere regulată la virus și/sau contacte frecvente cu o sursă (surse) animală (animale), gazde naturale sau rezervoare potențiale, care probabil populează din abundență regiunile din Africa Centrală. Aceste rezultate au permis emiterea mai multor ipoteze explicative: expunerea la virus poate avea loc în timpul consumului de fructe contaminate cu saliva liliecilor (gazdele naturale ale virusurilor Ebola și Marburg); puterea patogenă (patogenitatea) reală a ebolavirusului Zair ar putea fi mult mai mică decât cea cunoscută până în prezent (nivelul letalității de 80%); imunitatea dezvoltată de către aceste persoane IgG+ poate fi protectoare. Într-adevăr, memoria imunitară indusă la maimuțele macac de vaccinurile candidate este susținută de IgG+ specifice și de limfocitele T CD8+ secretoare de IFN-γ (interferon γ) component al sistemului imunitar detectat la persoanele IgG+ recent identificate în Gabon.

## Patogeneza și imunitatea

Patogeneza febrei hemoragice Ebola

Infecția pe cale subcutanată a maimuțelor (Cercopithecus aethiops) și babuinilor (Papio hamadryas) a arătat că principala țintă a virusului Ebola după intrarea în organism sunt celulele prezentatoare de antigen, celulele dendritice, macrofagele și monocitele. Aceste celule, prezente în număr mare la nivelul pielii și mucoaselor, sunt infectate precoce și apoi diseminează virusul în interval de 3-4 zile în întregul organism prin circulația sanguină și limfatică, virusul fiind detectat în parenchimul și spațiile interstițiale ale viscerelor. Are loc infecția hepatocitelor, fibroblastelor și endoteliocitelor.
Viremia se observă la maimuță la 24 h după inoculare, iar la bolnavi după 4-5 zile, replicarea virală fiind prezentă în toate organele într-un interval de 6-8 zile, cu producere masivă de virus infectant și liză celulară. În țesuturi și organele interne virusul se multiplica în organele limfoide secundare și în hepatocite, apoi, în faza terminală, infectează alte celule cum ar fi celulele endoteliale și epiteliale și fibroblastele.
La babuin, examenele biochimice relevă disfuncții hepatice și renale începând din a 3-a zi, datorită creșterii permeabilității vaselor.

### Infecția letală
La pacienți și la animalele infectate experimental sau natural, cu o evoluție letală a bolii, se constată o viremie înaltă și răspunsuri imune absente. Infecția fatală provocată de filovirusuri este caracterizată printr-o disfuncție a imunității înnăscute și o prăbușire a imunității adaptive.

#### Disfuncția imunității înnăscute
În primul rând, infecția monocitelor duce la hiperactivarea imună cu eliberare excesivă de mediatori inflamatori și chemokine, ca IL-1β, TNFα, IL-6, IL-15, IL-16, IL-1RA, sTNFR, IL-10, NO-, IL-8, GRO-α, CCL3, CCL4, CXCL10, MCP-1 și eotaxină. Această "furtună inflamatoare", deosebit de importantă în faza terminală a bolii, are o acțiune nefastă pentru organism.
În al doilea rând, unele proteine virale au un efect imunosupresor și sunt capabile să neutralizeze imunitatea înnăscută prin inhibarea apărării antivirale a celulelor. Proteina virală VP35 inhibă sinteza de interferon IFNα/β împiedicând activarea factorului de reglare al interferonului IRF-3 și IRF-7 și interferează cu activarea  dsARN-protein kinazei dependente (PKR), iar proteinele virale VP30 și VP40 inhibă "RNA silencing" (interferența ARN). În plus, proteina virală VP24 împiedică acumularea nucleară a proteinei STAT1 fosforilate, neutralizând prin urmare răspunsul la interferonii IFNα/β și IFNγ. Astfel, inhibarea sintezei de interferon IFN de tip I pare a fi un element fundamental al virulenței virusului Ebola. De fapt, anumite mutații ale genei care codifică proteina VP35 au dus la atenuarea virulenței virusului Ebola in vitro și in vivo. La pacienții cu evoluție letală s-au observat creșteri ale interferonului IFN γ de peste 100 pg/ml. Aceasta ar contribui la sindromul hemoragic al capilarelor, rash hemoragic și stare de șoc însoțită de febră, polipnee, insuficiență renală și alterări ale sistemului nervos central.

#### Prăbușirea imunității adaptive
Forma fatală a infecției cu filovirusuri este, de asemenea, caracterizată printr-o prăbușire a imunității adaptive care se manifestă printr-o depleție a celulelor limfoide din ganglionii limfatici, splină și timus, apoptoză intravasculară a limfocitelor T și B și celulelor NK și absența producției de anticorpi IgG specifici.
Limfocitele nu sunt infectate de virus și apoptoza rezultă din interacțiunile cu markerii de suprafață (Fas/FasL, TNF/TRAIL) și/sau cu mediatorii solubili apoptogeni și/sau cu o activitate superantigenică a anumitor proteine virale.
Colapsul imunității adaptive poate, de asemenea, rezulta dintr-un defect al activării și maturării celulelor dendritice infectate care vor fi deci incapabile de a iniția răspunsuri imune.
În absența răspunsurilor imune eficace, letalitatea mare de 50-90% se datorează hemoragiilor întinse și șocului consecutiv. Este probabil ca și sindromul de coagulare intravasculară să fie o cauză importantă, dar la om intervenția acestuia este controversată.

#### Hipercoagulabilitatea
Parametrii sistemului de coagulare sangvină relevă fenomene similare sindromului de coagulare diseminată intravasculară: se constată o hipercoagulabilitate până în ziua a 4-a (indicele de trombină 148% și protrombină 156%), urmată de o hipocoagulabilitate înaintea decesului. Se constată diferențe specifice în funcție de speciile de maimuțe, la unele observându-se tromboze fibrinoase generalizate, pe când la babuini predomină hemoragiile. Hemoragiile masive observate la om și la animalele de experiență s-ar datora nu numai leziunilor extensive ale endoteliilor, ci și hiperactivării imune, cu intervenția supraproducției de interferon IFN care are originea în macrofagele / monocitele infectate.
TNFα, NO- și alți compuși vasoactivi favorizează o exsudare vasculară prin creșterea permeabilității endoteliale, reducerea tonusului vascular și prin alterarea funcțiilor celulelor endoteliale.
Infectarea macrofagelor favorizează, de asemenea, coagulopatii, inducând coagularea intravasculară diseminată prin intermediul unei expresii semnificative a factorului tisular (TF).

### Infecția neletală
Din contră, infecția neletală, ca și infecția asimptomatică, este asociată cu un răspuns inflamator precoce și moderat și implică răspunsuri adaptative care au drept consecință răspunsuri IgG și citotoxice specifice.  Nu s-a observat nici un eveniment apoptogen al celulelor sistemului imunitar.
Răspunsul umoral a fost studiat la animale și pacienți care au supraviețuit bolii. Anticorpii IgM au fost detectați la maimuțe (Macaca mulatta și Macaca fascicularis) la 6 zile după infecție, cu o persistență de până la 400 zile. Într-un studiu efectuat la 29 de convalescenți care au supraviețuit epidemiei din Kikwit-Congo din 1995 (315 cazuri cu 244 de decese) s-a constatat pe o perioadă de supraveghere de 21 de luni că în cursul bolii, anticorpii IgM au apărut la 2-9 zile de la debut și s-au menținut timp de 30-168 de zile, iar anticorpii IgG au fost detectați la 6-18 zile, persistând până la sfârșitul perioadei de supraveghere. Anticorpii IgG s-a dovedit că pot persista pe o durată de minimum 10 ani după îmbolnăvire. IgG au fost detectați în concentrații mici la unele persoane infectate în cursul epidemiei de la Marburg din 1967 și s-au menținut peste 20 ani. Nu au fost evidențiați anticorpi de tip neutralizant, ci numai anticorpi  fixatori de complement (titrurile fiind extrem de mici) sau anticorpi  evidențiați prin tehnici imunoenzimatice sau prin imunofluorescență indirectă.
La convalescenții umani după infecția cu virus Marburg sau Ebola, virusurile au fost izolate 3-4 luni mai târziu în lichidul seminal sau, la un pacient cu uveită, în fluidul camerei anterioare a ochiului. Nu au existat dovezi de persistență pe termen lung, latență sau afecțiuni degenerative tardive la numărul mic de cazuri observate sau la maimuțele în curs de vindecare.

## Histopatologia
Exsudatele viscerale extinse, edemul pulmonar interstițial și disfuncția tubulară renală ce apar consecutiv leziunilor endoteliale, ducând la șoc hipovolemic, sunt elemente ce contribuie la deces. Pierderea acută și severă de lichid, acompaniată de hemoragii în țesuturi și tractul gastrointestinal este caracteristică și duce la deshidratare și perturbarea echilibrului acido-bazic.
Leziunile histopatologice observate sunt asemănătoare la animalele infectate experimental și la oameni, caracterul lor predominant fiind acela de diateză hemoragică care este extinsă la toate organele.Se observă necroze focale, diseminate în ficat, organele limfatice, splină, rinichi, testicule și ovare. Caracteristice sunt necrozele hepatice, cele mai afectate fiind celulele Kupffer, care conțin niște incluzii virale eozinofile intracitoplasmatice. În focarele de necroză sunt prezenți corpusculi Councilman și o infiltrație scăzută de celule inflamatoare. Ca rezultat al replicării virusului apar necroze masive caracteristice ale ganglionilor limfatici. Datorită permeabilității vasculare crescute se observă numeroase focare hemoragice în creier, leziuni ale tubulilor renali, pneumonie interstițială, edeme tisulare. În vasele sangvine se constată trombusuri și depozite de fibrină. Leziunile de tip inflamator în organe sunt minime.
Afectarea sistemelor și organelor în febra hemoragică Ebola: 
| Sistemele afectate        | Leziuni tisulare | Leziuni celulare | Manifestări clinice |
| ------------------------- | --- | --- | --- |
| Sistemul nervos central   | Endoteliul vascular, focare hemoragice în creier | Celulele endoteliale | Creșterea permeabilității vasculare prin lezarea endoteliului și prin implicarea macrofagelor, TNFα, NO- și altor compuși vasoactivi, hipotensiune arterială |
| Sistemul endocrin         | Glandele suprarenale: degenerescența focală și necroza celulelor corticale din zona glomerulară și zona fasciculată                                              | Celulele corticale suprarenale, celulele endoteliale care căptușesc sinusoidele, celulele de tip fibroblastic între celulele corticale suprarenale ale zonei glomerulare și țesuturile fibroelastice a capsulei | Insuficiență suprarenală, șoc, hipotensiune arterială |
| Sistemul gastrointestinal | Epiteliul limbii, esofagul, intestinul subțire și intestinul gros, canalele salivare, glandele gastrice, glandele duodenale Brunner                              | Celulele epiteliale, celule epiteliale glandulare | Grețuri, vomă, diaree, deshidratare, hipovolemie, hipotensiune arterială                                                                                     |
| Sistemul hepatic          | Leziuni vacuolare hepatocelulare, degenerescență hepatică, necroze hepatice focale diseminate                                                                    | Hepatocite, celulele Kuppfer, celulele endoteliale sinusoidale | Insuficiență hepatică, coagulopatii, sângerări |
| Sistemul imunologic       | Necroze masive ale ganglionilor limfatici | Celulele dendritice, monocitele, macrofagele | Dereglare imunitară, imunosupresie |
| Sistemul respirator       | Capilarele alveolare, epiteliul respirator al traheei și laringelui                                                                                              | Macrofagele alveolare și interstițiale, celulele epiteliale bronșice și bronhiolare, pneumocitele | Tahipnee, dispnee, insuficiență respiratorie |
| Tractul urogenital        | Epiteliul tubular proximal renal, vezica urinară, epididimul, testiculele;necroze focale diseminate în rinichi, testicule și ovare, leziuni ale tubulilor renali | Celulele epiteliale, celulele interstițiale Leydig, celulele endoteliale | Leziuni renale acute, necroză tubulară, insuficiență renală                                                                                                  |

## Manifestări clinice
Virusul Ebola induce o viroză acută severă cu o evoluție rapidă marcată de o febră ridicată și o diateză hemoragică generalizată care survine în stadiu terminal, asociată cu o rată a mortalității care poate să se ridice până la 90%.
Perioada de incubație, adică timpul între momentul infectării cu virus și debutul primelor simptome, este de la 2 la 21 zile, în medie 4-12 zile, iar în cazul transmiterii prin ac de seringă, 5-7 zile. Nu se cunoaște doza infectantă.
Debutul este brusc, cu simptome nespecifice: febră mare, frison, cefalee (mai ales cefaleea frontală severă), mialgii, anorexie, astenie intensă și disconfort general.
Aceste semne prodromale nespecifice sunt apoi rapid urmate în următoarele 2-3 zile de manifestări cutanate (exantemul cu o erupție cutanată eritematoasă, maculopapulară, morbiliformă sau veziculoasă timp de 5-7 zile, cu descuamare la supraviețuitori), simptome digestive violente (dureri abdominale, greață, vome severe, diaree profuză), tulburări respiratorii (faringită cu dureri în gât, tuse uscată, dureri toracice) și semne neurologice (prostrație, anxietate, confuzie, pierderi de memorie, instabilitate, delir, convulsii, tremurături), indicând o difuziune generalizată a virusului și o atingere multiviscerală. Semnele precoce includ și tahicardia și conjunctivita. Apare o insuficiență renală și hepatică care se exprimă prin teste de laborator modificate (fără icter).
La gravide se produce avort în 66% dintre cazuri, iar la nou-născuții mamelor bolnave infecția este letală. Mortalitatea la gravide este 95,5%.
Manifestările hemoragice cu sângerări pronunțate interne și externe apar între zilele cinci și șapte (melena, hematemeza, hemoptizii, echimoze și peteșii, hemoragii conjunctivale cu congestie conjunctivală, epistaxis, hemoragii necontrolabile la locurile de puncție venoasă) numai la aproximativ o treime din pacienți cu boala severă, de obicei în faza terminală a bolii (vezi imaginile de pe sit-ul Illustrated lecture notes on Tropical Medicine Arhivat în 19 august 2014, la Wayback Machine.). La necropsie în acest caz se constată exsudate hemoragice viscerale.
În formele fatale, decesul survine de obicei între zilele 7-10 de la debut (limite 1-20 zile), prin șoc, hipovolemie și hemoragii externe și interne severe extinse și generalizate.
În formele nefatale, simptomele se atenuează rapid, la 7-10 zile de la debut, simultan cu dispariția virusului din circulația sangvină. Convalescența după boală este în general îndelungată (câteva săptămâni sau luni) și dificilă, însoțită de accese febrile episodice, căderea abundentă a părului timp de 3 luni, astenie extremă, anorexie, pierdere ponderală, dureri abdominale, mialgii și artralgii, prostrație, amnezie, pierderea auzului după 6 luni de la episodul acut. Mialgiile și artropatiile sunt descrise și după 21 de luni.
Pacienții atinși de boală rămân contagioși, atâta timp cât virusul este prezent în sângele și secrețiile lor. Nu au fost comunicate infectări ale persoanelor care au avut contact cu pacientul în timpul perioadei de incubație.
Virusul Ebola persistă la pacienții în convalescență. ARN viral al virusului Ebola a fost izolat din prelevatele vaginale, rectale și conjunctivale la interval de 33 de zile. În lichidele seminale prezența ARN virusului Ebola s-a demonstrat în diverse studii, după 61, 82 și 91 de zile de la îmbolnăvire. Semne de orhită sau uveită, legate de persistența virusului în locurile protejate imunologic, sunt uneori observate timp de câteva săptămâni după dispariția simptomelor.
Într-un studiu pe mai mult de 700 de pacienti efectuat în august și octombrie 2014, în cel mai mare spital pentru tratament febrei hemoragice Ebola din Monrovia, Liberia au fost observate următoarele manifestări clinice:
| Stadiul bolii            | Zile de la debutul bolii | Manifestări clinice |
| ------------------------ | ------------------------ | --- |
| Stadiul febril precoce   | 0–3 zile                 | Febră mare (de până la 40 °C), frison, stare de rău, fatigabilitate, dureri musculare |
| Stadiul gastrointestinal | 3–10 zile                | Simptome și semne gastrointestinale: dureri epigastrice, greață, vome, diaree profuză (în volum de peste 5 litri pe zi), intoleranța alimentației orale Simptome și semne asociate: febră persistentă, astenie, cefalee, hiperemie conjunctivală, dureri toracice, dureri abdominale, artralgii, mialgii, sughițuri. Simptomele respiratorii, cum ar fi tusea, sunt rare. Simptomele neurologice observate în mod obișnuit includ delirul, confuzia, diminuarea conștiinței sau agitația, mai rar, convulsii. În absența rehidratării adecvate apare o letargie severă și prostrație. |
| Șoc                      | 7–12 zile                | Șoc (în 60%): diminuarea conștiinței sau comă, puls rapid filiform, oligurie, anurie, tahipnee. Extremitățile distale sunt reci în ciuda temperaturii ridicate ambiante. Hemoragii gastrointestinale semnificative clinic (melenă, hematemeză) apar la mai puțin de 5% din pacienți înainte de moarte. Moartea subită survine la un procent mic din pacienții care sunt în faza de recuperare din boală, posibil ca urmare al aritmiilor fatale. Cele mai multe decese au loc între zilele 7-12 de la debutul bolii.                                                                  |
| Convalescență            | 7–12 zile                | Convalescență (în 40%) la circa 10 zile de la debut: dispariția simptomelor gastrointestinale, creșterea apetitului, toleranța alimentației orale, dispariția fatigabilității. |
| Complicații tardive      | ≥10 zile                 | Hemoragii gastrointestinale, infecții secundare, meningoencefalită, anomalii neurocognitive persistente. Ulcere a cavității bucale și candidoză orală sau esofagiană, asociate cu dureri în gât și disfagie. |

Frecvența (%) simptomelor și semnelor înregistrate la 103 pacienți internați în timpul epidemiei de febra hemoragica Ebola din 1995 în Republica Democrată Congo: 
| Simptome                                 |    |    |
| Astenie                                  | 85 | 95 |
| Diaree                                   | 86 | 84 |
| Grețuri și vome                          | 73 | 68 |
| Dureri abdominale                        | 62 | 68 |
| Cefalee                                  | 52 | 74 |
| Dureri în gât, odinofagie sau disfagie   | 56 | 58 |
| Artralgii sau mialgii                    | 50 | 79 |
| Anorexie                                 | 43 | 47 |
| Dureri lombare                           | 12 | 26 |
| Tuse                                     | 7  | 26 |
| Dureri toracice                          | 10 | 5  |
| Pierderea auzului                        | 5  | 11 |
| Tinitus                                  | 1  | 11 |
| Disestezie                               | 0  | 5  |
| Semne nehemoragice                       |    |    |
| Febră                                    | 93 | 95 |
| Congestie conjunctivală                  | 42 | 47 |
| Tahipnee                                 | 31 | 0  |
| Sughițuri                                | 17 | 5  |
| Erupții cutanate                         | 14 | 16 |
| Anurie                                   | 7  | 0  |
| Hepatomegalie                            | 2  | 5  |
| Splenomegalie                            | 2  | 5  |
| Avort                                    | 2  | 5  |
| Convulsii                                | 2  | 0  |
| Semne hemoragice                         |    |    |
| Sângerări gingivale                      | 15 | 0  |
| Hematemeză                               | 13 | 0  |
| Melenă                                   | 8  | 16 |
| Hematurie                                | 7  | 16 |
| Hemoragii în locurile de puncție venoasă | 8  | 5  |
| Scaune sanguinolente                     | 7  | 5  |
| Peteșii                                  | 8  | 0  |
| Epistaxis                                | 2  | 0  |
| Hemoptizie                               | 0  | 11 |
| Hematoame                                | 2  | 0  |

## Date paraclinice și de laborator

### Analizele de laborator de bază
Analizele de laborator efectuate la animalele infectate experimental nu prezintă modificări specifice ale parametrilor sanguini.
Examenele de laborator arată că infecția cu virusul Ebola sau virusul Marburg este adesea asociată cu o leucopenie precoce și ușoară, limfopenie precoce, urmată de o neutrofilie importantă și o trombocitopenie marcată (<100.000 plachete/mm3).
Anomaliile de agregare plachetară ca prelungirea timpului de protrombină și creșterea derivaților de fibrină în sânge sunt indicatori ai coagulării intravasculare diseminate.
Nivelele serice ale transaminazelor hepatice, aspartat aminotransferaza (AST) și alanin aminotransferaza (ALT), sunt crescute și caracterizate de un raport AST/ALT crescut, caracteristic (10-3 : 1). Se constată o bilirubinemie peste normal, fosfataza alcalină poate fi crescută sau normală, ca și γ-glutamiltransferaza. În paralel există o hiperproteinemie, proteinurie și o hematurie.

## Diagnostic

### Diagnostic pozitiv
Diagnosticul de infecție cu virus Ebola trebuie luat în considerare la pacienții care prezintă o afecțiune acută febrilă și care au călătorit în regiuni rurale epidemice cunoscute sau regiuni endemice suspectate din Africa subsahariană, mai ales dacă sunt prezente manifestări hemoragice. Confirmarea suspiciunii de febră hemoragică Ebola este posibilă prin identificarea rapidă a antigenelor virale sau prin izolarea virusului pe culturi de celule. Diagnosticul indirect, serologic, este posibil prin evidențierea anticorpilor IgM și ulterior a anticorpilor IgG.

### Definiția de caz de febră hemoragică Ebola
Depistarea precoce este primordială pentru controlul infecției. Personalul medical trebuie să fie atent și să evalueze toți pacienții suspectați de a fi contractat febra hemoragică Ebola (FHE).
| Caz suspect (persoană sub supraveghere) | O persoană care prezintă simptomele compatibile precum și factorii de risc următori: 1. Simptome clinice, care includ o febră mai mare de 38,6° și simptome adiționale ca cefalee intensă, mialgii, vome, diaree, dureri abdominale sau hemoragii inexplicabile; ȘI 2. Factori de risc epidemiologici în ultimele 21 de zile înainte de debutul simptomelor ca contactul cu sângele sau alte fluide corporale sau cu rămășițe umane ale unui pacient cunoscut de a avea sau suspectat de a fi contractat FHE; reședința sau călătoria într-o zonă în care transmiterea FHE este activă; sau manipularea directă a liliecilor sau primatelor neumane din zonele endemice. |
| Caz probabil                            | Întrunește criteriile cazului suspect al cărui factori de risc epidemiologic includ una sau multe expuneri cu risc ridicat sau scăzut (vezi mai jos) |
| Caz confirmat                           | Un caz confirmat de laborator pentru infecția cu virusul Ebola |

#### Nivelurile de expunere la risc
Nivelurile de expunere la risc sunt definite după cum urmează:
| Expuneri cu risc ridicat  | Expunerea cu risc ridicat includ următoarele: - Expunerea percutanată (de exemplu prin înțepătura cu acul) sau expunerea mucoaselor cu sângele sau fluidele corporale ale pacienților cu FHE - Contactul direct cu pielea unui pacient cu FHE sau expunerea la sângele sau fluidele corporale a unui pacient cu FHE fără a purta echipamentul individual de protecție adecvat - Manipularea sângelui sau a fluidelor corporale ale unui pacient confirmat cu FHE fără a purta echipamentul individual de protecție adecvat sau fără luarea măsurilor de biosecuritate standard - Contactul direct cu un cadavru fără a purta echipamentul individual de protecție adecvat într-o țară în care are loc o epidemie de FHE |
| Expuneri cu risc scăzut   | O expunerea cu risc scăzut include elementele următoare: - Contactul familial cu un pacient cu FHE - Alte contacte strânse cu pacienții cu FHE în unitățile medicale sau unitățile comunitare. Un contact strâns este definit ca: - Faptul de a se afla la 1 metru de un pacient cu FHE sau în camera sau zona de îngrijire a unui pacient pentru o perioadă mai lungă (de exemplu, personalul medical, membrii familiei) fără a purta un echipament individual de protecție adecvat (adică a măsurilor standard de precauție împotriva picăturilor lui Flügge și de contact) - Faptul de a avea un scurt contact direct (de exemplu, strângere de mână) cu un pacient cu FHE fără a purta un echipament individual de protecție adecvat. Activitățile și interacțiunile de scurtă durată, ca mersul pe lângă o persoană sau deplasările într-un spital nu constituie un contact strâns |
| Nici o expunere cunoscută | Călătoria într-o țară în care o epidemie FHE a avut loc în ultimele 21 de zile fără să fi avut o expunere la risc ridicat sau scăzut. |

### Diagnostic de laborator
Toate țesuturile, sângele și serul recoltate în fazele acute ale bolii conțin mari cantități infectante de virus. Trebuie avută o grijă deosebită la recoltarea sau manipularea probelor de sânge, întrucât virusul este stabil timp îndelungat la temperatura camerei. Datorită severității extreme a bolii și riscului de transmitere a bolii prin intermediul sângelui se impune manipularea probelor patologice infecțioase și efectuarea diagnosticului doar în laboratoare cu nivel de siguranță microbiologică 4 (biohazard de nivel 4), ce dispun de dotare tehnică corespunzătoare. Toate acele și seringile trebuie aruncate în containere cu capac, rezistente la perforare, și incinerate.
Testele de laborator utilizate în prezent în diagnosticul infecției cu virusul Ebola: 
| A. Teste primare                                                                            |                       |                                 | |
| PCR (polymeraze chain reaction), reacția în lanț a polimerazei                              | Acidul nucleic viral  | Sânge, ser, țesuturi            | Rapid și sensibil; necesită echipament special                                                      |
| ELISA (Antigen enzyme-linked immunosorbent assay, testul cu enzime legate de imunosorbenți) | Antigenul viral       | Sânge, ser, țesuturi            | Rapid și sensibil; necesită echipament special, dar are un randament mare                           |
| ELISA (captarea de IgM, IgG)                                                                | Anticorpii antivirali | Ser                             | Rapid, specific și sensibil; mai lent decât IFA la testarea unui număr mic de eșantioane            |
| B. Teste de confirmare                                                                      |                       |                                 | |
| IFA (Indirect immunofluorescence assay, metodă de imunofluorescență indirectă)              | Anticorpii antivirali | Ser                             | Rapid și simplu de efectuat, pot apărea reacții fals pozitive, interpretare subiectivă              |
| Western blot                                                                                | Anticorpii antivirali | Ser                             | Protein-specific; interpretarea este uneori dificilă                                                |
| Imunohistochimie                                                                            | Antigenul viral       | Țesuturi (de ex., piele, ficat) | Lent; necesită eșantioane inactivate                                                                |
| Imunofluorescența                                                                           | Antigenul viral       | Țesuturi (de ex., ficat)        | Rapid și simplu, dar interpretarea este subiectivă                                                  |
| Examinare directă la microscopul electronic                                                 | Particulele virale    | Sânge, țesuturi                 | Morfologie virală unică (cu o posibilă imunocolorare); insensibil și necesită echipament costisitor |
| Izolarea virusului                                                                          | Particulele virale    | Sânge, țesuturi                 | Lent; izolatele virale sunt folosite în cercetări științifice                                       |

#### Produse patologice recoltate
Se vor recolta următoarele produse patologice:
- În stadiul acut febril se recoltează ser, plasmă heparinizată, sânge, spălături nazo-faringiene, urină, efuziuni lichidiene acumulate în țesuturi moi, sufuziuni sangvine din țesuturile moi, biopsii cutanate. În cazul febrei hemoragică Ebola produsul patologic optim pentru diagnostic este sângele recoltat în timpul puseelor de febră. Probele de sânge trebuie recoltate fără anticoagulant.[4][147]
- În convalescență se recoltează lichid seminal, secreții oculare,  lichid din camera anterioară a ochiului (conjunctivita apare frecvent în a 2-a săptămână de boală).[4][147]
- Postmortem se recoltează pentru izolarea virusului fragmente de organe pentru biopsie din splină, ganglioni limfatici, ficat, rinichi. La autopsie, produsele patologice trebuie recoltate doar de personalul medical experimentat și instruit în privința bolilor infecțioase cu risc maxim de transmitere.[4][147]

După recoltare, produsele patologice (sângele, serul etc.) se transferă în pungi de plastic impermeabile perfect închise cu inscripționări clare și se pun în containere rezistente, care nu permit scurgeri în afară, pentru transportul la un laborator de maximă securitate. Se va avea grijă ca exteriorul recipientelor să nu fie contaminat. Prelevatele vor fi conservate prin înghețare în azot lichid sau zăpadă carbonică la temperatura de -40 °C. Transportul trebuie efectuat în condiții de securitate biologică, conform regulamentelor de transport internaționale sau naționale, după consultarea cu oricare din laboratoarele de referință de maximă securitate.

#### Examenul direct
- Examinare directă la microscopul electronic. În epidemiile produse de filoviride, examinare directă la microscopul electronic s-a dovedit utilă pentru identificarea virusurilor Marburg sau Ebola în fluidele și țesuturile organismului și în supernatantul culturilor celulare. În timpul epizootiei cu virus Reston, microscopia imunoelectronică, utilizată în asociere cu microscopia de transmisie standard (TEM) a celulelor infectate, a furnizat rezultate concludente. Cu toate acestea, tehnica nu poate diferenția speciile de filoviride. Virionii sunt vizualizați la microscopul electronic prin colorație negativă a probelor de sânge heparinizat și urină provenite de la bolnavi sau a lichidelor de culturi infectate și pe secțiuni ultrasubțiri de organe. Morfologia particulelor virale este caracteristică pentru diagnosticul de filovirus. Prin microscopie electronică a fost demonstrată prezența virusurilor Marburg sau Ebola în țesuturile maimuțelor, atât în epidemii, cât și experimental.[4][147][278][279][280]
- Antigenele virale. În izbucnirile epidemice se utilizează diagnosticul direct rapid prin evidențierea antigenelor virale. Antigenele virale sunt detectate pe amprente de sânge, sediment urinar sau amprente de organe prin imunofluorescență directă sau pe secțiuni de țesuturi bioptice fixate cu formol, prin imunohistochimie cu metode de colorare cu streptavidin-biotină și anticorpi monoclonali. Anticorpii monoclonali de șoarece, cu care s-a căptușit o suprafață solidă de plastic, captează antigenul Ebola prezent în probele de țesut sau sânge. Rezultate foarte bune s-au obținut prin aplicarea acestor metode la biopsii de tegument fixate cu formol. Preparatele de tegument relevă leziuni specifice histopatologice (edem dermic, extravazare eritrocitară, necroza endoteliilor etc.) și au avantajul că, prin fixare, infecțiozitatea este anihilată.[4][147][281][282]
- Genomul viral. Genomul viral este detectat în țesuturi infectate prin hibridizare in situ, cu sonde având secvențe ale genelor NP, GP, VP30 și VP35 (această tehnica nu este aplicată în mod curent) sau prin polimerizare în lanț cu revers-transcriptază (RT-PCR) pe probe de sânge de la bolnav, care este la fel de sensibilă ca și izolarea virusului, cu avantajul confirmării rapide a diagnosticului. Utilizarea sondelor cu reactivitate încrucișată și a celor cu specificitate de specie virală pentru reacția RT-PCR s-a dovedit deosebit de promițătoare ca instrument de diagnostic precoce al infecțiilor cu filovirusuri.[4][147][283]

#### Culturi de celule
Virusul Ebola poate fi izolat cu ușurință prin inocularea probelor de sânge sau ser recoltate în fazele acute ale bolii, proaspete sau depozitate (- 70 °C), pe culturi de celule Vero de țesut renal de maimuță. Liniile de celule Vero (mai ales clona E6) și MA-104 s-au dovedit cele mai sensibile și utile tipuri celulare pentru propagarea și testarea izolatelor proaspete și pentru pasajul în laborator al speciilor de filovirusuri. Linia de celule Vero este sensibilă atât pentru virusul Marburg, cât și pentru virusul Ebola, iar linia MA-104, de rinichi fetal de maimuță Rhesus, ca și linia celulară SW-13, pentru ebolavirusulul Sudan și ebolavirusulul Zair. Mai puțin susceptibile sunt linia BHK-21 și culturile diploide MRC5.
Efectul citopatic apare de obicei la intervale de 2-7 zile, dar în majoritatea cazurilor sunt necesare pentru exprimarea acestuia pasaje oarbe. Izolarea primară prin utilizarea culturilor celulare produce rareori un efect citopatic specific, astfel încât dovezile de infecție se bazează pe apariția incluziilor citoplasmatice, evidențiate prin imunofluorescență la 2-5 zile după inoculare, utilizând antiser policlonal sau anticorpi monoclonali specifici pentru specia virală. Antigenele virale se identifică prin imunofluorescență directă în monostraturile celulare, iar în lichidele de cultură prin ELISA de captură sau RT-PCR; mai rar prin RFC, iar virusul prin microscopie electronică.
Unele specii virale, cum ar fi ebolavirusulul Sudan, sunt dificil de cultivat pe culturi primare, reușita fiind ameliorată prin inocularea intraperitoneală la cobaii tineri. Cobaiul inoculat intraperitoneal răspunde printr-o reacție febrilă, iar după treceri repetate dezvoltă boala cu sfârșit letal. Virusul se evidențiază în sângele și organele cobaiului prin microscopie electronică și prezență de anticorpi. Șoarecele nou-născut inoculat intracerebral este susceptibil numai la infecția cu ebolavirusulul Zair.
Inocularea animalelor în scop diagnostic se va face numai dacă izolarea în culturi nu este posibilă și dacă există condiții corespunzătoare de păstrare a animalelor infectate, fără riscuri ulterioare de contaminare.

#### Diagnostic serologic
Pentru efectuarea testelor seroimunologice, serul poate fi manipulat în siguranță după inactivare prin iradiere sau încălzire la 60 °C timp de 30 minute. Anticorpii sunt absenți în cazurile severe decedate rapid, astfel încât diagnosticul serologic este utilizat ca test primar sau în convalescență. La pacienții care supraviețuiesc îmbolnăvirii se constată prezența anticorpilor, evidențiată prin:
- Imunofluorescență (IF) - un test diagnostic fundamental pentru infecțiile cu filovirusuri și singurul unanim acceptat pentru diagnosticul infecției umane cu virus Ebola. Se folosește imunofluorescența indirectă, considerată test de elecție, începând din a 10-a zi de la debut. Infecția recentă se atestă prin: demonstrarea creșterii titrurilor pe specimene duble de ser recoltate la debut și în convalescență sau pe o singură probă de ser având anticorpi IgM specifici cu titru mai mare de 1/256. Când se utilizează imunofluorescența, problema reacțiilor fals pozitive cu titru scăzut face dificilă interpretarea testului atunci când se întreprind anchete seroepidemiologice ale primatelor și oamenilor. Imunofluorescența indirectă, deși folosită în mod curent, ridică probleme de reproductibilitate privind interpretarea subiectivă a titrului limită pozitiv.
- ELISA (enzyme-linked immunosorbent assay) se utilizează pentru detectarea anticorpilor IgM și IgG și are o specificitate înaltă și se pretează la aplicare în investigații serologice rapide din izbucniri epidemice. Creșterea titrului anticorpilor în serurile pereche sau un titru înalt al anticorpilor IgG (> 64) și prezența anticorpilor tip IgM, împreună cu simptome clinice compatibile cu o febră hemoragică, susțin diagnosticul.
- Western-blot, care relevă benzi pozitive pentru proteinele virale NP, VP30 și VP24, este considerat test de confirmare a diagnosticului și nu este folosit de rutină.
- RIA (radioimmunoassay) este, de asemenea, un test de confirmare, dar nu se aplică în mod curent.

#### Testele diagnostice rapide
Întreruperea lanțurilor de transmitere a virusului Ebola este foarte mult tributară de sprijinul laboratoarelor. Acest sprijin este necesar pentru a confirma sau infirma cazurile suspecte, a ghida triajul cazurilor și a deciziilor clinice, a ajuta investigațiile contactaților și a facilita depistarea precoce a persoanelor cu antecedente de expunere. Obiectivele OMS pentru depistarea energică a cazurilor și izolarea riguroasă a lor depinde de asemenea de suportul laboratoarelor. Eforturile de a stăpâni epidemiile de Ebola din Africa de Vest sunt în prezent frânate de testele diagnostice complexe, lente și greoaie, sursa unui număr de probleme logistice suplimentare, inclusiv exigențele unei securități biologice maxime în laboratoare și a unui personal competent pentru a folosi utilajele sofisticate din laborator. Testele moleculare standard utilizate în prezent în laboratoarele mobile și alte laboratoare pentru identificarea virusurilor Ebola includ testul RT-PCR (reverse-transcriptase polymerase chain reaction, reacția de polimerizarea în lanț cu revers-transcriptază). Acest test care folosește proceduri laborioase, dar furnizează rezultate extrem de precise atunci când este efectuat de un personal calificat. Fiecare test necesită un tub plin cu sânge și 2-6 ore pentru executare și costă aproximativ 100 dolari. Aceste cerințe sunt dificil de îndeplinit în unele țări din Africa de Vest ale căror resurse sunt foarte restrânse și limitează sever efectuarea acestor analize.
Timpul pierdut pentru transportul eșantioanelor provenite de la pacienți pe drumurile proaste permit accesul la un număr mic de laboratoare disponibile în Africa de Vest și în consecință pacienții și familiile lor trebuie să aștepte cu neliniște câteva zile pentru a cunoaște rezultatele testelor. Această pierdere de timp înseamnă că persoanele infectate vor rămâne în comunitate, cu un risc crescut de a transmite virusul la alte persoane, fără a fi conștiente de acest fapt. În plus, în lipsa unui suport de laborator analitic rapid, persoanele purtătoare a altor boli infecțioase curente, cum ar fi malaria și febra denga, care au primele simptome similare cu cele din febra hemoragică Ebola, pot fi izolate în mod nejustificat într-un centru de "tranzit" pentru Ebola ca o măsură de precauție. Dacă ei nu sunt atinși de febra hemoragică Ebola atunci când ei intră în acest centru, pot, din nefericire, s-o contractează în interiorul acestor centre. Mai mult, pacienții nediagnosticați și fără asistență medicală reprezintă un risc serios pentru familia lor și comunitate și contribuie la schema de transmitere ciclică a infecției observată în prezent, în care cazurile încep să scadă dacă măsurile de luptă au efect, pentru a crește din nou dacă apar noi lanțuri de transmitere a infecției.
OMS a stabilit un profil detaliat al testului diagnostic "ideal", care trebuie să fie rapid, sensibil, sigur și simplu. Testul ideal trebuie să fie potrivit pentru utilizarea în centrele de sănătate periferice, lipsite de o infrastructură de laborator. Procedurile testării trebuie să aibă mai puțin de 3 etape, să ofere rezultate în mai puțin de 30 de minute și să nu impună exigențe în ceea ce privește securitatea biologică dincolo de purtarea echipamentului de protecție individual. Cerințele operaționale suplimentare impun o facilitate a conservării și reconstituirii reactivilor și o perioadă a formării a personalului care să nu depășească o jumătate de zi. Testul ideal și echipamentul portabil asociat nu trebuie să necesite alimentare cu energie electrică și întreținere.
Șaisprezece dosare documentare pentru testele diagnostice rapide au fost primite de către OMS la mijlocul lunii octombrie 2014 pentru evaluare. Ele includ kituri de diagnostic de tipul RT-PCR clasice, sisteme de PCR automatizate de un computer de birou cu procesarea integrată a eșantioanelor și teste noi capabile să detecteze o infecție cu virusul Ebola în timp de câteva minute pe un eșantion de sânge prelevat prin înțeparea degetului în locul unei eprubete pline cu sânge.
Pe 20 februarie 2015 OMS a aprobat primul test pentru depistarea rapidă a infecției cu virusul Ebola - ReEBOV™  Antigen Rapid Test. Testul a fost realizat de către o companie americană, Corgenix Medical Corp. Acest test este mai puțin precis decât metodele clasice de depistare a virusului Ebola, însă este mult mai ușor de utilizat, nu necesită alimentare cu curent electric, poate oferi rezultatul în mai puțin de 15 minute, necesită o mostră minimă de sânge aplicată pe o bandeletă de hârtie specială (dipstick) și poate identifica aproximativ 92% dintre pacienții infectați cu Ebola și 85% dintre cei care nu aveau acest virus în sânge. Testul rapid cu antigen ReEBOV se efectuează ca un test imunologic cu bandeletă (dipstick). El detectează prezența antigenului viral EBOV VP40 nativ (adică a proteinei matriceală VP40) în serul, plasma sau sângele integral a pacienților suspectați de a fi contractat febra hemoragică Ebola cu ajutorul anticorpilor specifici EBOV VP40, care sunt niște anticorpi policlonali caprini purificați prin afinitate, impregnați o pe membrană de nitroceluloză și conjugați cu nanoparticule de aur.

## Diagnostic diferențial
Afecțiunile produse de virusurile Marburg (febra hemoragică Marburg) și Ebola (febra hemoragică Ebola) nu pot fi practic diferențiate clinic.
Întrucât diagnosticul diferențial în faza acută inițială este dificil, trebuie luate în considerare alte cauze. Cele mai frecvente cauze de infecții evoluând ca o afecțiune febrilă acută, severă, sunt malaria și febra tifoidă. În consecință, diagnosticul diferențial și tratamentul precoce nu trebuie amânate. Cauzele alternative includ afecțiuni bacteriene, cum ar fi septicemia meningococică (meningita meningococică), infecția cu Yersinia pestis (pesta), holera, shigeloza, leptospiroza, antraxul, febra recurentă, rickettsiozele, cum ar fi tifosul exantematic și tifosul murin, și afecțiuni virale, ca febra pappataci, febra galbenă, febra de Chikungunya, febra Văii de Rift, infecțiile cu hantavirusuri, febra hemoragică de Crimeea-Congo, hepatita.

## Prognostic
Prognosticul pentru pacienții cu infecția cu virusul Ebola este nefavorabil. Cei care supraviețuiesc timp de 2 săptămâni au o convalescență îndelungată (câteva săptămâni sau luni) și dificilă.
Cu excepția speciei Reston, virusul Ebola este asociat cu o morbiditate și mortalitate foarte mare printre pacienții care prezintă boală clinică, deși acestea variază în funcție de specia virusului Ebola. Cea mai letală specie a virusului Ebola este ebolavirusul Zair, care are o mortalitate de până la 90%. Ebolavirusul Sudan are, de asemenea, o mortalitate ridicată, variind de la 41% la 65%.

## Tratament
Tratamentul se limitează la tratamentul suportiv care constă în primul rând în menținerea constantă a volemiei, echilibrului electrolitic, combaterea hemoragiilor, a insuficienței renale, edemului cerebral, suprainfecțiilor bacteriene, hipoxiei și a șocului.
Administrarea unui factor VIIa/TF inhibitor al căii TF (= factor tisular), sau de proteină C activată recombinantă permite activarea căii anticoagulante a proteinei C naturale, sau administrarea de mici catene ARN interferente sau de oligonucleotide antisens pentru a inhiba replicarea virală, au avut rezultate promițătoare.
Nu există tratament omologat antiviral specific împotriva acestei boli. Ribavirin nu are efect asupra filovirusurilor, iar administrarea IFN (interferonul uman) nu a dat rezultate consistente nici în boala experimentală a maimuțelor, nici la pacienți.

### Tratamentul simptomatic
Conform Organizației Mondiale a Sănătății se va efectua următorul tratament simptomatic:
| Simptom                                                     | Medicament                               | Doza |
| ----------------------------------------------------------- | ---------------------------------------- | --- |
| Grețuri, vome                                               | Ondansetron                              | - Copii 4-12 ani: 4 mg de două ori pe zi - Adulți: 8 mg de două ori pe zi |
| Diaree, deshidratare                                        | Soluție pentru rehidratare orală și zinc | Soluție pentru rehidratare orală (formula recomandata de OMS). Cantitățile respective se consumă în decurs de 4 ore. În fazele inițiale ale tratamentului, când pacienții sunt încă deshidratați, adulții pot consuma până la 750 de ml pe oră, iar copiii pot consuma până la 20 ml pe kg greutate corporală și pe oră. - Copii sub 4 luni (sub 5 kg): 200–400 ml - Copii 4-11 luni (5-7,9 kg): 400-600 ml - Copii 12-23 luni (8-10,9 kg): 600-800 ml - Copii 2-4 ani (11-15,9 kg): 800-1200 ml - Copii 5-14 ani (16-29,9 kg): 1200–2200 ml - Copii peste 15 ani și adulții (30 kg sau mai mult): 2200–4000 ml În plus, se administrează sulfat de zinc, în special copiilor: - Copii sub 6 luni: 10 mg pe zi timp de 10-14 zile. - Copii peste 6 luni: 20 mg pe zi timp de 10-14 zile. |
| Dureri sau febră                                            | Paracetamol                              | Doza se stabilește în funcție de vârsta și greutatea pacientului. Doza recomandată pentru o dată este de 15 mg paracetamol/kg. - Copii 6 luni-2 ani: 100 mg la fiecare 4-6 ore - Copii 3-5 ani: 200 mg la fiecare 4-6 ore - Copii 6-9 ani: 300 mg la fiecare 4-6 ore - Copii 10-15 ani: 500 mg la fiecare 4-6 ore - Adulți: 1000 mg la fiecare 4-6 ore |
| Dureri epigastrice                                          | Omeprazol                                | O dată pe zi înainte de masă - Copii 6 luni - 2 ani: 10 mg - Copii 2-12 ani: 10 mg - Adulți: 20 mg |
| Roșeața ochilor (congestie conjunctivală), secreție oculară | Tetraciclină                             | Unguent ocular pentru aplicare topică |
| Agitație, confuzie                                          | Diazepam                                 | 2 – 5 mg per doză, până la 3 doze pe zi |

### Medicamente experimentale
Febra hemoragică Ebola nu a fost niciodată o prioritate până în prezent pentru companiile farmaceutice, deoarece această boală, foarte letală, era rară și se limita la țările sărace din Africa. "Probabil că nu este un lucru foarte greu fabricarea unui vaccin împotriva febrei hemoragice Ebola, dar nu există nici un interes comercial, deoarece guvernele nu își pot permite să le cumpere", declara profesorul Didier Raoult, specialist în boli infecțioase emergente de la Facultatea de Medicina din Marsilia.
Elaborarea unor tratamente eficiente noi pentru febra hemoragică Ebola este în prezent obiectul unor cercetări intense, motivate în special de gravitatea bolii, mortalitatea extrem de înaltă, extinderea rapidă a epidemiei din 2014 și riscurile utilizării virusului Ebola ca  armă biologică sau în bioterorism. Moleculele candidate pentru tratament sunt variate și adesea promițătoare pe modelele animale, dar sunt încă în stadiul experimental și câteva dintre ele au ajuns în stadiul de studii clinice pe voluntari. Dificultatea majoră, în afară de crearea de noi tratamente și protecția lor care trebuie șă fie eficientă, fără efecte secundare inacceptabile, constă în necesitatea de a dezvolta molecule care pot fi transportate și stocate în zonele epidemice, mai ales în Africa ecuatorială; aceste dificultăți se referă în special la tratamentele elaborate pe bază de acizi nucleici, ca ARN interferenți mici, care sunt molecule instabile. Mai multe medicamente experimentale pot fi aprobate pentru tratarea febrei hemoragice Ebola la om.
- Seroterapia constă în transfuziile de ser, care conține IgG anti-EBOV, pacienților cu febra hemoragică Ebola luat de la persoanele vindecate de această boală. Având în vedere caracterul urgent al situației din Africa și a lipsei unui tratament eficient împotriva febrei hemoragice Ebola, Organizația Mondială a Sănătății (OMS) a încurajat seroterapia și transfuziile de sânge integral pe 5 septembrie 2014 la o ședință din Geneva la care au participat  aproape 200 de experți.[298] Între 6 și 22 iunie 1995, 8 pacienți din Kikwit, Republica Democrată Congo, care erau bolnavi  de febră hemoragică Ebola, au fost transfuzați cu sânge donat de 5 pacienți convalescenți. Sângele donat conținea anticorpi IgG anti-EBOV, dar nici un antigen EBOV.  Antigenele EBOV au fost detectate la toți primitorii de transfuzii sanguine chiar înainte de transfuzie. Cei 8 pacienți transfuzați aveau simptome clinice similare cu cele ale altor pacienți bolnavi de febră hemoragică Ebola. Toți erau în stare gravă cu astenie severă, 4 prezentau manifestări hemoragice, iar 2 au devenit comatoși în faza avansată a bolii. Din cei 8 pacienți transfuzați 7 s-au însănătoșit doar un singur pacient a decedat (12,5%); acest număr este semnificativ mai mic față de nivelul mortalității globale (80%) pentru epidemia Ebola din Kikwit și față de nivelul mortalității în alte epidemii Ebola. Cauza acestui nivel de mortalitate scăzut rămâne de explicat. Pacienții transfuzați nu au primit îngrijiri mai bune decât cele din faza inițială a epidemiei. Din păcate, ipoteza beneficiului seroterapiei nu a fost confirmată prin studii ulterioare. Când a fost testată această ipoteză într-un laborator, transfuzând sângele animalelor convalescente animalelor infectate cu virusul Ebola, toate animalele transfuzate au murit.[290][307][308][309] Medicul american Rick Sacra, 51 de ani, infectat în 2014 cu virusul Ebola în Liberia, unde lucra în cadrul unei organizații caritative creștine, a fost internat la un spital din Omaha în Nebraska (SUA) și s-a vindecat. Vindecarea s-ar putea explica prin două transfuzii de plasmă sanguină de la colegul său de la organizația caritativă "Samaritan's Purse", doctorul Kent Brantly, care s-a vindecat de infecție. Brantly s-a contaminat tot în Liberia, fiind transferat în Statele Unite. În afara transfuziilor de sânge, Rick Sacra a fost supus și unui tratament experimental cu TKM-Ebola.[310][311]
- Un studiu din 1998  a arătat că analogii adenozinei carbociclice (3-deazaadenozina carbociclică), funcționează ca inhibitori al SAH (S-adenozil-homocisteinhidrolaza sau adenozilhomocisteinaza) și au fost utilizați în tratarea infecției experimentale cu doze letale de virus Ebola la șoarece, cu rezultate promițătoare: supraviețuire până la 90% când tratamentul a început după 2 zile de la infecție și de 40%, după 3 zile.[312][313]
- Două studii publicate în primăvara anului 2014 au arătat că antiviralul favipiravir (T-705) (comercializat ca Avigan), un inhibitor al ARN-polimerazei ARN-dependente, utilizat experimental împotriva virusurilor ARN (inclusiv virusul gripal), a fost eficace la șoarecii infectați cu virusul Ebola, chiar dacă a fost administrat la șase zile după expunerea la  virus.[314][315] Favipiravirul a fost produs de compania japoneză Toyama Chemical, o filială a Fujifilm cu sediul la Tokyo, și este un tratament posibil al febrei hemoragice Ebola din Africa de Vest.[316][317]
- Brincidofovirul (CMX001) este un antiviral oral dezvoltat de Chimerix, o companie biofarmaceutică americană. El este un analog nucleotidic cu un spectru antiviral larg in vitro împotriva a cinci familii de virusuri ADN care afectează oamenii, inclusiv cei din familia herpesviride și adenoviride. Acest tratament este în studiu clinic de faza 3 ca antiviral împotriva adenovirusurilor și citomegalovirusurilor. Brincidofovirul a fost testat numai în laborator împotriva virusului Ebola. El blochează virusul împiedicându-l să se înmulțească. Thomas Eric Duncan, primul pacient diagnosticat cu Ebola în SUA, a fost tratat cu brincidofovir, însă el a murit pe 8 octombrie 2014, la un spital din Dallas.[318][319][320] La studiul brincidofovirului participă și Diana Florescu, specialist român în boli infecțioase de la Nebraska Medical Center, SUA.[321][322]
- BCX4430 este un nucleozid, produs de BioCryst Pharmaceuticals, cu un spectru larg de activități antivirale (inclusiv virusul Ebola) care acționează ca un inhibitor al ARN polimerazei ARN-dependente (sau ARN replicazei) - o enzimă indispensabilă pentru replicarea virusurilor ARN cu polaritate negativă fără etapa ADN. Aceasta previne astfel transcripția și replicarea genomului viral. Acest tratament a beneficiat de o finanțare de 22 milioane dolari de la Institutul Național de Alergie și Boli Infecțioase (NIAID) în septembrie 2013, reevaluat la 26 de milioane în septembrie 2014. Testele pe animale au arătat o rată de supraviețuire de 83-100% la șoareci. Testările clinice de faza 1 pe oameni sunt planificate pentru sfârșitul anului 2014/începutul anului 2015. BioCryst Pharmaceuticals este o companie cu sediul în Durham, Carolina de Nord, specializată în producția de medicamente pentru tratamentul bolilor orfane, bolilor autoimune și medicamentelor antivirale.  Ea este mai cunoscută pentru dezvoltarea unui antiviral, Peramivir, autorizat de FDA pentru utilizare de urgență împotriva virusului gripal H1N1.[323][324][325][326]
- ZMapp, un amestec de trei anticorpi monoclonali anti-Ebola umanizați (anticorpii c13C6 + c2G4 + c4G7) produși în Nicotiana benthamiana (o specie de tutun) a fost testat în 2012, cu rezultate bune pe maimuțele rhesus (Macaca mulatta).[327][328][329][330] ZMapp, produs de companie californiană Mapp BioPharmaceutical cu sediul în San Diego, a fost administrat pentru prima dată pe 31 iulie 2014 în Liberia unui om, Kent Brantly, un medic american care lucra pentru o organizație de caritate creștină Samaritan's Purse, la care au apărut la 22 iulie simptoamele febrei hemoragice Ebola; colega lui Nancy Writebol contaminată, de asemenea, cu virusul Ebola a primit două doze de acest tratament experimental pe 3 și 4 august.[331] Cei doi americani au fost repatriați în următoarele zile la Spitalul Universitar Emory din Atlanta pentru a fi supravegheați în colaborare cu CDC. Ambii pacienți americani tratați cu ZMapp au părăsit spitalul vindecați pe 21 august.[332] Cu toate acestea, preotul spaniol Miguel Pajares, în vârstă de 75 de ani, care a primit, de asemenea, acest tratament experimental, a murit pe 12 august în spitalul Carlos III din Madrid, unde a fost repatriat cu cinci zile mai devreme din Liberia, o țară în care el a contractat boala efectuând o misiune din partea unei ONG.[333] Ca urmare a mediatizării internaționale oferit de acest tratament, s-au ridicat voci pentru a impune utilizarea acestui medicament pe o scară mai mare,[334] constrângând autoritățile americane pentru a permite utilizarea sa în Liberia de la 11 august,[335] cu toate că Barack Obama a spus cu patru zile mai înainte că această opțiune ar fi prematură.[336] OMS a autorizat pe 12 august utilizarea medicamentelor experimentale în epidemia de Ebola din 2014 numai în anumite condiții,[337] deschizând calea pentru concurență între companiile farmaceutice pe o piață nouă.[338]
- TKM-Ebola este un ARN interferent mic (ARNsi) care inhibă expresia genelor virale L (ARN-polimeraza), VP24 și VP35 ale virusului Ebola Zair.[339] În ianuarie 2014, Tekmira a inceput un studiu clinic de faza I a TKM-Ebola pentru a evalua siguranța lui la persoanele sănătoase. FDA a oprit studiul clinic în iulie 2014, pentru a evalua rezultatele, după ce unii voluntari au avut simptome asemanatoare gripei. Pe 7 august FDA a anulat parțial întreruperea testărilor clinice, permițând utilizarea sa eventuală ca tratament în epidemia din Africa de Vest.[340][341][342]
- AVI-7537, AVI-6002 și AVI-6003 produse de Sarepta Therapeutics, sunt oligonucleotide morfolino fosforodiamidate (niște oligonucleotide antisens) cu sarcini pozitive (PMOplus®) care se leagă de ARNm-ul viral pentru a inhiba sinteza proteinelor virale și astfel întrerup replicarea virală. Testele pe animale au aratat un nivelul ridicat de supraviețuire între 60% și 80% la primate. 20-25 de doze vor fi disponibile la mijlocul lunii octombrie 2014 pentru a fi eventual testate pe pacienții infectați. O producție de 100 de doze este prevăzută pentru începutul anului 2015. Sarepta Therapeutics este o companie cu sediul în Cambridge. În 2010, un contract de 291 milioane dolari a fost alocat de către Pentagon pentru dezvoltarea unor tratamente în lupta împotriva virusilor Marburg și Ebola. Cu toate acestea, programul a fost oprit în 2012 din cauza restricțiilor bugetare. Compania a primit doar 80 milioane de dolari, și a fost nevoită să anuleze un studiu clinic pentru a testa inocuitatea, tolerabilitatea și farmacocinetica medicamentului AVI-7537 pe pacienții sănătoși care au fost programate pentru august 2012.[343][344][345][346][347][348]
- Alte medicamente care avut o activitate promițătoare împotriva virusului Ebola in vitro sau la șoarecii infectați cu virusul Ebola, dar pentru care sunt necesare date suplimentare înainte de a trece la studiile clinice, includ:

- Blocante ale canalelor ionice (amiodarona, dronedarona și verapamil) inhibă intrarea virusului Ebola în celulă.

- Modulatori ai receptorilor estrogenici (clomifenul și toremifenul), inhibă intrarea virusului Ebola în celulă la șoareci infectați.

- Clorochina este un medicament antimalaric care poate inhiba intrarea virusului Ebola în celule gazdă.

- Inhibitorii protein kinazei (erlotinib, sunitinib), azitromicina, sertralina.

Medicamentele experimentale pentru tratamentul febrei hemoragice Ebola: 
| Medicamentul / Compania producătoare | Categoria medicamentului | Acțiune împotriva virusului Ebola, date preclinice | Probleme de siguranță | Disponibilitate și considerații logistice | Comentarii |
| ------------------------------------ | --- | --- | --- | --- | --- |
| Favipiravir (Fuji/Toyama Japonia)    | Analog nucleozidic antiviral cu moleculă mică. Are un larg spectru de activitate antivirală împotriva mai multor virusuri ARN. Acționează ca un inhibitor al ARN polimerazei ARN-dependente interferând cu ARN viral. Aprobat în Japonia pentru tratarea pandemiei de gripa (H5N1).                                                    | Concentrația inhibitorie 50% (CI50) in vitro este de 64 µM, mai mare decât cea necesară pentru virusul gripal. Șoarecii sunt protejați la o doză de 300 mg/kg. La primatele neumane (NHP) este observat un efect antiviral, cu o reducere cu 2 log a viremiei. Testările pe primate sunt limitate din cauza anestezierii frecvente a lor pentru a putea fi administrat medicamentul pe cale orală. | Utilizarea clinică la voluntarii sănătoși a unor doze de până la 3,6 g în prima zi, urmată de 800 mg de două ori pe zi. Nu au fost identificate probleme de siguranță. Dozele mari de medicamente pot cauza o disfuncție hepatică                                        | Comprimate de 200 mg; doza inițială de 6 g în prima zi necesită 30 comprimate - posibil greu de înghițit. Sunt disponibile 1,6 milioane de comprimate (pentru 10.000 cure de tratament). Termostabil. | 4 pacienți au primit medicamentul în condiții de utilizare compasională. Nu au fost trase încă concluzii asupra eficacității lui la acești pacienți, dar nu au fost identificate probleme evidente de siguranță. Studiile clinice a eficacității au început în Guineea în decembrie 2014. Doza țintă a fost de 6 g (în prima zi), urmată de o doză de 2,4 g pe zi (în a 2-10 zi). |
| Brincidofovir (Chimerix, SUA)        | Analog nucleotidic antiviral cu moleculă mică cu activitate împotriva virușilor ADN dublu catenar. A fost dezvoltat și utilizat pentru tratamentul infecțiilor cu citomegalovirus. Teoretic, nu ar trebui să acționeze împotriva virusului Ebola (virus ARN), însă modul de acțiune poate fi diferit de cel împotriva virusurilor ADN. | Concentrația inhibitorie 50% (CI50) in vitro variază în funcție de test de la 120nM la 1,3 µM, considerată a fi o concentrație ușor realizabilă clinic. Indicele de selectivitate 290. La șoareci nu a fost observat nici un beneficiu terapeutic în două studii separate, însă farmacocinetica nu a fost studiată și, prin urmare, nu se cunoaște dacă concentrație eficientă a fost atinsă. La primatele neumane, macacul Rhesus, testările nu sunt practicabile din cauza profilului farmacocinetic. La cobai este planificat un studiu pentru a determina farmacocinetica și eficacitatea. | A fost testat la > 1000 de pacienți: principale reacții adverse sunt cele gastrointestinale și creșterile AST/ALT | Este disponibil pentru administrare orală sub formă de comprimate de 100 mg și suspensie orală 10 g/ml. Doza de încărcare inițială de 200 mg (sau 4 mg/kg) pe cale orală, urmată de 100 mg (sau 2 mg/kg) de două ori pe săptămână pentru un total de 14 zile (5 doze în total). Sunt disponibile 22.000 de comprimate de 100 mg (pentru > 3.500 de cure de tratament). Termostabil. | 5 pacienți au primit medicamentul în condiții de utilizare compasională. Nu au fost observate efecte secundare majore, doar unele modificări de laborator ale numărului de leucocite în sânge, ale bilirubinei și fosfatazei alcaline. Nu au fost trase concluzii în caz de administrarea concomitentă a altor medicamente experimentale anti-Ebola. Studiile clinice ale eficacității au început în ianuarie 2015 în Liberia. Monitorizarea datelor preclinice suplimentare sunt în curs de desfășurare. |
| BCX-4430 (Biocryst, SUA)             | Analog nucleozidic antiviral cu acțiune directă și spectru larg de activitate antivirală. Acționează ca un inhibitor al ARN polimerazei ARN-dependente | La primatele neumane infectate cu virusul Marburg asigură o protecție de 80-100% în doze de 15 mg/kg administrate la 1, 24, sau 48 de ore de la infectare. La primatele neumane infectate cu virusul Ebola este eficient când este administrat la 30-120 de minute după infectare. Nu este eficient dacă se administrează la 48-72 de ore după infectare. La șoareci asigură o protecție 100% anti-Ebola. | S-au inițiat studii de siguranță de faza I. Rezultatele sunt așteptate la începutul anului 2015 | Se administrează intramuscular sau intravenos. Cantitatea actuală de medicament oferită de producător este limitată pentru studii clinice. Un stoc pentru > 1000 de pacienți va fi disponibil în mai 2015. | Studiile de siguranță de faza I sunt în curs de desfășurare. Nu sunt încă planificate studii asupra eficacității. Sunt așteptate datele de siguranță din faza I. |
| TKM-100802 (Tekmira, Canada)         | Este un ARN interferent mic care inhibă expresia ARN-polimerazei L virale și a proteinei virale VP35 și astfel reprimă replicarea virusului Ebola Zair în interiorul celulei. | TKM-100802 a fost studiat la primatele neumane infectate cu tulpina Kikwit a virusului EBOV (EBOV-k). Produsul disponibil în prezent nu este optimizat pentru utilizarea împotriva tulpinii EBOV-Guineea (EBOV-g), responsabilă de epidemia actuală de Ebola din Africa de Vest. La primatele neumane are o eficacitate de 67-100% administrat în 4-7 doze dacă tratamentul este inițiat la 30 minute postexpunere. | Un studiu de siguranță de faza I a arătat că apar reacții adverse legate de doze mari, inclusiv amețeli, senzație de apăsare în piept, ritm cardiac crescut. Dozele mai mici au fost bine tolerate. Un studiu la voluntarii sănătoși este în suspendare clinică parțială | Doza recomandată de companie este de 0,3 mg/kg pe zi, administrat în perfuzie intravenoasă timp de aproximativ 60 de minute. Câteva sute de doze sunt disponibile în prezent. Mai multe mii de doze ar putea fi disponibile într-o perioada scurtă de timp. Necesită refrigerare.                                                                                                   | 6 pacienți au primit medicamentul în condiții de utilizare compasională. Nu au fost trase concluzii asupra eficacității posibile. Hipotensiunea observată la unii pacienți este probabil cauzată de administrarea medicamentului. Studiile clinice de eficacitate urmează să înceapă la începutul anului 2015. |
| AVI-7537 (Sarepta, SUA)              | Oligonucleotidă morfolino-fosforodiamidată antisens. Inhiba replicarea virusului Ebola prin legarea de ARN viral din gena proteinei VP24. Este specifică pentru secvența tulpinii virusului Ebola care circulă în epidemia curentă din Africa de Vest.                                                                                 | La primatele neumane infectate cu virusul Marburg asigură o supraviețuire de 100% (folosind secvența Marburg), iar la cele infectate cu virusul Ebola asigură o supraviețuire de 50-60% (folosind secvența Ebola). | Studiile de siguranță din faza I s-au încheiat. AVI-7537 a fost în general bine tolerat. | Se administrează intravenos în doze de 16 mg/kg/zi timp de 14 zile. Sunt disponibile un număr limitat de doze. | Nu sunt planificate în acest moment studii clinice. |

### Mutațiile și rezistența la tratament
Impactul mutațiile genomice ale virusului Ebola asupra eficienței tratamentelor experimentale ce conțin secvențele virusului Ebola a fost evaluat într-un studiu recent publicat de cercetători de la Harvard, Maryland și MIT în mBio, la 20 ianuarie 2015. ARN-ul interferent mic (SiARN) și oligomerii morfolino-fosforodiamidați (OMF) țintesc transcrierea genelor L, VP24 și/sau V35 ale genomului EBOV, iar  imunoterapia pasivă bazată pe anticorpi sau pe un cocktail de anticorpi (ZMapp) au ca ținta epitopii EBOV.  Ei inhibă pe termen scurt replicarea virusului: SiARN țintește transcrierile virale pentru degradare, OMF blochează translarea, iar imunoterapie pasivă neutralizează virusul,  permițând gazdei să producă un răspuns imun eficient împotriva patogenului viral. Zece mutații ale virusului Ebola au modificat secvența siturilor de legare a anticorpilor monoclonali: (MAb) 13F6, MAb 1H3, MAb 6D8, MAb 13C6 si a țintelor SiARN EK-1, VP24 și VP35. Unele mutații pot avea un impact negativ asupra eficienței agenților terapeutici experimentali. Siturile de legare pentru agenții terapeutici experimentali bazați pe SiARN și OMF au fost create cu ajutorul unor secvențe virale derivate din tulpina Ebolavirusului Zair (EBOV) care a cauzat epidemia de Ebola din Zair (Congo) în 1976 . De atunci virusul Ebola s-a schimbat și continuă să se schimbe. Anticorpii monoclonali folosiți pentru imunoterapia pasivă din ZMapp au fost creați cu ajutorul glicoproteinei tulpinii EBOV care a produs epidemia de Ebola din Kikwit în 1995. Virusul utilizat pentru testarea eficienței tratamentelor în studiile postexpunere, a fost cel care a provocat epidemia din Kikwit. Epidemia de febră hemoragică Ebola din Africa de Vest din 2014-2015 a fost provocată de tulpina Makona a virusului Ebola (EBOV/Mak). Între tulpina actuală Makona a virusului Ebola și cea din Kikwit au fost identificate 640 de polimorfisme uninucleotidice. Patru mutații au fost localizate în regiunea de legare a agenților terapeutici experimentali siRNA sau OMF, iar 21 mutații induc schimbări nonsinonimice în epitopii recunoscuți de anticorpii monoclonali din cocktailurile de imunoterapie pasivă (ZMapp). Niciunul dintre polimorfismele uninucleotidice descoperite nu a fost asociat cu rezistența virusului Ebola la tratament. S-a demonstrat că 18 dintre modificări sunt tolerate de cocktailul ZMapp, care are o afinitate de legare crescută față de secvența glicoproteinei tulpinii Makona, ceea ce minimizează potențialul impact al mutațiilor.
Un alt tratament e format din cele două antivirale

## Prevenție

### Măsuri generale

#### Controlul virusului Reston la animalele
Nu există un vaccin veterinar contra acestui virus. Curățenia și dezinfectarea sistematică a fermelor de porci și maimuțe (cu hipoclorit de sodiu sau alți detergenți) trebuie să fie eficiente pentru inactivarea virusului. În caz de suspiciune a unui focar, localurile trebuie instituită imediat carantină. Sacrificarea animalelor infectate, cu o supraveghere riguroasă a înhumării sau incinerării carcaselor poate fi necesară pentru a reduce riscul de transmitere a virusului de la animale la om. Restricționarea sau interdicția deplasării animalelor din fermele infectate spre alte zone pot reduce propagarea bolii.
Întrucât focarele de infecție cu virusul Reston la porci și maimuțe au precedat cazurile de infecție la om, punerea în aplicare a unui sistem de supraveghere activă a sănătății animale este esențială pentru o alertă precoce a autorităților de sănătate publică și veterinară.
Deoarece se știe că primatele neumane au introdus virusul virusul Reston în Statele Unite ale Americii și Italia, administrația transporturilor și a unităților de carantină trebuie să se asigure că personalul înțelege pericolele asociate cu manipularea primatelor. Maimuțele importate vor fi menținute în carantină. Apariția deceselor la animalele carantinate și îmbolnăvirile îngrijitorilor, cu febră peste 38,5°, pe o durată mai mare de două zile, sunt elemente de suspiciune a unei infecții cu virusul Ebola și se vor lua măsuri în consecință. Personalul care se ocupă de animale bolnave trebuie să poarte echipament de protecție, incluzând mănuși de cauciuc și respiratoare cu mască facială.

#### Măsuri individuale
Nu există decât tratament simptomatic, iar vaccinul este un deziderat. În lipsa tratamentului eficient și vaccinului pentru oameni, gradul de conștientizare la factorii de risc și cunoașterea măsurilor de protecție care trebuie luate individual sunt singura modalitate de a reduce infecția și mortalitatea la oameni.
În Africa, în timpul focarelor de boală virală Ebola, mesajele educative de sănătate publică care urmăresc reducerea riscului se vor axa pe următoarele puncte: 
- Reducerea riscului de transmitere între animale sălbatice și oameni prin contact cu liliecii sau maimuțele/primatele infectate și prin consumul de carne crudă provenită de la ele. Animalele vor fi manipulate cu mănuși și se va purta o îmbrăcăminte protectoare adecvată. Produsele (sângele și carnea) se vor fierbe bine înainte de a fi consumate.
- Reducerea riscului de transmitere interumană în comunitatea care rezultă din contactul direct sau apropiat (strâns) cu persoanele infectate, mai ales cu fluidele lor corporale. Se va evita orice contact apropiat cu pacienții infectați cu virusul Ebola. Se vor purta mănuși și un echipament individual de protecție adecvat în timpul îngrijirii pacienților la domiciliu. Este indispensabilă spălarea regulată a mâinilor după vizita rudelor bolnave aflate în spital sau după îngrijirea lor la domiciliu.
- Comunitățile afectate de virusul Ebola trebuie să informeze populația despre natura bolii și măsurile luate pentru a controla focarul, inclusiv în timpul ritualurilor funerare. Persoanele decedate prin această infecție trebuie să fie îngropate rapid și fără asumarea unor riscuri. În cazul decesului, este obligatorie incinerarea cadavrelor.

Fermele de porci din Africa pot juca un rol în amplificarea infecției din cauza prezenței liliecilor la aceste ferme. Trebuie luate măsuri de biosecuritate adecvate pentru a limita transmiterea infecției.
Pentru ebolavirusul Reston, mesajele educative de sănătate publică trebuie să se axeze pe reducerea riscului de transmitere de la porci la oameni care rezultă din practicile de creștere și sacrificare periculoase, precum și din consumul de sânge proaspăt, lapte sau țesuturi animale crude. Trebuie purtate mănuși și îmbrăcăminte de protecție adecvată în timpul manipulării animalelor bolnave,  țesuturilor lor sau sacrificării lor. În regiunile în care au fost semnalate ebolavirusul Reston la porci, toate produsele de origine animală (sânge, carne și lapte) trebuie să fie fierte bine înainte de a fi consumate.

#### Măsuri în instituțiile medico-sanitare

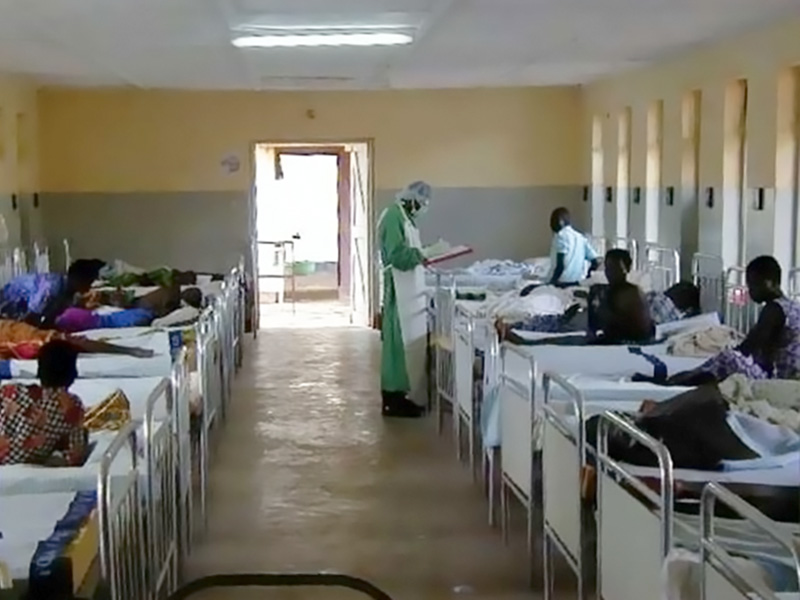
Un salon pentru izolarea pacienților dintr-un spital din Gulu, Uganda, în timpul epidemiei de febră hemoragică Ebola din octombrie 2000.

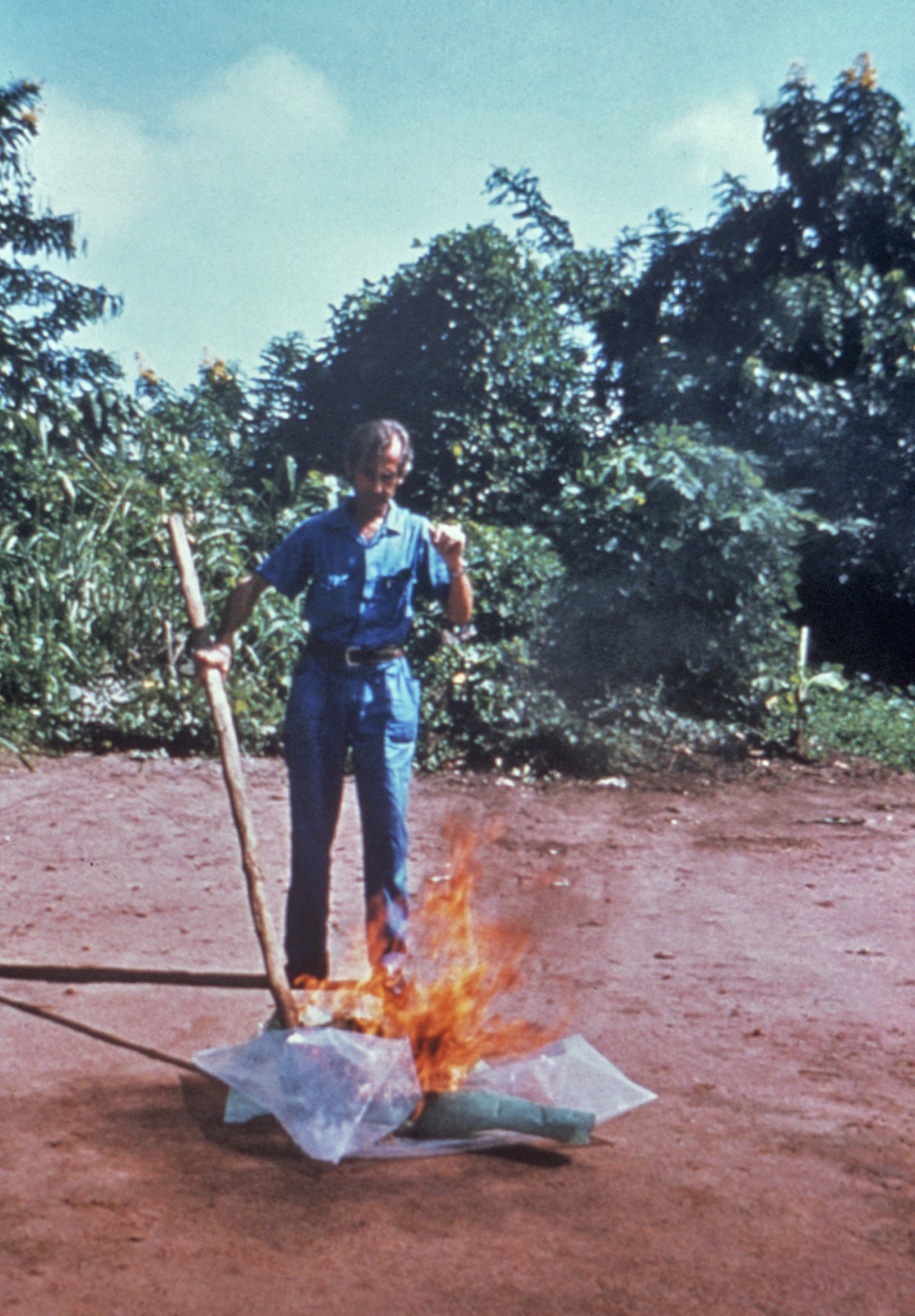
Un lucrător al CDC care incinerează deșeurile medicale de la un pacient cu febra hemoragică Ebola din Zair, 1976

Transportul cazului suspect sau a probelor biologice suspecte se va face cu transport special destinat în acest scop. Personalul care transportă cazul (medic, șofer) va purta echipament personal de protecție.
Pacienții vor fi menținuți în izolare strictă, eventual cu dispozitive izolatoare ale patului. Izolarea cazurilor se va face într-un pavilion sau clădire a spitalului separat de alte secții. Pacientul se va ala singur în cameră, iar camera va fi dotată cu baie proprie. Ușa de la camera va fi închisă. Se vor lua în considerare postarea permanentă a unei persoane la ușa salonului pentru a împiedica intrarea sau ieșirea în salon a persoanelor neechipate corespunzător.
Transmiterea interumană a virusului Ebola este în primul rând legată de contactul direct sau indirect cu sângele și fluidele corporale. El a fost semnalată la personalul medical atunci când nu au fost respectate măsurile suficiente de control al infecției. Nu este întotdeauna posibil de a identifica rapid pacienții cu febră hemoragică Ebola, deoarece simptomele inițiale pot fi nespecifice. Din acest motiv, este important ca personalul medical să aplice măsurile de precauție uzuale față de toți pacienții, indiferent de diagnostic, în orice practică profesională și în orice moment.
Aceste măsuri de precauție includ igiena mâinilor, igiena respiratorie, purtarea unui echipament personal de protecție (în funcție de lichidul infecțios eliminat de bolnav sau de alte contacte cu materiile infectate), siguranța injecțiilor și ritualurile funerare. În prezența unui caz suspect sau confirmat de infecție cu virusul Ebola, personalul medical care îngrijește bolnavul trebuie, în plus față de măsurile de precauție uzuale, să ia alte măsuri de luptă antiinfecțioasă pentru a evita orice expunerea la sângele sau fluidele corporale ale pacientului și orice contact direct cu mediul susceptibil de a fi contaminat. În timpul contactelor apropiate cu pacienții cu febră hemoragică Ebola (adică la mai puțin de un metru), trebuie de purtat o protecție facială (ecran facial sau mască chirurgicală și ochelari de protecție), un halat curat, nesteril, cu mâneci lungi și mănuși (sterile pentru unele proceduri medicale).
Echipamentul personal de protecție adecvat (EPP) este alcătuit din mănuși, ochelari de protecție, mască de protecție care acoperă complet partea din față și părțile laterale ale feței, halat de unică folosință impermeabil sau combinezon impermeabil, mască FP3. În caz de sângerări masive, vome sunt necesare în plus încă o pereche de mănuși, protecția picioarelor (cipici de unică folosință care acoperă pantofii). Procedurile invazive, care pot expune personalul  medico-sanitar la infecție trebuie să se desfășoare în condiții stricte de siguranță. La ieșirea din camera pacientului sau zona de îngrijire, echipamentul personal de protecție trebuie să fie îndepărtat cu grijă, fără a contamina ochii, mucoasele sau hainele cu material potențial infecțios. Nu este permisă reutilizarea măștii sau mănușilor decât după prealabila lor decontaminarea riguroasă.
Igiena mâinilor de către personalul medical trebuie efectuată cât mai frecvent: înainte și după contactul cu pacientul, cu materialele potențial infecțioase, înainte și după scoaterea echipamentului personal de protecție, inclusiv a mănușilor. Igiena mâinilor se va asigura prin spălare cu apă și săpunuri sau cu substanțe dezinfectante pe baza de alcool, prin frecarea mâinilor.
Se va atrage atenția mai ales asupra riscului transmiterii virusului prin ace și alt instrumentar, contaminate cu sânge, secreții sau excrete. Injecțiile vor fi administrate în siguranță cu respectarea cu strictețe a precauțiunile standard. Echipamentul de administrare parenterală a tratamentului, după utilizare trebuie colectat într-un container special dedicat pacientului și va fi transportat la punctul de neutralizare.
Toate produsele provenite de la bolnavi, obiecte și instrumentele contaminate cu sânge sau cu alte produse de la bolnavi, trebuie manipulate cu grijă și aplicate măsuri riguroase de dezinfecție și de sterilizare. Rufele murdare se vor eticheta în mod clar în pungi etanșe și trimise direct la spălătorie. Echipamentele, suprafețele și obiectele contaminate se vor dezinfecta cu un dezinfectant de utilizare în spital sau cu o diluție 1:100 de hipoclorit de sodiu (clor). Toate acele și obiectele ascuțite vor fi manipulate cu grijă și vor fi strânse în containere sigilate și etichetate. Se vor limita utilizările acelor și obiectelor ascuțite cât mai mult posibil, iar flebotomiile, procedurile și testele de laborator vor fi limitate la minimum necesar pentru evaluare, diagnostic și tratament. Este de dorit pentru prevenirea contaminării cu aerosoli, ca aerul să fie filtrat cu filtre de tip HEPA (high-efficiency particulate air). Pe cât posibil se vor evita procedurile generatoare de aerosoli de către pacient.

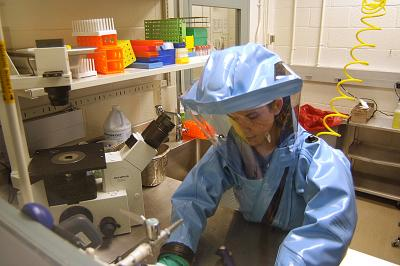
Un om de știință care lucrează cu virusul Ebola într-un laborator cu nivel de siguranță microbiologică 4 (biohazard de nivel 4).

Externarea pacienților confirmați cu boala virală Ebola se va face după recuperarea clinică, nu mai devreme de 42 de zile. Pacienții după externare vor evita contactul sexual timp de 3 luni de la boala clinică. În caz de deces cadavrul va fi manipulat în aceleași condiții de siguranță și transportat de la morga spitalului direct la cimitir sau crematoriu într-un cosciug închis.
Personalul de laborator este, de asemenea, expus la risc. Eșantioanele prelevate pentru diagnosticul cazurilor suspecte (ființe umane sau animale), trebuie să fie manipulate de către un personal calificat și prelucrate în laboratoare dotate corespunzător.

### Profilaxie pasivă
Imunizarea pasivă cu plasma pacienților vindecați sau cu anticorpi monoclonali s-a dovedit ineficace de multe ori, confirmând că răspunsurile umorale nu joacă un rol important în controlul infecției cu EBOV. În mod similar, administrarea de IFNα recombinant maimuțelor macac nu le protejează împotriva infecției. Cu toate acestea, mai multe scheme terapeutice s-au dovedit eficiente recent. Vaccinul candidat VSVΔG/ZEBOV, administrat imediat după inoculare, protejează macacii de boală.

### Profilaxie activă (vaccinuri)
Cu toate că izolarea bolnavilor și punerea în aplicare a măsurilor de protecție a anturajului pacienților sunt suficiente pentru a opri epidemiile, numeroase echipe își concentrează eforturile pe viitor asupra elaborării de tratamente și vaccinuri. Cu toate acestea, infrastructura necesară pentru manipularea virusului Ebola, precum și lipsa de modele animale pentru evaluarea vaccinurilor candidate sau moleculelor terapeutice, frânează considerabil progresele.
Vaccinurile sunt în stadiu experimental, fiind implicate diverse metodologii de obținere: preparate vaccinale inactivate cu formol, vaccinuri conținând antigenele NP sau GP, ori vaccinuri recombinante care să exprime GP, GPS și NP.
În domeniul vaccinal, mai multe vaccinuri candidate s-au dovedit eficiente la cobai, însă parțial, ba chiar complet, ineficiente la macac, de exemplu preparatele virale inactivate prin căldură, formol sau raze γ, plasmidele care codifică GP sau NP, particule virale recombinante ale virusului encefalitei ecvine venezuelene care exprimă GP, vaccinurile variolice recombinante care exprimă GP, și particulele virale Ebola încapsulate în lipozomi.
Recent, utilizarea de vectori virali vii, sau de particule virale, pentru a produce GP a permis elaborarea a două vaccinuri candidate care au fost eficace atât la cobai cât și la maimuța macac. Două protocoale vaccinale au fost testate, unul bazat pe administrarea unică a unei doze de 2x1012 particule de adenovirus 5 recombinant, care exprimă în același timp GP și NP (ADV-GP/NP), altul bazat pe două injecții la interval de 9 săptămâni. Ambele protocoale asigură o protecție totală și induc un răspuns CD8+IFNγ+ și un răspuns umoral după inocularea cu doze mici (13 pfu) și cu doze mari (1500 pfu) la 1 sau 4 săptămâni mai târziu (pfu = plaque forming units). Varianta simplă oferă o protecție mai rapidă, dar mai puțin durabilă decât varianta dublă. În mod similar, imunizarea unică cu o doză de 107 pfu de particule a virusului stomatitei veziculoase recombinant, viu și atenuat, care exprimă GP Ebola (VSVΔG/ZEBOV), asigură o protecție totală a macacilor împotriva unei inoculări de virus Ebola cu o doză mare (1000 pfu) la 28 zile mai târziu. Ele induc o creștere moderată a IgG anti-GP și o creștere accentuată a CD8+IFNγ+, CD8+TNFα+, CD4+IFNγ+ și CD4+ TNFα+. Până în prezent, aproape 30 de macaci au primit acestă imunizare și la nici unul dintre ei nu au apărut semne clinice.
Vaccinuri candidate pentru febra hemoragică Ebola 
| Mecanismul                                                | Platforma                                                        | Genele / proteine din vaccin                                                    | Observații |
| --------------------------------------------------------- | ---------------------------------------------------------------- | ------------------------------------------------------------------------------- | --- |
| rVSV + ZEBOV-GP                                           | Virusul stomatitei veziculoase recombinant (rVSV)                | Glicoproteina (GP) ebolavirusului Zaire                                         | Testările la primatele neumane au provocat un răspuns imunogen la aerosolii cu virus Ebola și la inocularea unei doze letale de virus Ebola. Protecție transmisă la primatele neumane expuse la virusul Ebola și imunocompromise. Vaccin candidat pentru administrare orală. |
| rRABV + ZEBOV-GP                                          | Virusul rabiei recombinant (rRABV)                               | Glicoproteina (GP) ebolavirusului Zaire                                         | Testările la primatele neumane au provocat un răspuns imunogen la inocularea unei doze letale de virus Ebola. |
| ADN + rAd5 + ZEBOV-GP, rAd5 + ZEBOV-GP                    | Serotipul 5 al adenovirusului recombinant (rAd5) cu sau fără ADN | Glicoproteina (GP) ebolavirusului Zaire                                         | Este lipsit de pericol și imunogen în faza 1 de testări clinice. Pot fi necesare mai multe vaccinări. Posibilele interferențe cu imunitatea preexistentă la serotipul 5 al adenovirusului.                                                                                   |
| Pseudoparticule virale + ZEBOV-GP + ZEBOV-NP + ZEBOV-VP40 | Pseudoparticule virale                                           | Glicoproteina (GP) + nucleoproteina (NP) + proteina VP40 a ebolavirusului Zaire | Testările la primatele neumane au provocat un răspuns imunogen la inocularea unei doze letale de virus Ebola. Pseudoparticule virale pot fi produse în celule insectelor, ceea ce le face potrivite pentru producție pe scară largă.                                         |
| rHPIV3 + ZEBOV-GP                                         | Tipul 3 al virusului paragripal uman recombinant (rHPIV3)        | Glicoproteina (GP) ebolavirusului Zaire                                         | Testările la cobai și primatele neumane au provocat un răspuns imunogen la inocularea unei doze letale de virus Ebola. Potențial pentru administrare fără ac. |
| rCMV + ZEBOV-NP                                           | Citomegalovirusul recombinant (rCMV)                             | Nucleoproteina (NP) ebolavirusului Zaire                                        | Testările la șoareci au provocat un răspuns imunogen la inocularea unei doze letale de virus Ebola. Are o specificitate înaltă de specie. |
| Vaccinul subunitar rEBOV + agonist TLR                    | Vaccinul subunitar al virusul Ebola recombinant (rEBOV)          | Agonistul receptorului de tip Toll                                              | Testările la șoareci au provocat un răspuns imunogen la inocularea unei doze letale de virus Ebola. Vaccinul subunitar este stabil la păstrare și livrare la temperatura mediului ambiant.                                                                                   |

Primul test clinic al unui vaccin împotriva ebolavirusului Zaire realizat în SUA la începutul lunii septembrie 2014 pe un grup de voluntari nu a provocat până în prezent reacții adverse. Vaccinului împotriva virusului Ebola a fost dezvoltat de compania farmaceutică GlaxoSmithKline de mai mulți ani, împreună cu Institutele Naționale americane pentru Sănătate (NIH) și a dat rezultate foarte bune pe maimuțe și face în prezent obiectul unui studiu clinic asupra a zece persoane de la 2 septembrie 2014. A fost folosit serotipul 3 al adenovirusului cimpanzeului (ChAd3). S-a recurs la adenovirusul de cimpanzeu și nu la serotipul uman 5 (Ad5) care poate infecta oameni și neutraliza vaccinul prin anticorpi prezenți în oameni. ChAd3 poartă gena glicoproteinei (GP) a ebolavirusului Zaire. Experimental, macacii au fost inoculați inițial cu serotipul 3 al adenovirusului cimpanzeului (ChAd3), care codifică proteina GP a virusului Ebola, iar după opt săptămâni s-a administrat alt vaccin, MVA (modified vaccinia Ankara), ce conține tulpina Ankara a virusului vaccinia  (care provoacă  variola vacilor) pentru a oferi o protecție completă și de lungă durată. Tulpina Ankara codifică de asemenea proteina GP.

## Virusul Ebola ca armă biologică
Virusul Ebola este clasificat ca armă biologică de categoria A, conform nomenclatorului agenților patogeni cu potențial bioterorist.
Au existat suspiciuni că Uniunea Sovietică și SUA dezvoltau o armă biologică bazată pe virusurile Ebola și Marburg. Pentagonul se temea încă de la sfârșitul anilor '70 că virusul Ebola poate fi folosit ca o armă bioteroristă. Însă specialiștii cred că riscul este scăzut. Cu toate că are o rată de letalitate de până la 90%, febra hemoragică Ebola este din fericire mai puțin contagioasă decât alte boli virale, deoarece se transmite mai ales prin contactul cu fluidele corporale: salivă, sânge, urină.
În anul 1992, membrii sectei japoneze apocaliptice Aum Shinrikyo, profitând de o epidemie de febră hemoragică Ebola, a încercat, fără succes, să procure virusul Ebola Zair în cadrul unei misiuni „umanitare” în Africa, conduse de șeful sectei, la care au participat 40 de membri ai sectei. Ei au preferat în cele din urmă gazul sarin, pe care l-au folosit pentru a comite atentatul din metroul din Tokyo în 1995.
„Guvernul american ia în serios riscul Ebola ca un agent al bioterorismului și a investit zeci de milioane de dolari în elaborarea unor vaccinuri și terapii în ultimul deceniu”, a declarat Peter Walsh, profesor la Universitatea din Cambridge, citat de Washington Post. Existența unor tratamente experimentale pentru febra hemoragică Ebola la ora actuală se datorează în oarecare măsură riscului folosirii virusului Ebola de către teroriști. În 2010 de exemplu, Departamentul Apărării al Statelor Unite a acordat 140 milioane de dolari pentru societatea canadiană Tekmira pentru dezvoltarea unui tratament pentru febra hemoragică Ebola. În 2013, Pentagonul a dat 4,4 milioane dolari Centrului de Vaccin Vanderbilt (Vanderbilt Vaccine Center) pentru studiul virusurilor Ebola și Marburg. ZMapp a fost dezvoltat de către o companie necunoscută până atunci, Mapp BioPharmaceutical, care are legături cu Departamentul Apărării al Statelor Unite.